# Île-de-Sein
Cet article concerne la commune. Pour l'île, voir Île de Sein. Pour les homonymes, voir Île de Sein (homonymie).
Île-de-Sein (/il də sɛ̃/ ; en breton : Enez-Sun) est une commune du département du Finistère, dans la région Bretagne, en France. Elle est essentiellement constituée des îles de Sein et de Kélaourou ainsi que d'îlots avoisinants. La commune fait partie du parc naturel marin d'Iroise et du parc naturel régional d'Armorique. Elle a la particularité de ne pas être rattachée à une intercommunalité à fiscalité propre.
Ses habitants sont appelés les Sénans.

## Géographie

### Localisation

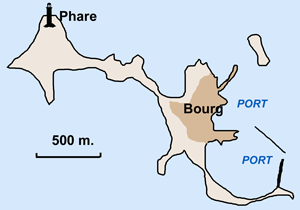
Carte de l'île de Sein.

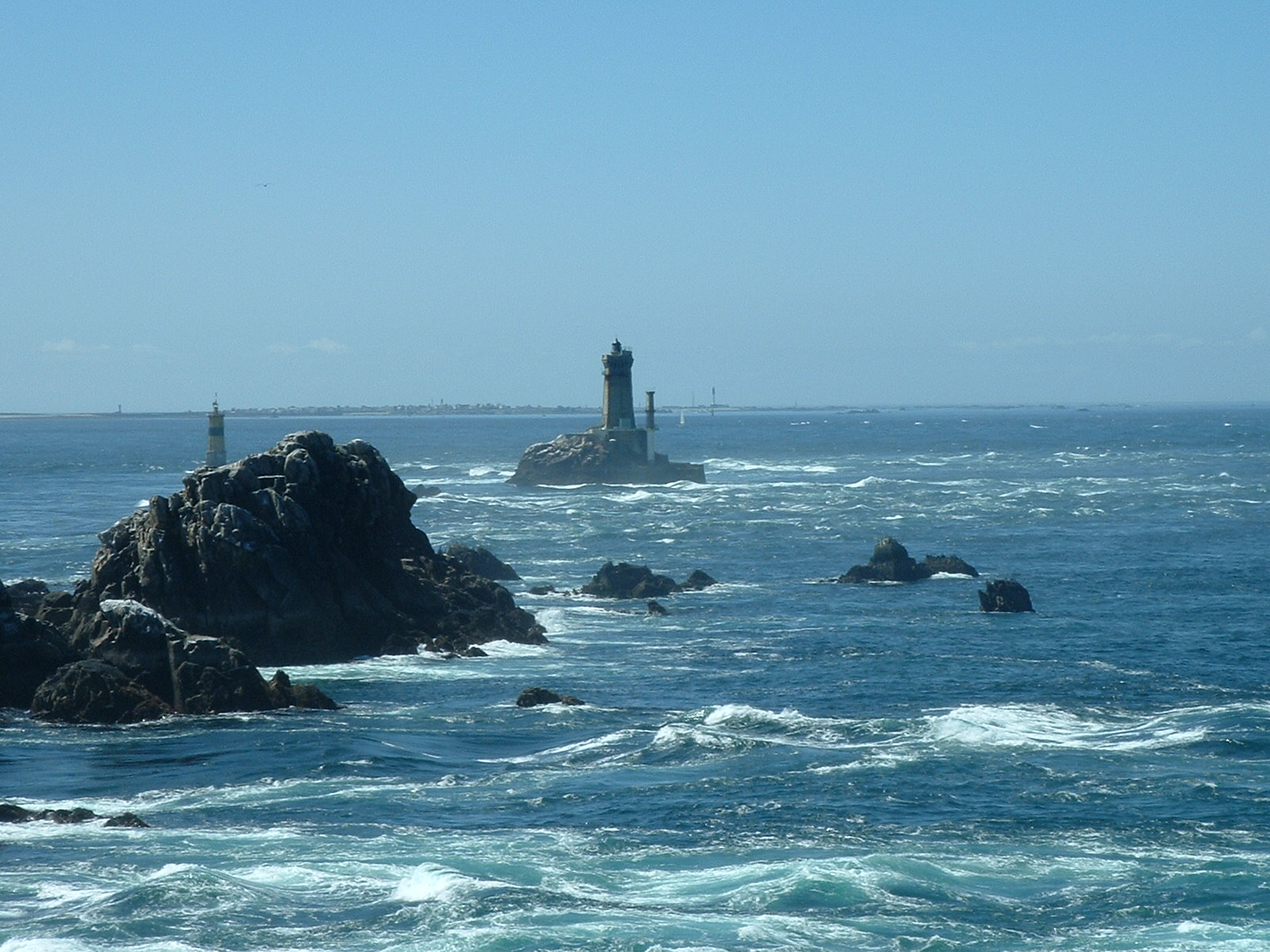
Vue depuis la pointe du Raz vers le raz de Sein ; le phare de la Vieille et la tourelle de la Plate sont visibles au premier plan, et l'île de Sein à l'arrière-plan.

L'île de Sein est située à environ 5 milles marins (9 km) de la pointe du Raz. Elle fait partie d'une arête granitique dont la partie immergée se prolonge sur 25 km vers le large et forme la barrière de récifs appelée la chaussée de Sein. Cette chaussée s'interrompt un peu au-delà du phare d'Ar-Men.
L'île s’étend sur environ 2 km. Elle a globalement la forme d'un S inversé (écrit en commençant en haut à gauche, terminé en bas à droite) dont la partie centrale étranglée est large d'à peine 50 m. L'est de l'île est occupé par le port et le bourg où est regroupé l'ensemble des habitations. Le grand phare de l'île est situé à l'extrémité ouest.
L’île est bordée principalement par des plages de galets et de sable qui constituent un rempart fragile contre les tempêtes. Des digues ont donc été construites pour éviter sa « destruction » pure et simple.

### Géologie et relief

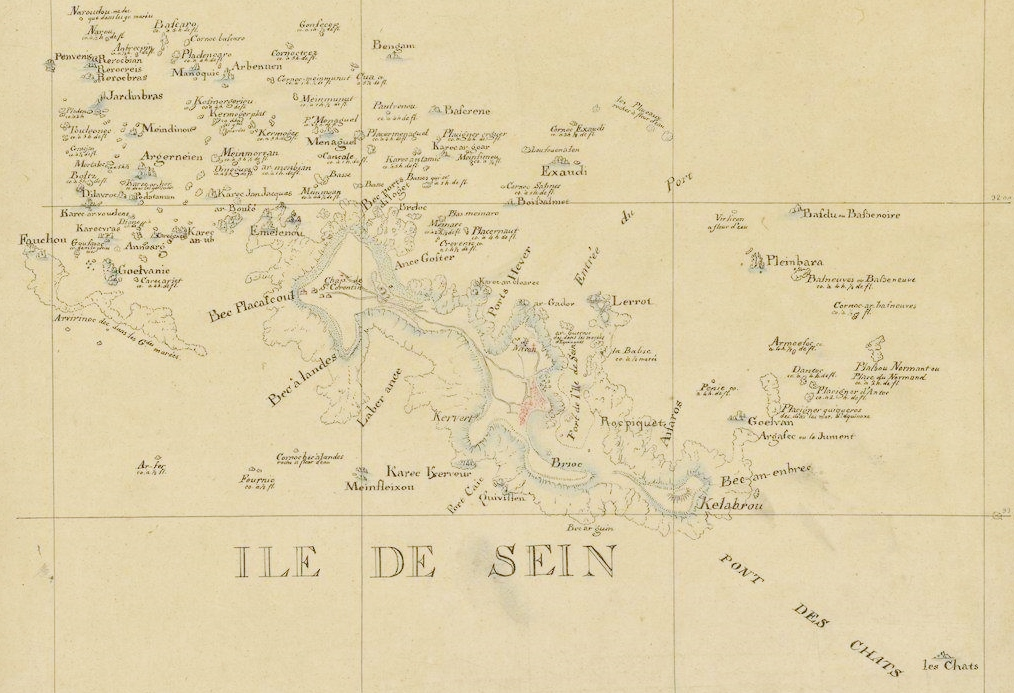
Carte de l'Île de Sein et des rochers avoisinants datant de 1771 (auteur inconnu).

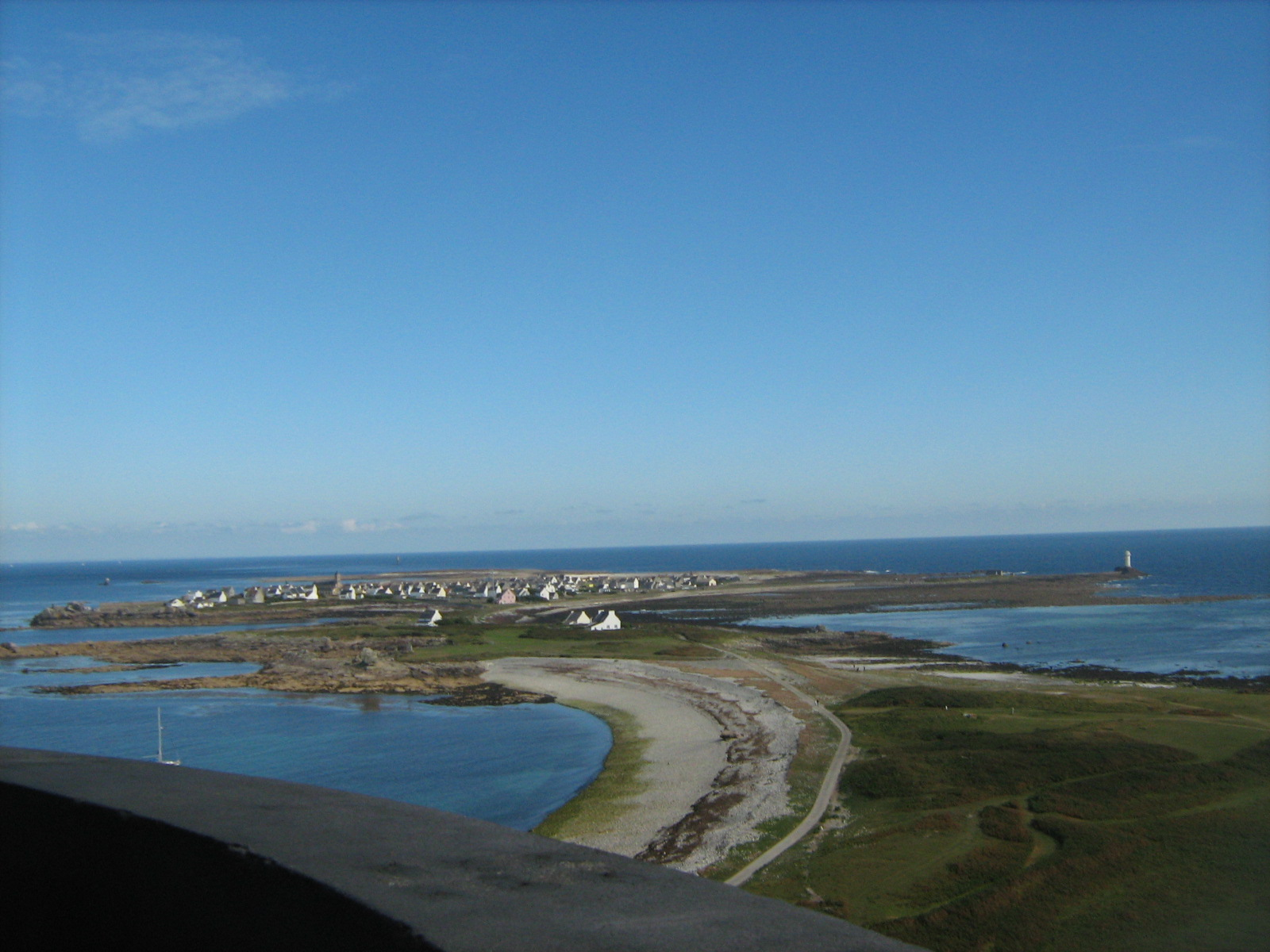
L'île de Sein vue du phare.

L'île a une surface de seulement 0,5 km2 et est basse, avec une altitude moyenne de 1,5 mètre. Elle fut plusieurs fois presque submergée par des tempêtes (celles de 1830, 1868 et décembre 1896 ont marqué de leur extraordinaire puissance, la mémoire de générations de Sénans qui étaient allés jusqu'à se réfugier sur les toits pour ne pas être emportés). Elle se situe au milieu d'une zone de récifs très étendue et particulièrement dangereuse, la chaussée de Sein parcourue par des courants souvent violents qui dépassent 6 nœuds (11,1 km/h) en vives eaux. Située non loin d'un axe important de navigation commerciale entre la Manche et l'Atlantique, elle a été le témoin de nombreux naufrages de navires venus s'échouer sur sa barrière de récifs. Au XIXe siècle, plusieurs phares ont été construits sur son pourtour, dont le plus célèbre est le phare d'Ar-Men.
Hyacinthe Le Carguet décrit en détail en 1897 la géologie de l'île ; en voici un court extrait : « L'Île de Sein est composée d'une assise granitique recouverte de roches sédimentaires. Le granit qui forme le sous-sol profond n'est pas homogène. Tantôt en grosses masses compactes, presque sans fissures, il émerge : tels les Kornog, roches ou îlots de la chaussée ; ou bien ces blocs, en avancée sur toutes les pointes de l'île, s'opposent à l'action érosive de la mer. Tantôt il forme des plateaux sous-marins, appelés Louzouennou dans le langage des îliens. (...) Les embruns et les raz-de-marée le dénudent ».
Les dunes sous-marines de sable coquiller de Kafarnao, situées vers 45 m de profondeur à 18 km au sud-ouest de l'île (une dune relique haute de 24 m et longue de 500 m), ont été une première fois exploitées entre 1987 et 2008. L'entreprise « Les Sabliers de l'Odet » a déposé une nouvelle demande d'autorisation d'extraction qui a mis en émoi la population sénane, majoritairement opposée à ce projet (ce sable coquiller est destiné à l'alimentation des poules pondeuses) craignant qu'il n'accentue l'érosion de l'île et perturbe la faune marine. Un collectif dénommé « Peuple des dunes Île de Sein » anime l'opposition à ce projet.

### Insularité

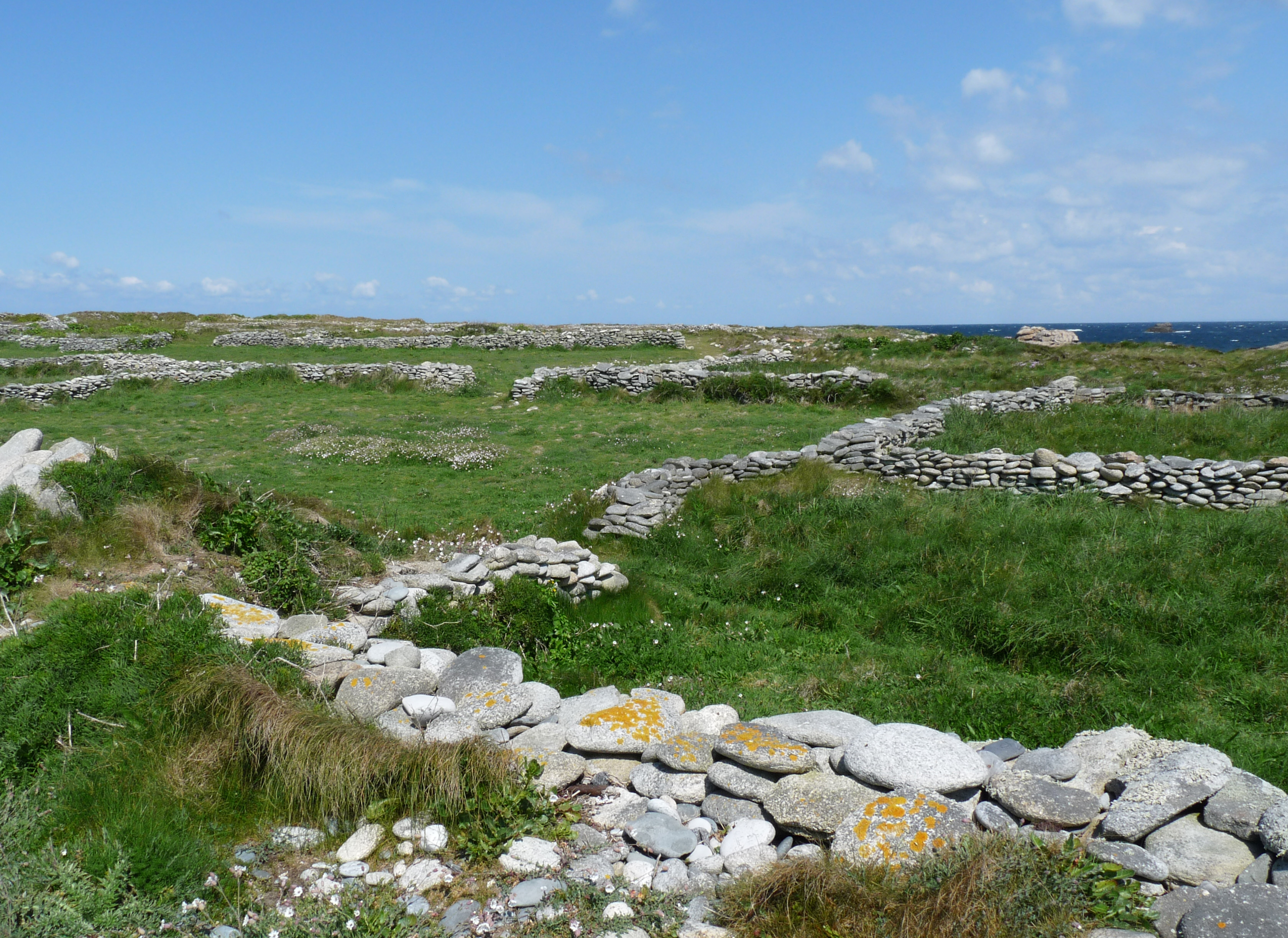
Murets coupe-vent entourant des champs.

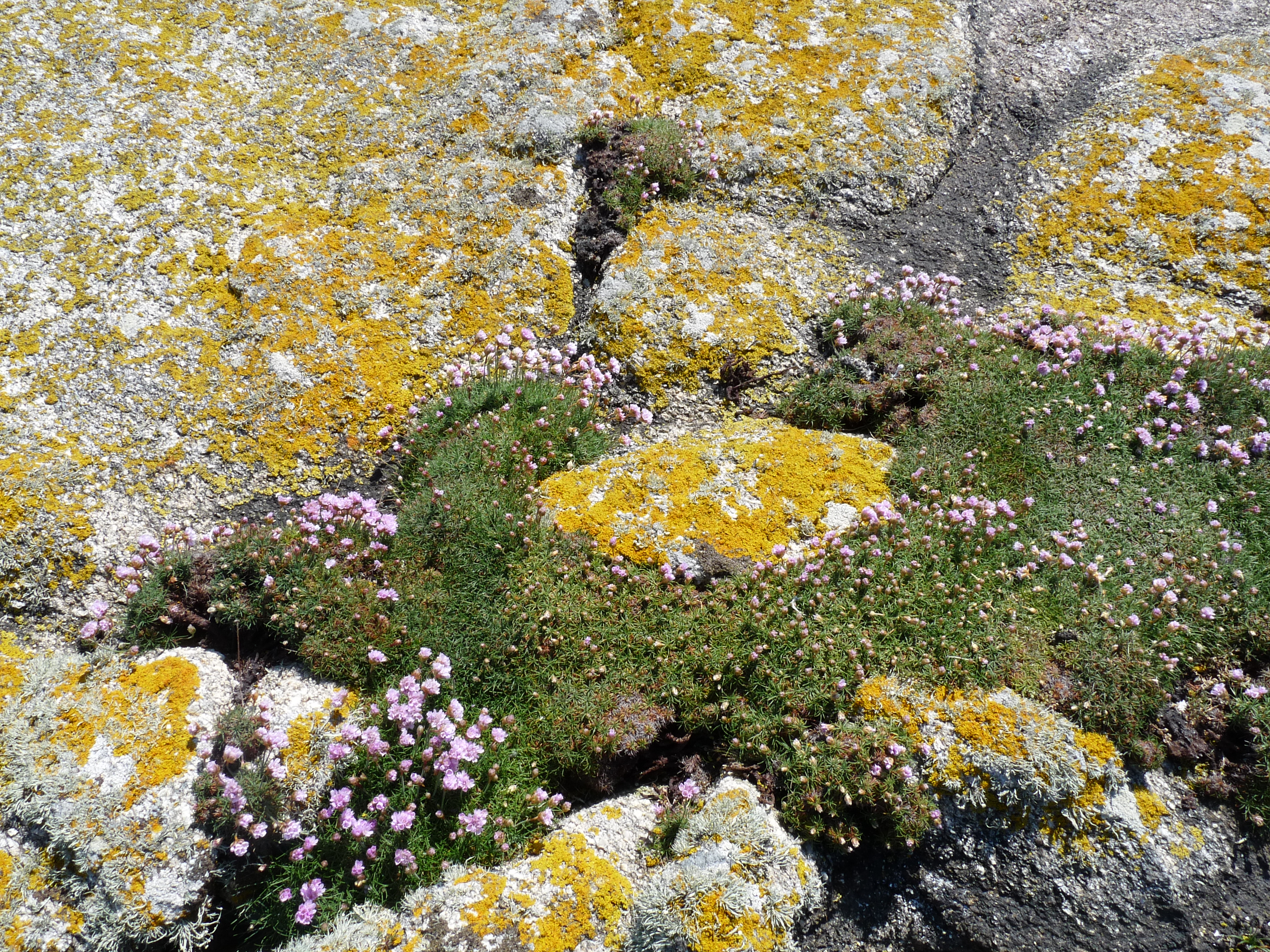
Arméries et lichens au printemps.

Le vent est tout-puissant à Sein : ni arbre ni buisson, une haie maigre. Les petits champs entourés de murets coupe-vent, où les paysannes cultivaient autrefois l'orge et les pommes de terre, sont laissés à l'abandon. Les rares terres de Sein sont envahies de ronces et de broussailles. Là où les murets de pierre tiennent encore, des soucis fleurissent à l'abri, au printemps les pâquerettes ont des tiges. Là où ils s'écroulent, les fleurs subissent l'anémomorphose. Cette absence de relief fait courir le risque des vagues déferlantes qui se sont souvent abattues sur l'île, envahissant les maisons, dévastant les dunes et le port, mais Sein est une île dont « la vague n'a pas eu raison du granit » écrit le général de Gaulle.
Afin de protéger les maisons sénanes des rafales chargées de sable, l'espace entre les façades a été calculé au plus étroit.
Un vieux dicton des marins témoigne du danger de certaines îles de la côte bretonne et particulièrement de l'île de Sein :

« Qui voit Ouessant voit son sang,

Qui voit Molène, voit sa peine,

Qui voit Sein, voit sa fin,

Qui voit Groix, voit sa croix. »

Pour les navires de guerre qui partent de Brest, la tétralogie d'Ouessant devient :

« Qui voit Ouessant voit son sang.
Qui voit Sein voit sa fin.
Qui voit Groix voit sa joie.
Qui voit Belle-Île, cingle sans péril. »

### Une île menacée par l'érosion marine

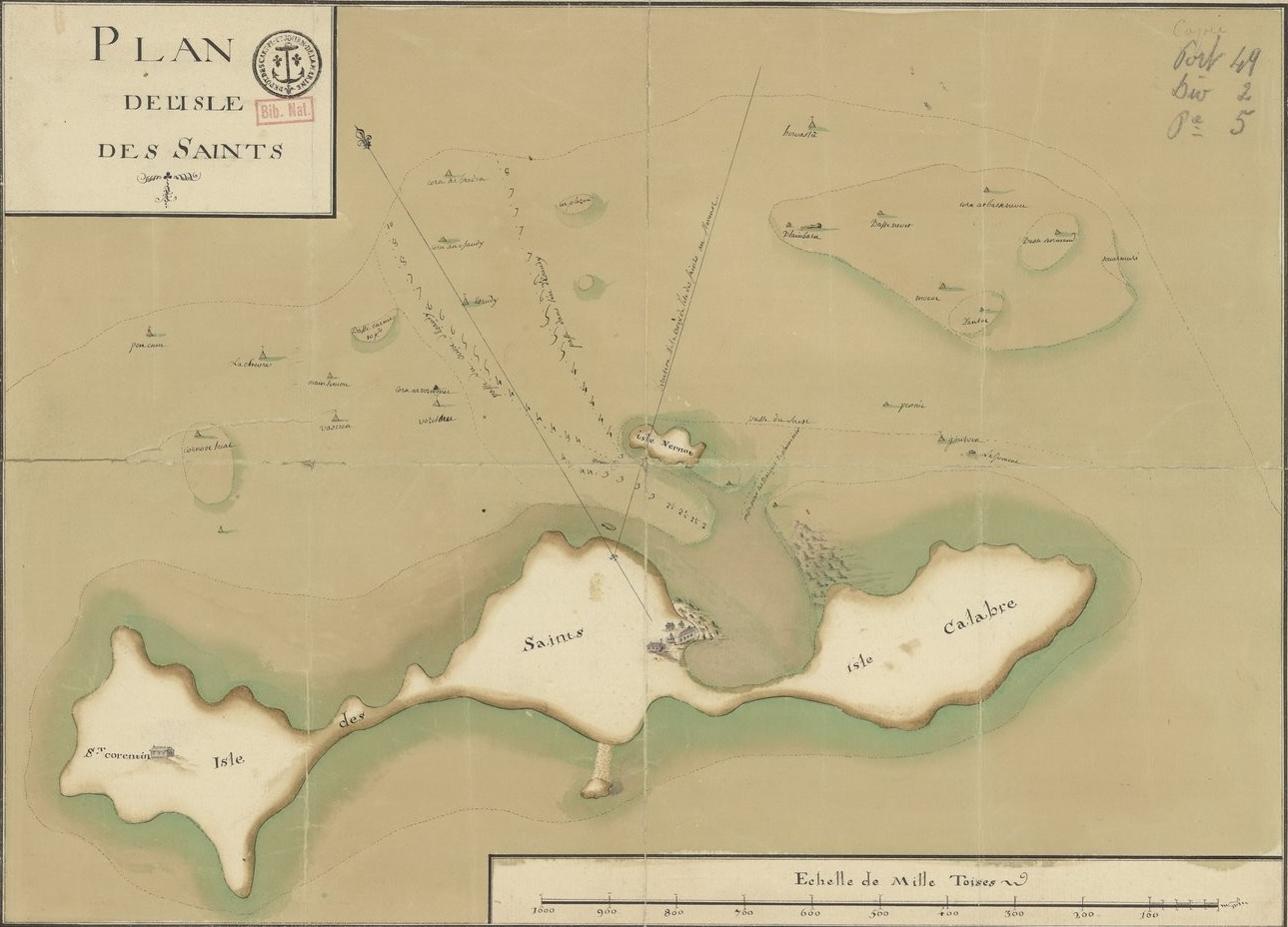
Carte de l'Île des Saints (Île de Sein) dessinée en 1754 par de Keranstrec.

De tout temps, l’île de Sein, en raison de sa petitesse et de sa platitude, a été menacée par l'érosion marine, voire par la submersion. Le journal du Père Maunoir évoque une tempête qui se serait produite vers 1638 : « Les habitants de ce lieu ont été à la veille d'être submergés, une partie des maisons furent renversées par la mer et remplies d'eau ». Gustave Geffroy écrit en 1904 : « Sur cet étroit territoire, ma mer déferle. Il a fallu construire des digues, détruites en partie par la tempête de 1896, qui détruisit aussi plusieurs bateaux : Sein resta une quinzaine de jours isolée. Le fait n'était pas nouveau, et les tempêtes de 1756, 1821, 1868, 1879, sont restées célèbres ».
En 1756, en raison de la coïncidence d'une tornade avec une grande marée, la mer faillit engloutir toute l'île, et le duc d'Aiguillon incita alors en vain les Sénans à abandonner leur île, à nouveau envahie par la mer en 1761 lors d'une grande marée. La tempête des 28 et 29 décembre 1821 inonda un tiers des habitations, détruisit la digue et de nombreux bateaux de pêche. Une autre tempête les 22 et 23 novembre 1822 renverse 115 m de la digue, les muretins servant de clôture aux terres labourées dans la partie sud de l'île, et submerge les trois-quarts des terres labourables. « Environ trente maisons du village ont été submergées momentanément ». Un raz de marée survient en 1830, obligeant les habitants à se réfugier dans le clocher et sur les toits. L'île est à nouveau submergée pendant une douzaine d'heures en 1836. En août 1865, la mer envahit à nouveau rues et maisons, et à nouveau les 10 et 11 janvier 1866, ainsi que les 17, 18 et 19 mars 1866 et encore en 1882. L'ouragan des 4 au 6 décembre 1896 détruit les jetées de l'île et coule de nombreux bateaux.
« À chaque tempête, l'érosion fait perdre un mètre de côte à l'île » affirme Bernard Bisson dans le Journal du dimanche. Les tempêtes de la fin décembre 2013 et du début de janvier 2014 ont aussi éprouvé l'île : « On peut raconter mais je ne sais pas si les gens pourront comprendre. C’était dantesque ! Les murs des maisons ont tremblé. Et le bruit… le bruit terrible. Celui de la mer, pas du vent. Ça vous glace, c’est angoissant. La mer, on ne sait jamais, elle peut avoir le dernier mot… ».

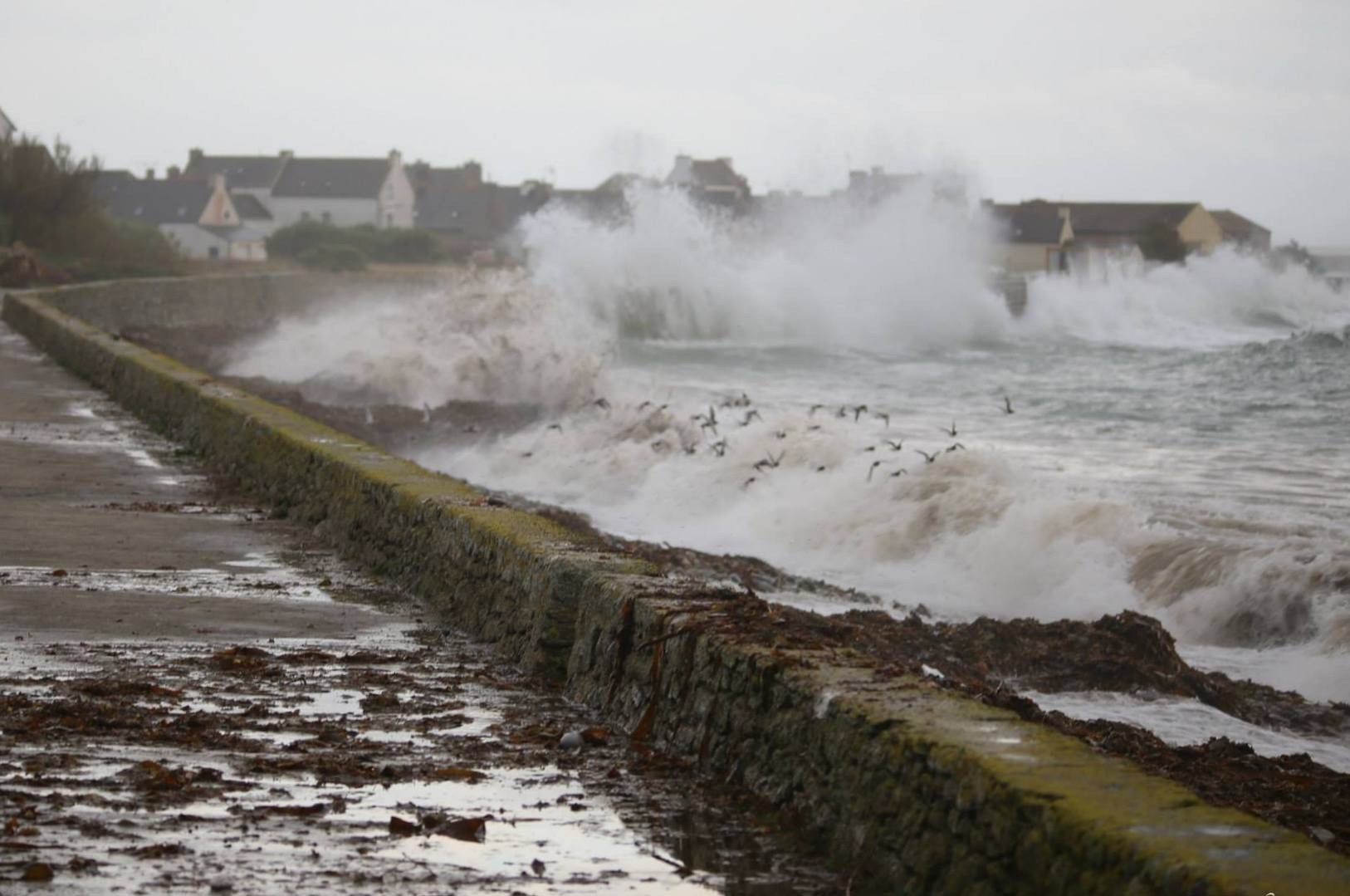
Tempête fin-novembre 2013 vue depuis la route du phare

Le 1er février 2014 une forte tempête endommage le quai des Paimpolais : « Un parapet protégeant le quai des Paimpolais a sauté avec la mer sur 6 m de long, c'est un bloc de 5 tonnes qui a été emporté. Témoin de la force inédite des vagues, du goémon a été retrouvé au niveau de l'église, le point culminant de l'île à 9 m. (...) Une des deux gares maritimes de l'île a été éclatée par un sac d'une tonne de sable placé pour la protéger, emporté comme un fétu de paille ». Le 7 février 2014, l'île de Sein a été à nouveau coupée du monde par la tempête Qumeira.
Une érosion touristique s'ajoute à l'érosion naturelle : la pratique récente d'empilement de galets pour constituer des cairns déstabilise les cordons de galets et un galet emporté en souvenir par un touriste est un morceau d'île en moins. La prolifération des lapins dans l'île menace aussi celle-ci : les terriers creusés en bord de mer sont autant de trous par lesquels la mer s'engouffre.

### Voies de communication, transports et énergie

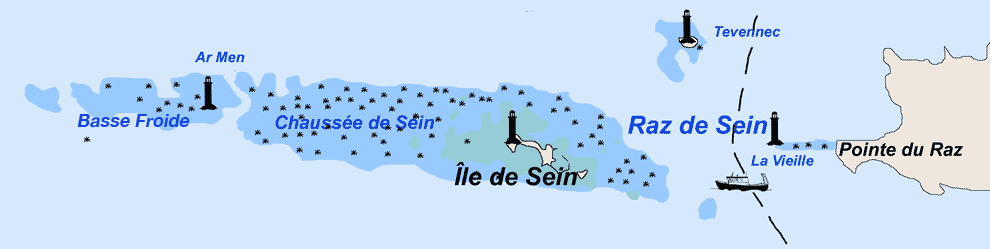
La chaussée de Sein.

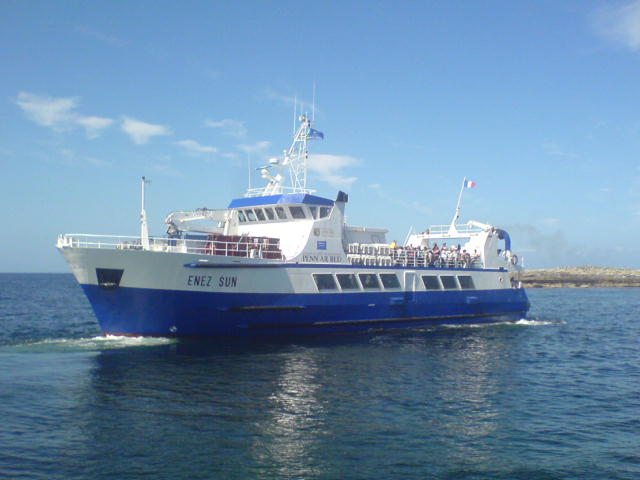
L'Enez Sun III de la compagnie Penn-ar-Bed à l'Île-de-Sein.

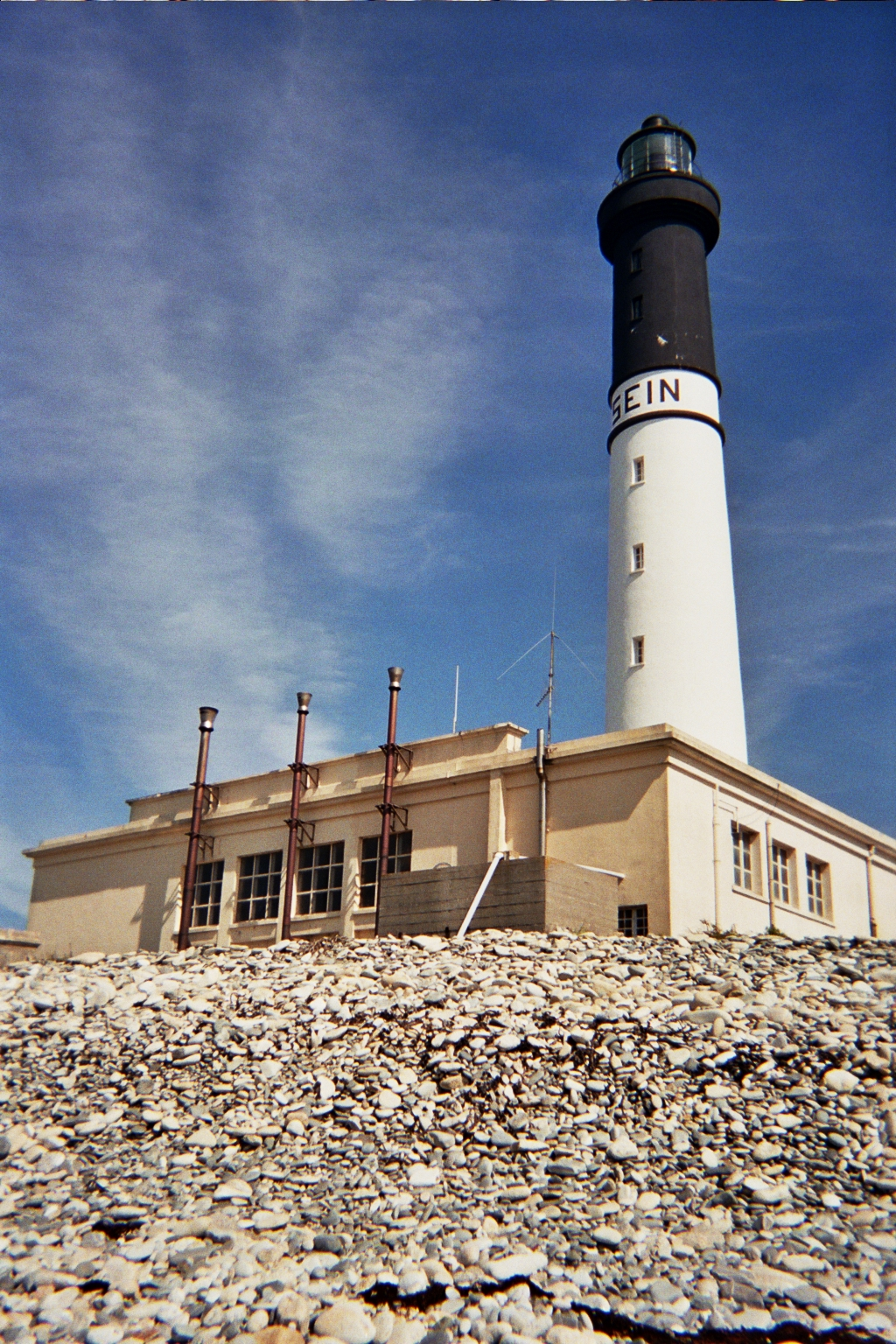
Le phare de l'île et à son pied la centrale thermique.

L'île est desservie quotidiennement, sauf conditions météorologiques défavorables, par l'Enez Sun 3, une vedette de la compagnie maritime Penn-ar-Bed qui assure la liaison aller et retour avec le port d'Audierne-Sainte-Evette (Esquibien) qui se situe une vingtaine de kilomètres plus à l'est sur le continent. D'autres liaisons maritimes existent pendant la saison touristique.
Sur l’île de Sein, il n’y a pas de voitures, seulement le camion des pompiers, une camionnette-citerne pour le transport du fioul et le petit train des poubelles (en fait un tracteur tirant des poubelles). L’usage des bicyclettes étant même interdit en juillet et août dans le village par arrêté municipal, les Sénans se déplacent surtout à pied et possèdent de petites charrettes pour les courses ou objets encombrants.
À partir de 1961, Sein, Ouessant et Molène reçoivent deux fois par semaine leur courrier en hélicoptère.
L'Île de Sein est alimentée en électricité par trois groupes électrogènes au fioul, logés aux pieds du phare, qui alimentent tout le réseau, car l'île n’est pas connectée au réseau électrique du continent. Un projet de transition énergétique citoyenne visant à alimenter l'île exclusivement avec des sources d'énergie renouvelables est porté par la société Île de Sein Énergies (IDSE), mais il se heurte au monopole d'EDF,.

## Urbanisme

### Typologie
Au 1er janvier 2024, Île-de-Sein est catégorisée commune rurale à habitat très dispersé, selon la nouvelle grille communale de densité à 7 niveaux définie par l'Insee en 2022.
Elle est située hors unité urbaine et hors attraction des villes,.
La commune, bordée par la mer d'Iroise, est également une commune littorale au sens de la loi du 3 janvier 1986, dite loi littoral. Des dispositions spécifiques d’urbanisme s’y appliquent dès lors afin de préserver les espaces naturels, les sites, les paysages et l’équilibre écologique du littoral, tel le principe d'inconstructibilité, en dehors des espaces urbanisés, sur la bande littorale des 100 mètres, ou plus si le plan local d’urbanisme le prévoit.

### Occupation des sols

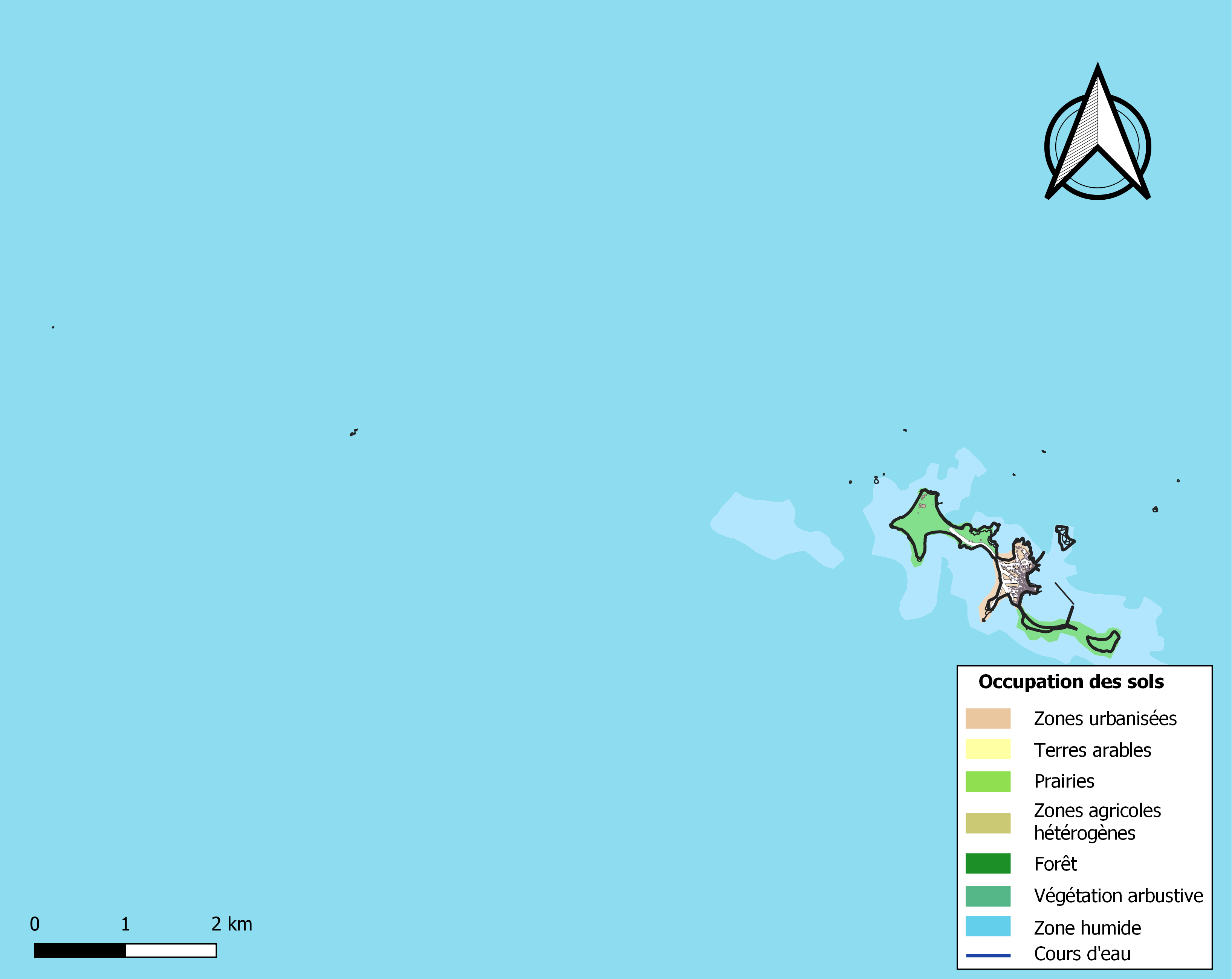
Carte des infrastructures et de l'occupation des sols de la commune en 2018 (CLC).

L'occupation des sols de la commune, telle qu'elle ressort de la base de données européenne d’occupation biophysique des sols Corine Land Cover (CLC), est marquée par l'importance des forêts et milieux semi-naturels (60,8 % en 2018), une proportion identique à celle de 1990 (60,8 %). La répartition détaillée en 2018 est la suivante : 
milieux à végétation arbustive et/ou herbacée (60,8 %), zones urbanisées (36 %), zones humides côtières (3,2 %).
L'IGN met par ailleurs à disposition un outil en ligne permettant de comparer l’évolution dans le temps de l’occupation des sols de la commune (ou de territoires à des échelles différentes). Plusieurs époques sont accessibles sous forme de cartes ou photos aériennes : la carte de Cassini (XVIIIe siècle), la carte d'état-major (1820-1866) et la période actuelle (1950 à aujourd'hui).

## Toponymie
L'étymologie du toponyme Sein est discutée (grammatici certant). Il serait peut-être un théonyme issu d'une divinité. Il pourrait dériver du gaulois sen (vieille), du roman sena (sinueuse).
Pour la forme bretonne Sun, Lucien Boulain penche pour une contraction du toponyme Sizun, du nom du Cap Sizun situé en face sur le continent. Par exemple, la monographie du Père Guillaume Le Roux consacrée au prédicateur Julien Maunoir, publiée en 1848, parle encore de l'île de Sizun. Sizun a une étymologie incertaine, il procède de la forme de l'ancien breton Seidhun attestée au XIe siècle de sens inconnu. Il pourrait s'agir d'un hagionyme qui évoque saint Sidonius.

## Histoire
Une chronologie détaillée de l'histoire de l'Île de Sein, ainsi que de nombreux documents, sont consultables sur un site Internet.

### Préhistoire et Antiquité

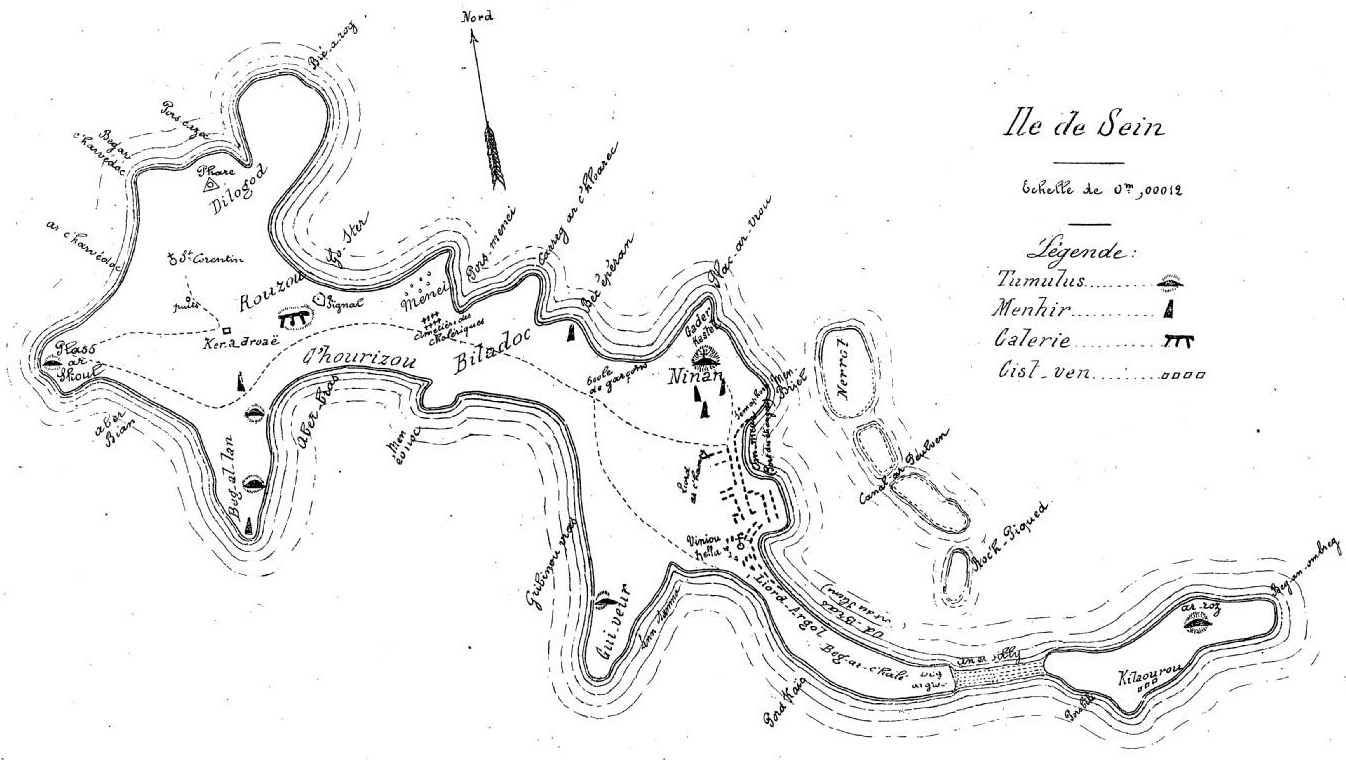
Hyacinthe Le Carguet : carte des vestiges archéologiques de l'Île de Sein (1897).

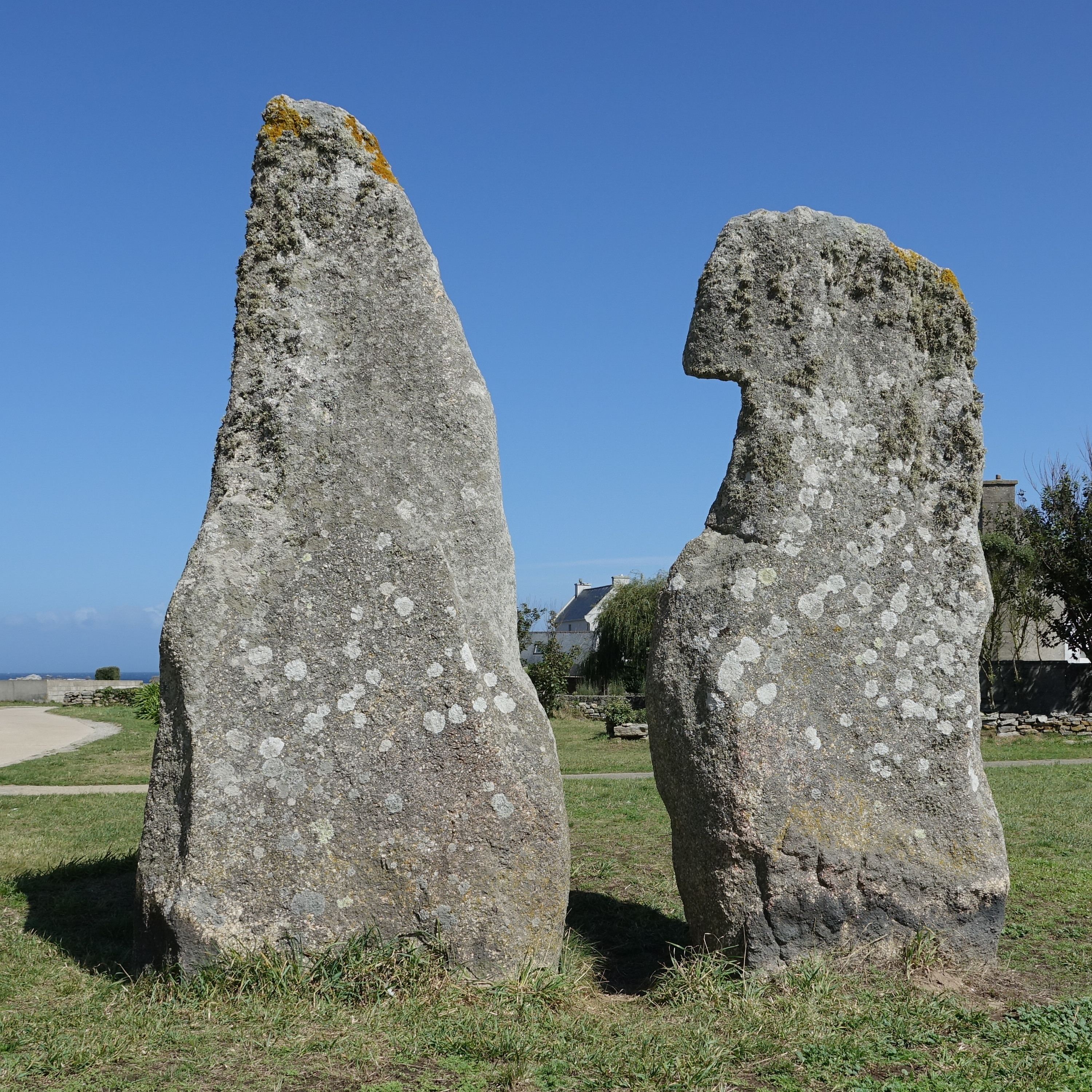
Les Causeurs de l'Île-de-Sein.

Deux mégalithes, les "Grands Causeurs" (Prégourien-Bras en breton, deux menhirs face à face comme s'ils se parlaient l'un l'autre), situés sur un tertre proche de l'église autrefois entouré de pierres debout (c'était donc un cairn), témoignent de l'ancienneté de l'occupation humaine. Ils sont classés monument historique depuis 1901. Hyacinthe Le Carguet a identifié onze traces de peuplement néolithique dans l'île, dont des tumulus et des menhirs et des dolmens plus ou moins détruits. Il ne reste plus aucune trace du tumulus de Nifran, détruit par des chercheurs d'or.
L'île de Sein, Enez Sun en breton, est sans doute  l’Insula Sena des Romains. Au Ier siècle, un auteur romain, Pomponius Mela, rapporte qu'un oracle d'une divinité gauloise était installé sur l'île, servi par neufs prêtresses, les Gallisenae, ayant fait vœu de virginité perpétuelle.

« L’île de Sena, située dans la mer Britannique, en face des Osismiciens, est renommée par un oracle gaulois, dont les prêtresses, vouées à une virginité perpétuelle, sont au nombre de neuf. Elles sont appelées Gallicènes, et on leur attribue le pouvoir singulier de déchaîner les vents et de soulever les mers, de se métamorphoser en tels animaux que bon leur semble, de guérir des maux partout ailleurs regardés comme incurables, de connaître et de prédire l’avenir, faveurs qu’elles n’accordent néanmoins qu’à ceux qui viennent tout exprès dans leur île pour les consulter. »

— Pomponius Mela, III, 6 (trad. Louis Baudet, 1843)
Longtemps l'on a attribué à Sein un passé mythique. Jacques Cambry par exemple écrit dans son Voyage dans le Finistère (voyage effectué en 1794-1795) : « l'île de Sein, qui, dans les tems les plus reculés, fut un lieu de féerie, de nymphes et de dryades ».

### Moyen Âge
Selon la tradition, vers 440, saint Guénolé, trop importuné sur le continent par les fidèles qui venaient le visiter, aurait décidé de se retirer dans un lieu solitaire, et se serait réfugié, avec quelques jeunes disciples, dans l'île de Seidhun (Sein), qui lui aurait été donnée par le roi Gradlon, y fondant un prieuré, avant de partir fonder l'abbaye de Landévennec. Ce qui est prouvé historiquement, c'est que l'abbaye de Landévennec assura pendant plusieurs siècles le service religieux de l'île, qui lui devait en compensation « 150 merlus de rente ». L'église antérieure à l'actuel sanctuaire, dédiée à saint Collodan, aurait été construite par les moines de Landévennec au XIVe siècle ; elle fut vendue en 1912 et démolie après la construction en 1901 de l'église actuelle Saint-Guénolé, qui conserve une relique de saint Guénolé (un fragment d'os).
En 1360, en pleine guerre de Cent Ans, les Anglais débarquent sur l'île et la pillent (14 000 hommes, 80 voiles placées sous le commandement de sir John Paveley) en représailles après un raid de marins normands qui auraient pillé la ville anglaise de Winchelsea.

### Époque moderne

#### Des naufrageurs?
La pratique du droit de bris est certainement, comme un peu partout le long des littoraux, très ancienne : la première trace historique de cette pratique par les Sénans remonte à 1476 : le pillage d'un navire espagnol échoué est évoqué dans un mandement du duc de Bretagne François II qui demande la restitution des cinq-sixièmes de la valeur de la cargaison au marchand espagnol propriétaire.
François-Nicolas Baudot, sieur du Buisson et d'Aubenay a écrit dans Itinéraire de Bretagne en 1636 :

« L'isle de Sain, ou de Sizun en breton, (...) est à présent habitée de gens sauvages qui courent sus aux naufragans, vivans de leurs débris et allumans des feux dans leur isle, en des lieux de péril, pour faire faire naufrages aux passans le raz (...) Ce raz est un destroit de deux lieues, plein de rochers ou escueils descouverts, très dru semés et où se fait le concours et rencontre de diverses marées, voisins aucuns de 50 pas l'un de l'autre, entre lesquels il faut que les vaisseaux passent adroitement, entre ladite isle, qui est deux lieues en mer, et la terre ferme du cap de Siun. »

Cette accusation d'être des naufrageurs, ce qui est très controversé, est reprise par la suite par divers auteurs, par exemple par Edmond Perdrigeon du Vernier, qui écrit : « Avant que Maître Michel [Le Nobletz] ne fût venu les convertir, ces démons de la mer, comme on les appelait non sans raison, avaient la barbare coutume d'allumer des feux sur leurs récifs pour tromper les navigateurs, les attirer à leur perte, et profiter des débris de leurs navires ». Mais il ne fait que reprendre des allégations faites par d'autres auteurs antérieurement, par exemple par le Révérend Père Guillaume Le Roux en 1848 dans sa biographie consacrée au prédicateur Julien Maunoir :

« L'île de Sizun (Sein), plus malheureuse encore, sous le double rapport de secours spirituels et de son sol aride et sauvage, n'avait point de prêtres. Cette île avait recelé longtemps les derniers restes du Druidisme. C'est l'île de Sein où résidait le collège des Druidesses vierges (étymologie de l'île des Saints). Les apôtres de la Bretagne étaient parvenus à renverser le culte de Teu [?] à Sizun, mais l'absence des secours religieux n'avait point permis au christianisme de régénérer le caractère sauvage de ses habitants, nommés les diables de la mer. La pêche, et des ruses cruelles pour attirer les vaisseaux, par des signaux trompeurs, sur leurs affreux rochers, afin de piller leurs débris ; tels étaient les affreux travaux des hommes de Sizun. Leurs femmes cultivaient un peu d'orge dans les rares parties de l'île susceptibles de culture, elles recueillaient sur le rivage le varec comestible, suppléant à l'insuffisance du blé pour leur nourriture ; et les autres varecs qu'on desséchait à l'air servaient à cuire les aliments. »

En août 1681, l'article 44 de l'Ordonnance de la Marine interdit ces pratiques des naufrageurs : « Ceux qui allument, la nuit, des feux trompeurs sur les grèves de la mer ou dans des endroits périlleux pour y attirer et faire perdre les navires, seront punis de mort et leurs corps attachés à un mât planté où ils auront fait des feux ».
Dom Noël Mars (1612-1702) écrit pour sa part : « Les habitants d'icelle étaient, il n'y a longtemps, tous sauvages, mais depuis quelque temps ils se sont rendus plus dociles ».

#### LeXVIIesiècle
En 1601 une épidémie de peste décime la population sénane, obligeant les survivants à aller chercher des conjoints sur le continent, dans le Cap Sizun voisin, afin de repeupler l'île (entre 1602 et 1606, 24 mariages sont célébrés entre capistes et îliennes, et 20 entre des îliens et des femmes capistes).
L'abbé Kerdaffret écrit au début du XVIIe siècle, parlant de l'Île de Sein : « Aucun prêtre ne se sentait le courage de vivre au milieu de ses sauvages habitants » et évoque « cette antique retraite des druidesses gauloises ». Le prédicateur Michel Le Nobletz est venu prêcher en 1613 une mission à l'Île de Sein : « Il prêche et catéchise deux fois le jour et obtient de tous une confession générale. Pourtant ces insulaires étaient tristement connus pour leurs mœurs barbares ». En raison de l'absence de prêtre, il choisit un marin, François Guilcher, dit François Le Su (Fañch ar Su), pour présider les cérémonies, finalement ordonné prêtre 28 ans plus tard en 1641, âgé de 60 ans, et devenu le premier recteur connu de l'île. Cette histoire a inspiré Henri Queffélec pour son roman Un recteur de l'île de Sein. Un autre prédicateur célèbre, Julien Maunoir, est venu prêcher une mission à Sein en 1641.
Le Révérend Père Boschet, jésuite, décrit ainsi l'île au XVIIe siècle :

« La stérilité de cette île effraie autant que sa situation : l'on n'y voit ni arbres, ni fruits, ni herbes, ni bestiaux. Il n'y vient que de l'orge, et encore en cueille-t-on à peine pour nourrir les insulaires trois mois de l'année. On ne vit le reste du temps que de racines broyées, dont on fait une espèce de galette, que l'on cuit sous la cendre du goësmon, qui est une herbe de mer fort puante, de quoy l'on fait du feu faute de bois. Les femmes s'occupent à arracher cette herbe et à labourer la terre à force de bras. Les hommes vont à la pesche, et le poisson rosti sans nul assaisonnement, avec du pain de racines,fait toute la nourriture de l'isle. L'on n'y boit que de l'eau à demi-sallée, à moins que quelque naufrage n'y apporte quelque fois du vin. »

L'Île de Sein à la même époque est ainsi décrite par Edmond Perdrigeon du Vernier (qui paraphrase d'ailleurs le père Boschet) : « Elle est si peu élevée au-dessus de la mer qu'il est à craindre qu'elle soit envahie par les flots en courroux. Elle ne peut produire aucun arbre ; on s'y chauffait alors avec du goémon desséché, dont la fumée est fort désagréable. La terre aride ne produisait que de l'orge, et en si petite quantité que les trois-quarts de l'année les insulaires étaient obligés de se nourrir de racines qu'ils mangeaient au lieu de pain, avec un peu de poisson, sans beurre, sans huile et sans aucun autre assaisonnement. Ils ne buvaient jamais de vin à moins que quelque naufrage ne leur en fournît. L'eau même de leur unique puits était saumâtre, à cause du voisinage de la mer ».
En mai 1636, l'Île de Sein fut occupé quelque temps par des troupes espagnoles.

#### Les difficultés de vie et l'absence de prêtre
Vivre à Sein était si difficile et les revenus si restreints qu'aucun prêtre ne voulait y être nommé. Pendant une partie du XVIIe siècle, entre 1602 et 1635 les îliens durent traverser le Raz pour aller à Plogoff pour faire baptiser leurs enfants. En 1641 encore, une archive atteste l'absence de prêtre dans l'île. Un ancien aumônier de marine, Joachim-René Le Gallo, resta un peu plus longtemps dans l'île, mais décrivit la difficulté d'y vivre dans un mémoire daté de 1729 :

« Une solitude affreuse pour le spirituel et le temporel, des appontements médiocres et mal payés, les mauvais traitements qu'avaient reçu les autres prêtres, faisaient qu'on en trouvait aucun qui voulut y passer, quand par un zèle de la gloire de Dieu et du salut de ces barbares, je l'offris à M. l'évêque de Quimper qui m'y envoya il y a six ans... Le dernier prêtre qui les avait quitté m'avertit de me défier et me dit qu'on avoit attenté plusieurs fois à sa vie (...) Il exposait ensuite avec une très vive acrimonie les mauvais procédés de ses paroissiens à son égard. »

Hyacinthe Le Carguet décrit ainsi la misère régnant en avril 1723 lors de l'arrivée de Joachim-René Le Gallo à l'"Isle-Saint" :

« À son arrivée, la misère était grande. Le pain et le poisson de l'hiver étaient consommés. La pêche à pied, qui se faisait, autour des roches, au déchal des marées, ne donnait plus : tous les coquillages avaient été cueillis (...). La pêche d'été ne pouvait encore se faire  : le poisson ne ralliait pas la côte, car la température était trop rude. Le 4 avril [1723], un pêcheur (...), 45 ans, était trouvé mort de faim et de froid dans son bateau. »

À la demande de Auguste François Annibal de Farcy, évêque de Cornouaille, Jean-François Boyer, alors chargé de la feuille des bénéfices, c'est-à-dire responsable nommé par le Roi de l'attribution des bénéfices ecclésiastiques eût l'idée d'attribuer les revenus du prieuré de Saint-Tutuarn (Île Tristan) pour aider le curé et secourir les habitants de l'île, comme en témoigne sa lettre en date du 21 janvier 1748 adressée à l'évêque de Quimper (l'orthographe de l'époque a été respectée).

« Vous m'avez demandé quelques secours pour faire instruire et administrer des habitants d'une isle où aucun prêtre ne peut aller faute de pouvoir y vivre. Nous avons un bénéfice simple dans votre diocèse que bien des gens demandent, mais que j'ai réservé pour ces pauvres habitants de l'isle. Le bénéfice vaut 400 francs et peut-être bien plus. Mais l'idée d'assurer ce revenu pour le prêtre que vous envoyerez dans l'isle est embarassante. Si vous le mettez sur la tête d'un prêtre particulier, trois mois après qu'il en aura pris possession, il dira que l'air de l'isle ne lui convient point et il s'en ira. Cela vous arrive tous les jours. L'idée qui me vient, ce serait que le Roy vous donnât ce bénéfice, et que vous en donnassiez le revenu au prêtre qui iroit dans l'isle et qui jouiroit de ce revenu autant de temps qu'il y resteroit et que vous en seriez content. Pour assurer ce revenu au desservant de l'isle, il faudroit seulement que vous eussiez la bonté de faire enregistrer dans votre secrétariat que ce bénéfice n'a été donné par le Roy que pour le desservant de l'isle qui seroit à votre nomination. »

Le bénéfice du prieuré de Saint-Tutuarn fut officiellement attribué dans ce but à l'évêque de Quimper par le roi le 11 février 1748. Mais le bénéfice du prieuré fut vendu dès le 28 décembre 1761 par l'évêque de Cornouaille Auguste François Annibal de Farcy à Jean-Jacques Laplanche, receveur des devoirs de la province de Bretagne et plus tard marchand à Douarnenez... et ne bénéficia donc plus au prêtre de l'Île de Sein. Toutefois, C. Carval en 1767, et son successeur Étienne Porlodec jusqu'en 1771, recteurs de Sein, reçurent annuellement de l'évêché entre 256 et 270 livres et un prêtre auxiliaire, 60 livres.
En 1772, une épidémie de "fièvre putride" aurait causé le décès de 70 habitants de l'île, alors peuplée d'environ 400 habitants.

#### Les exonérations fiscales et les secours financiers
La tradition d'exonération fiscale remonte au début du XVIIIe siècle, à la fin du règne de Louis XIV : « Vouloir imposer l’Isle des Saints ou l’Isle Molène, déjà accablées de tous les impôts de la nature, ce serait vouloir imposer la mer, les tempêtes et les rochers » aurait-il dit, reconnaissant lui-même que Sein subissait les colères de la mer d'Iroise et offrait ainsi peu de ressources à ses habitants, d'où son refus de l'imposer.
Les États de Bretagne accordèrent dans le courant du XVIIIe siècle des droits supplémentaires ; le fermier adjudicataire de la perception des impôts en Bretagne « était tenu de laisser jouir les habitants de l’île des Sein de 30 barriques de vin et de 2 pipes d’eau-de-vie... qu’il leur sera libre d’acheter en gros où bon leur semblera, en faisant les déclarations au bureau du fermier, et qu’on leur permet, à titre de charité, de partager à même titre entre eux par pots, pintes ou chopines, suivant les besoins et facultés de chacun desdits habitants, sans payer aucun devoir et sans qu’ils puissent transporter aucune partie desdites boissons en terre ferme, dans aucune autre isle ». Cette exonération dura jusqu'à la Révolution française.

« En 1762, les habitants de Sein surent se concilier la sympathie du duc d'Aiguillon qui, craignant de voir disparaître cette malheureuse population par un raz-de-marée, leur proposa  de les transporter sur le continent, où ils auraient reçu des terres. Tous refusèrent, donnant de leur refus un motif touchant : ils voulaient que les naufragés français ou étrangers fussent toujours assurés de trouver des secours et des soins charitables. On les récompensa de leur dévouement par l'allocation d'un secours annuel de 200 quintaux de biscuits et par la construction d'une digue qui, plusieurs fois, sauva l'île des invasions de la mer. »

#### Les naufrages, pillages et sauvetages de navires auxXVIIesiècleetXVIIIesiècle
Les insulaires ont, de 1617 à 1763, sauvé d'une perte certaine un vaisseau de ligne, une frégate, deux corvettes, un lougre, trois embarcations de commerce, dans lesquelles se trouvait un transport ramenant cinq cents hommes de troupes françaises des colonies; cinq équipages entiers de bâtiments de guerre et de négoce. Dans ses Mémoires, le Chevalier de Fréminville fait état de 20 équipages sauvés entre 1763 et 1817.
Parmi les naufrages de cette époque dont l'histoire a conservé la trace (généralement dans les archives de l'Amirauté de Quimper), on peut citer :
- 1701 : naufrage de la Ville Marie, de La Rochelle, qui se rendait à Québec et coule sur les rochers des Basses Froides (nombreux noyés).
- 1703 : naufrage de la frégate française Diane, construite à Port-Louis, dont c'était la première sortie (140 membres de l'équipage sont lors enterrés dans l'Île de Sein). « Les habitants de cette île méritent quelques punitions de n’avoir pas averti l'amirauté de Quimper voyant que c'était un bâtiment du roi dans lequel on aurait peut-être pu trouver quelque chose et de ne s'être uniquement attachés qu'à profiter secrètement des dépouilles de ces pauvres gens et des débris du naufrage »[39].
- 13 février 1719 : naufrage du Saint-Christophe, parti de Saint-Malo. Les Sénans pillent la cargaison.
- 1723 : naufrage du Diligence, navire hollandais d'Amsterdam, qui coule sur les rochers des Basses Froides
- nuit du 17 au 18 janvier 1724 : naufrage de la Sarah, navire irlandais de Bantry, chargé de laine et de beurre, sur l'îlot de Kilaourou. Hyacinthe Le Carguet raconte ainsi les événements survenus :

« De la laine ! C'était un objet de première nécessité. Du beurre ! Certes à cette époque beaucoup d'îliens ne le connaissaient que par ouï-dire, car ils étaient trop pauvres pour acheter une vache. Aussi quelle aubaine ! Aussitôt le naufrage connu « presque tous les habitants, environ 350 personnes, tant hommes que femmes et enfants d'aller à la côte, recteur en tête ». Pendant que Joachim-René Le Gallo s'occupait à secourir les quatre survivants du naufrage et à recueillir les corps du capitaine (...) et d'un prêtre irlandais (...) qui se trouvait à bord, le navire fut pillé. (...) Joachim-René Le Gallo essaya bien d'intervenir. Il se posta à Beg-ar-C'halé, langue étroite de terre, qui relie l'îlot de Kilaourou au bourg, pour arrêter les pillards et les empêcher de receler dans leurs masures les objets dérobés. (...) Bientôt les plus hardis accourent et forcent le digne recteur de leur céder la place (...). Le pillage se fit alors sans contrainte (...) et se continua les jours suivants avec une telle sauvagerie que l'Amirauté (...) dépêcha un gent pour enquêter. »

- 1726 : le Parker, de Londres, fut envahi par des îliens qui coupèrent les voiles et les drisses et dirigèrent le navire droit sur des rochers ; une fois le bateau échoué, ils le pillèrent»[68].
- 25 mars 1735 : le Jeune Abraham, d'Amsterdam, s'échoua dans l'anse de l'Aber à l'Île-de-Sein ; là encore le pillage : une femme de Lescoff (en Plogoff), surprise emportant des effets, menaça le gardien des épaves de lui briser la tête avec des grosses pierres qu'elle avait dans la main[69].
- 3 décembre 1739 : l' Ange Raphaël, de Bordeaux, un navire de 300 tonneaux, s'échoua à l'Île de Sein et fut pillé : le capitaine déclara qu'il avait 5 500 livres en or, argent et bijoux, mais qu'il ne parvint à en récupérer, remis par le curé de l'île, que pour une valeur de 420 livres ; un passager déclara que lorsqu'ils mirent pied à terre, les îliens vinrent bien à leur secours et ne leur firent pas de mal, mais que les dits îliens ont cependant pillé et volé tout ce qu'ils ont trouvé sur la côte ; une autre passager déclara qu'il avait pour 1 400 livres d'indigo et d'objets en or et argent et qu'il ne parvint à récupérer qu'une fourchette[70] !
- 10 décembre 1740 : L'Aimable famille, de Ribérou se brisa sur le Rochic, près de Sein. Le capitaine déclara que « les îliens lui ont sauvé la vie, qu'ils ne lui ont rien volé, mais qu'il est à sa connaissance qu'ils ont bu du vin à se saouler ! »[70].
- 1er janvier 1741 : échouage du Dame de la Pitié, du Croisic.
- 5 février 1743 : la Marie, de Bayonne, un navire de 140 tonneaux, s'échoua près d l'Île de Sein[70].
- Le 17 avril 1747 le Jeune laboureur, un bateau hollandais de 170 tonneaux, coula à l'Île de Sein[70].
- 1761 : naufrages du Saint-Pierre, de Guernesey, puis d'une galiote hollandaise chargée de fromages dont la cargaison fut récupérée par les Sénans
- 1765 : des îliens remorquent le Prince Guillaume, venant d'Amérique, de la Pointe du Raz où ce navire de 200 tonneaux a été abandonné, jusqu'à Douarnenez.
- 1767 : un bâtiment de transport ramenant 500 hommes de troupe des colonies, engagé dans les écueils du Raz, est sauvé.
- 1777 : deux hommes rescapés d'un navire prussien disloqué sont sauvés. La même année le sauvetage d'un navire américain abandonné, le Hocq, de Boston vaut aux îliens le droit de récupérer légalement les deux-tiers de sa cargaison ; la même année encore est sauvé le Magnifique, vaisseau de 74 canons, victime d'un démâtage lors d'un sérieux coup de vent, en perdition à quatre milles nautiques de l'île de Sein.
- 1778 : échouage du Duc de Choiseul, navire négrier de Dunkerque. L'équipage est sauvé et une partie de la cargaison récupérée ; la coque du navire fut vendue à Cléden-Cap-Sizun. Deux enfants africains sont retrouvés à bord, ils décèderont quelques mois plus tard[71].
- 1780 : naufrage de La Charmante, vaisseau du roy ; 35 des 220 hommes d'équipage sont sauvés.
- 1781 : la Jeune Marguerite, bateau français capturé par des Anglais qui dirigeaient le navire vers l'Angleterre, est pris par des Sénans qui ramènent le navire dans leur île et en récupèrent les provisions ; mais le navire fut confisqué par l'Amirauté car les Sénans, n'ayant pas de lettre de course, ne furent pas reconnus comme corsaires.
- 1783 : les Sénans sauvent les 150 hommes d'équipage de la frégate française L'Étourdie et, la même année, neuf hommes réfugiés sur un canot d'un navire danois naufragé sur la Chaussée de Sein
- 1793 : les insulaires pilotent la frégate française La Concorde, engagée par mauvais temps dans les écueils de Tévennec et, quelque temps plus tard, la même année, à déséchouer le lougre français L'Écureuil.
- 16 décembre 1796: sept cents hommes sur les mille cinq cents hommes d'équipage du Le Peletier, ex Séduisant, grand vaisseau de guerre venu se fracasser sur l'îlot de Tévennec à 5,5 km au NE de l'Île de Sein sont sauvés[72]. « Les habitans de la commune de l’Isle-des-Saints nous ont porté tous les secours possibles pour nous sauver » ont écrit les officiers rescapés, qui furent nourris pendant les onze jours que dura la tempête, ajoutant « si les hommes sauvés du naufrage ont souffert de la disette des vivres, c’est que les habitans de cette Isle n’ont reçu depuis longtemps de la République aucun secours en vivres et qu’ils sont trop malheureux pour faire quelque provision pour l’hyver »[73].
- 1796 : un navire suédois en perdition près des écueils de Sein, ayant perdu son gouvernail, est sauvé et conduit à Brest.
- 1799 : sauvetage de la frégate française L'Arrogante, en perdition dans la baie des Trépassés.

#### Description de l'île et de ses croyances à la fin duXVIIIesiècle
Jacques Cambry décrit ainsi l'Île de Sein vers 1795 :

« Ces terres sont entièrement dépouillées, on n'y voit pas une ronce ; quelques fougères, quelques bouquets de lande sont les seules productions naturelles de l'île. […]

Tous les hommes y sont pêcheurs, les femmes cultivent la terre, à la main ; leurs maris, quelques fois, ignorent la place de leurs propriétés. Les partages, les mesures entr'elles se font avec leurs tabliers, de bonne foi et sans querelles. […]

Il existe trois cent quarante-quatre habitans dans cette république : soixante maisons, soixante feux soixante vaches.

Dans la meilleure année, la culture produit quatre cents boisseaux d'orge, d'une qualité médiocre. […]

Ne cherchez dans cette île ni fleurs, ni fruits, ni cette multitude d'oiseaux faits pour animer la nature. Il y règne d'affreuses tempêtes, une humidité continuelle, une éternelle mélancolie. Les brouillards, les frimas, s'y promènent habituellement en tourbillons comme les sables dans l'Afrique ; la vie s'y prolonge communément jusqu'à soixante-dix à soixante-quatorze ans. Les maladies chroniques y sont inconnues ; du vin, une nourriture plus délicate, une poule bouillie, sont les seuls remèdes qu'on y connoisse ; la médecine n'a pas encore pénétré dans cette demeure de la sobriété, de la sagesse et de la pauvreté.
 
L'île de Sein ne nourrit ni lapin, ni lièvre ; on n'y voit pas un seul cheval ; des oiseaux de mer s'y reposent un moment. Des lieues ; des congres, des raies, des turbots, une grande quantité de vielles [vieilles], d'écrevisses deviennent la proie des pêcheurs qui sont souvent trois, quatre, cinq jours éloignés de leur domicile ; ils ne quittent pas leurs bateaux dans ces courses. »

Paul Sébillot décrit les croyances et coutumes des Sénans à la même époque :

« À la fin du XVIIIe siècle, les portes des maisons de l'île de Sein ne se fermaient qu'aux approches de la tempête ; des feux follets, des sifflements l'annonçaient. Quand on entendait ce murmure éloigné qui précède l'orage, les anciens s'écriaient : « Fermons les portes, écoutez les Crieren, le tourbillon les suit ». Les Crieren étaient les ombres des naufragés qui demandaient la sépulture. (...) Bien que leurs cris soient importuns, plusieurs de ces âmes en peine semblent avoir de bonnes intentions à l'égard des vivants, et tout en implorant un peu de terre sainte ou des prières, elles les avertissent de prendre garde au mauvais temps. »

Une autre croyance des Sénans est décrite également par Paul Sébillot :

« Souvent, par nuit sombre, un bateau, équipage doublé, quittait furtivement le port. Il jetait deux hommes à la pointe sud de l'île. Ceux-ci passaient leur temps à crier : « Hola ! Hoû ! Hoû ! Ah ! ». Les habitants, effrayés, prenaient ces cris pour les plaintes des noyés ; ils se renfermaient dans leurs maisons et n'osaient bouger. Pendant ce temps la barque, se guidant sur les bruits différents que rendent les roches frappées par la lame, force des avirons et gagne le Raz-de-Sein. Malheur au navire lourdement chargé qui se serait trouvé sur sa route ! Avant le jour la barque, après avoir repris ses deux hommes, rentrait au port aussi mystérieusement qu'elle en était sortie. »

Le Bag noz (le « bateau de nuit ») est au monde maritime breton l'équivalent de Garrig an Ankou (le « chariot des morts ») sur la terre. Paul Sébillot décrit cette croyance répandue tout le long du littoral de la Basse-Bretagne :

« À l'île de Sein, l'homme de barre du Bag noz est le dernier noyé de l'année. Une femme dont le mari était disparu en mer sans que le corps ait été retrouvé, l'aperçut qui tenait la barre, un jour que le Bag noz passait tout près d'une des pointes de l'île. Ce bateau se montre lorsque quelque sinistre doit se produire dans les environs ; il apparaît sous une forme assez indécise à la tombée de la nuit ; son équipage pousse des cris à fendre l'âme ; mais sitôt qu'on veut s'en approcher, la vision disparaît. »

Le culte du soleil était encore pratiqué de manière détournée lors du feu de la Saint-Jean. Hyacinthe Le Carguet décrit cette coutume à la fin du XIXe siècle :

« Le bûcher était entouré d'un cercle de neuf pierres, appelé Kelc'h an tân (le "Cercle du feu"). On l'allumait en neuf endroits différents, en commençant par l'Orient. Aussitôt que la flamme s'élevait, des jeunes gens armés de torches ou de tisons pris au bûcher, alternant avec des jeunes filles, les cheveux épars sur le dos, et tenant à la main une tige verte d'orpin (Sedum latifolium) défilaient processionnellement, devant le foyer, en faisant trois fois neuf tours. Les jeunes filles inclinaient, au-dessus du feu, les tiges qu'elles avaient à la main, tandis que les jeunes gens agitaient, au-dessus de ces tiges, leurs torches enflammées, en décrivant des séries de trois cercles. Le dernier des tours achevés, la procession s'arrêtait. Les jeunes gens franchissaient, en sautant, trois fois le foyer ; puis, s'emparant des jeunes filles, les balançaient neuf fois au-dessus du feu, en faisant l'invocation an nao !.. an nao !.. an nao !... Les jeunes gens se répandaient alors à travers la campagne, décrivant, avec leurs torches, des cercles de feu, en criant à tous les échos an nao !.. an nao !.. an nao !.. pour indiquer que le rite mystérieux était accompli. Les jeunes filles, au contraire, entraient chez elles, pour accrocher aux poutres les tiges qui avait été passées par le feu. (...) Ces cérémonies sont les restes du culte du soleil, ou la génération par le feu. »

### Révolution française
La loi du 12 septembre 1791 « relative à la circonscription des paroisses du district de Pont-Croix » donne à la paroisse d'Esquibien comme succursales Primelin, Audierne et l'Île-de-Sein.

### LeXIXesiècle

#### La pauvreté et la misère
En 1790, le curé de l'île écrit au roi Louis XVI pour se plaindre de l'arrêt des livraisons de vivres faites depuis une trentaine d'années et aux administrateurs du tout nouveau département du Finistère pour leur indiquer que l'église menace ruine. En 1792, et à nouveau en 1793, les Sénans adressent des pétitions aux autorités, déclarant qu'ils sont « réduits à la dernière extrémité », « sans vivres », « réduits à la mendicité ». En 1795 encore, les Sénans écrivent, cette fois aux administrateurs du district de Pont-Croix, « notre seule nourriture est le poisson (...) Nous vous supplions de bien vouloir nous faire délivrer [des vivres] des magasins de la République à Audierne ». En 1797 encore, les Sénans écrivent aux autorités départementales qu'ils sont « réduits à la famine » et il fallut le naufrage du Séduisant pour qu'on ravitaille enfin l'île, même si Jacques Cambry écrit en 1794 dans son Voyage dans le Finistère :

« Pour soulager leur misère profonde, pour augmenter une nourriture insuffisante, le (...) ministre fit distribuer, tous les trois mois, aux habitans de l'île de Sein, cent cinquante quintaux de biscuits, trente quintaux de lard, et huit de légumes. (...) On continue cette noble charité. »

Ces secours alimentaires cessèrent définitivement en 1858.
G. Goury, dans Souvenirs polytechniques, décrit ainsi Sein en 1822 :

« En 1822, il y avait dans l'île de Sein 460 habitants (...). Il y a 80 ménages ou familles, et leurs maisons sont au nombre de 75, réunies en un seul village joignant le port. Il n'y a plus de prêtre dans ce lieu de misère. L'étendue des terres labourables est tout au plus de 30 hectares, susceptibles de diminuer plutôt que d'augmenter. On évalue leur produit moyen à 300 quintaux d'orge et 50 de seigle (...). Il n'y a point de bois ; les habitants y font du feu avec du goémon. On y compte 60 vaches maigres, qui se nourrissent exclusivement du même varech pendant la basse mer ; il n'y a ni bœufs, ni chevaux. Il s'y trouve une fontaine unique d'eau saumâtre. Ces insulaires sont tous marins ou pêcheurs ; leurs fils servent en grande partie dans la marine militaire. (...) Ils possèdent au total 12 bateaux. Autrefois, ils préparaient, pour le commerce, les gros poissons dont l'espèce paraît avoir abandonné la côte. Actuellement la pêche est indispensable pour leur nourriture ; elle se borne presque à des coquillages. Enfin ils exportent, pour le continent, une faible quantité de cendre de varech. »

Le Journal des débats politiques et littéraires du 13 janvier 1847 écrit :

« Informé de la situation malheureuse dans laquelle se trouvaient les populations des îles de Molène, d'Ouessant et de Sein, composées en grande partie d'hommes appartenant à l'inscription, M. l'amiral Leblanc, préfet maritime à Brest, s'est empressé d'appeler sur cette situation, que ne peut manquer d'aggraver l'hiver rigoureux dans lequel nous nous trouvons, l'attention du ministre de la marine, auquel il a proposé de venir en aide à ces populations, en consacrant à cet acte d'humanité une certaine quantité de denrées qui pouvaient être livrées par la direction des subsistances. Le ministre vient d'annoncer à M. l'amiral Leblanc que, répondant au vœu exprimé en faveur de ces malheureux insulaires, le Roi, en son conseil, a décidé que la délivrance de denrées proposée serait effectuée immédiatement. »

Un décret impérial du 17 juillet 1857 autorise une deuxième coupe de goémon dans l'année à l'Île-de-Sein et à l'Île-Tudy, comme c'est déjà le cas à l'Île-de-Bréhat, entre le 1er août et le 1er octobre car ces îles « ne produisent d'autre combustible que le goémon ».
Jusque vers le milieu du XIXe siècle, Sein ne disposait que de moulins à bras, « que les femmes manœuvrent à force des bras » écrivait déjà le père Manoir.
Dans un rapport d'avril 1877, qui aboutit d'ailleurs à l'installation d'un médecin de la marine détaché dans l'île, comme il en existait à Ouessant et à l'Île-Molène lors d'une séance du Conseil général du Finistère, le rapporteur, Gestin, déclare, pour illustrer les difficultés de vie que ce médecin rencontrera :

« Les ressources alimentaires sont presque nulles : pas de boulanger, pas de boucher, pas même de poisson frais, car les pêcheurs portent à Audierne le produit de leur pêche. Des pommes de terre et du poisson salé de basse qualité, voilà tout. Pas de combustible. Il faut tout faire venir à grands frais du continent, souvent à de longs intervalles, quand l'état de la mer permet les communications. »

La pauvreté reste grande à la fin du XIXe siècle, même si les conditions de vie s'améliorent lentement, si l'on en juge par cette évocation en 1872 par Théophile de Pompéry, conseiller général, des Îles de Sein et de Île-Molène :

« Autrefois, les habitants de ces Îles n'avaient pas de quoi vivre et c'était le Gouvernement qui pourvoyait à leur subsistance en leur abandonnant des vivres de marine légèrement avariés. Aujourd'hui, ils se passent de l'assistance du Gouvernement ; ils vivent bien et mangent du pain blanc au lieu de pain noir. »

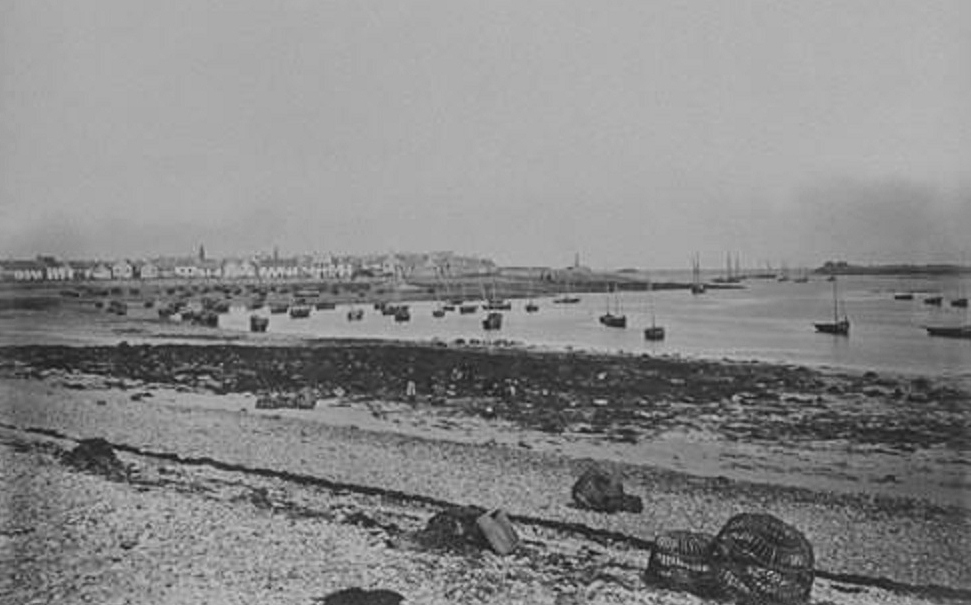
L'île de Sein en 1873 (photo J. Duclos).
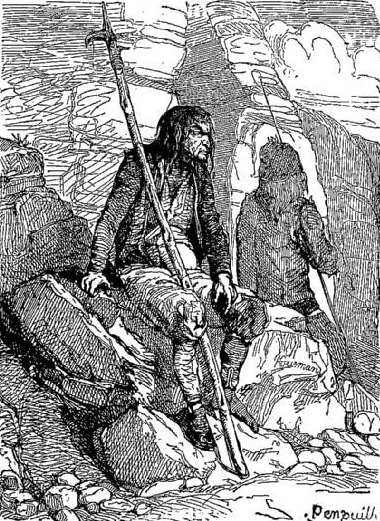
Homme de l'île de Sein vers 1876 (dessin de Penguily).

En 1892, les Sénans possèdent un troupeau d'une soixantaine de vaches, qui broutent certes de l'herbe, mais aussi du varech frais et en particulier de la dulse. A. Mahé de la Bourdonnais écrit en 1892 qu'« on n'y voit pas un seul cheval ».

#### Le puits de l'île, le problème de l'eau et la médiocrité des conditions sanitaires

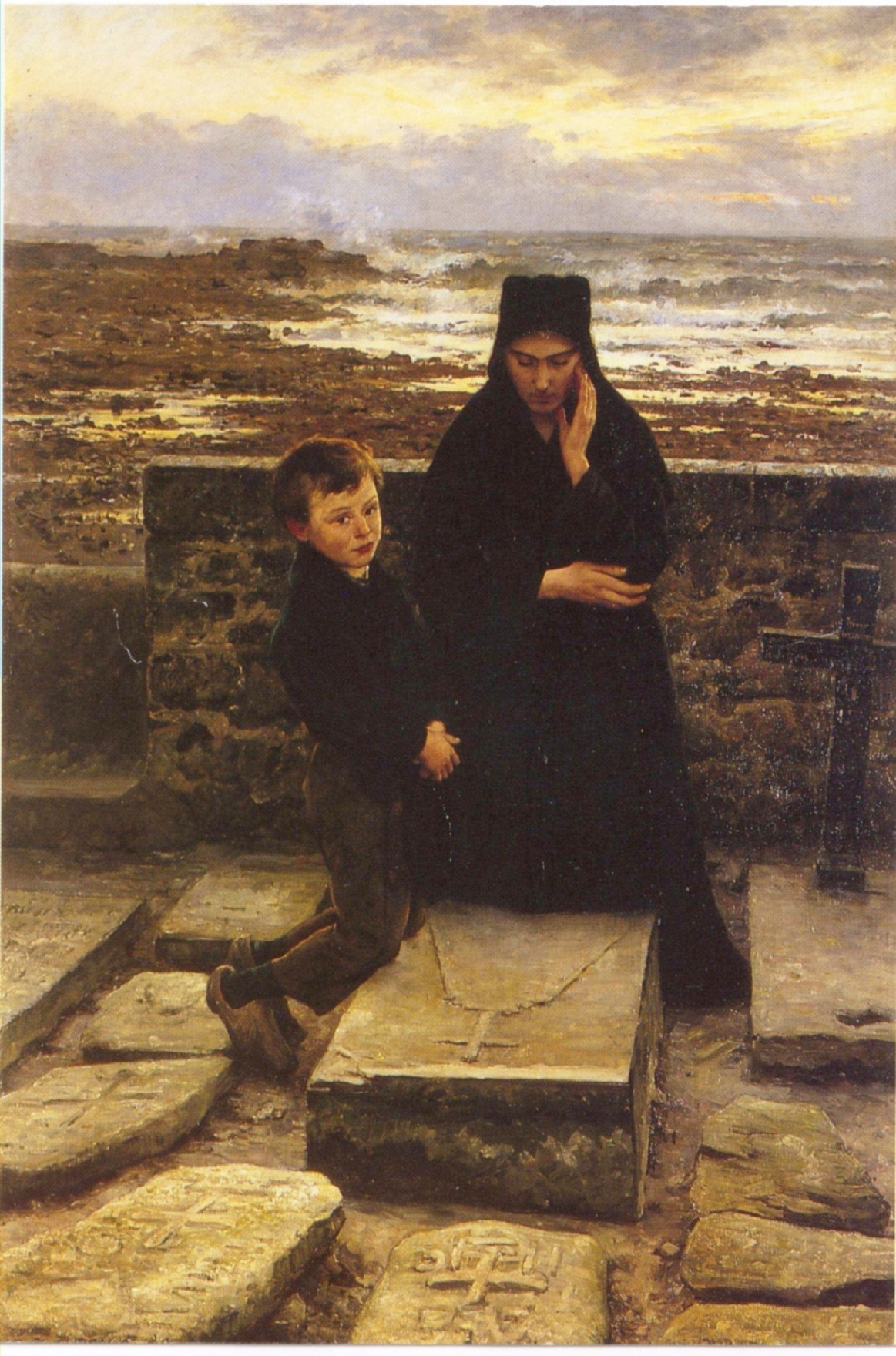
La Veuve de l'Île de Sein (1880).

Henri Monod décrit ainsi le puits de l'Île-de-Sein en 1885 :

« En 1885, l'île de Sein comptait 800 habitants agglomérés dans un village en dehors duquel on ne trouve aucune habitation. Tous les hommes sont marins-pêcheurs, pensionnés à partir de l'âge de cinquante ans, et presque toutes les femmes sont ménagères. Il n'y a qu'un puits pour tout le village, et ce puits date de plusieurs siècles. Quelques maisons ont des citernes alimentées par l'eau pluviale qui coule des toits ; mais l'eau des citernes paraît fade et insipide, et la plupart des habitants préfèrent celle du puits. Il est construit à l'extrémité du village, en dehors et en contre-bas des habitations ; il consiste en une large et profonde excavation, au fond de laquelle on descend par un escalier en pierre. Aussi, dès qu'il pleut, l'eau ne tarde pas à être souillée par la boue et les autres matières entraînées par le va-et-vient des gens en sabots. Le terrain de l'île, plat, peu élevé, se prête admirablement aux infiltrations salines. Aussi l'eau du puits est-elle chargée de sels. Son niveau varie avec les marées : il s'élève de plusieurs mètres, puis il baisse au point d'être réduit à quelques litres renouvelés au fur et à mesure de leur épuisement. (...) C'est sans doute à cause de l'usage de cette eau que, même en temps normal, les diarrhées sont fréquentes dans l'île et les vers intestinaux très nombreux. »

Henri Monod poursuit :

« Dans l'île, le système des vidanges est des plus simples. On compte à peine une demi-douzaine de fosses. Les habitants du bord de mer, pour jeter les immondices par-dessus le parapet, n'attendent même pas le moment où le flot baigne la chaussée. Les habitants de l'intérieur accumulent les ordures près des maisons, sur des tas de fumier composées de cendres, de varechs, de résidus d'étables, etc. Tous ces fumiers sont dirigés de l'île sur la « grande terre » [le continent] à certaines époques assez indéterminées, d'habitude au printemps. C'est alors, dans toute l'île, une infection qui dure quarante-huit heures. Les habitants de l'île lavent leur linge, soit à l'eau de mer, au bord de la grève, soit à l'eau douce, dans des demi-barriques. »

En 1852 arrivent sur l'île deux Sœurs de la Congrégation des Filles du Saint-Esprit qui créent une salle d'asile, s'occupent des malades et des nécessiteux et ouvrent l'école Saint-Guénolé.
La construction de la citerne du Nifran en 1896, un réservoir creusé dans le roc qui recueille les eaux de pluie, permet en janvier 1898 qu'un réseau de distribution d'eau potable ouvre à l'Île-de-Sein.
Un rapport du docteur Prigent daté de 1897 insiste sur la persistance des médiocres conditions sanitaires dans l'île, aussi bien pour les accouchements (« C'est à peine si on peut obtenir un drap propre pour placer sous le siège de l'accouchée ») que pour l'état des rues (« les maisons étant dépourvues de tinettes, certaines ruelles sont de véritables dépotoirs ») ou des mares (« formées des eaux de pluie et des eaux ménagères auxquelles vient s'ajouter le purin des crèches »). En 1899, le docteur Chabannes, médecin à Sein, écrit que l'été « le niveau de la source est très bas, on ramène, quand on plonge le seau, autant à boire qu'à manger », d'où la fréquence des affections intestinales.

#### Les épidémies de choléra

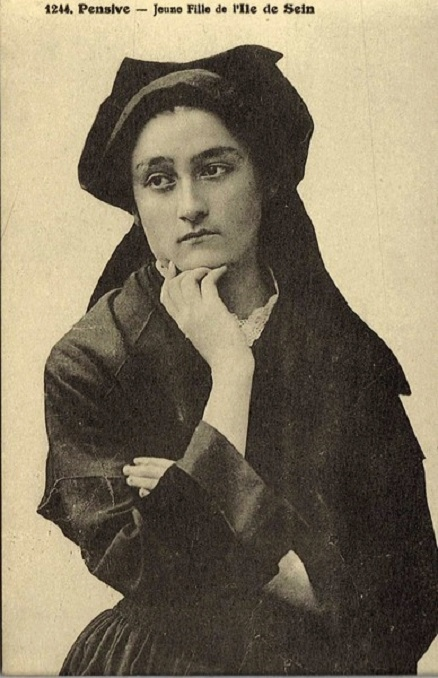
Jeune femme de l'Île de Sein en tenue noire dite Jibilinenn (début XXe siècle).

En 1849, une épidémie de choléra frappe l'Île-de-Sein faisant 73 malades dont 12 décès. Une autre épidémie survient en décembre 1854 : le maire de Primelin écrit alors dans un rapport au préfet : « Les rues de l'île de Sein offrent un aspect fort triste, elles sont boueuses, tortueuses (...) ; la misère est si grande dans ce malheureux pays que lorsque l'eau du ciel vient à manquer, les habitants sont forcés de boire une eau de couleur noirâtre, d'une odeur fétide et d'un goût saumâtre ».
L'épidémie principale survient entre le 4 décembre 1885 et le 15 janvier 1886, touchant 102 des 805 habitants de l'île (dont 52 femmes, 26 hommes et 24 enfants) et provoquant 24 décès (13 femmes et 11 hommes, dont 6 enfants). Selon Henri Monod « la disproportion entre le nombre des femmes et le nombre des hommes atteints [s'explique par] la malpropreté domestique, les femmes, plus casanières, s'y trouvant plus exposées que les hommes [et à cause du fait que] tous les habitants mâles et valides de l'île étant marins, beaucoup étaient absents de leur foyer au moment de l'épidémie, qui a duré six semaines à peine ». Cette épidémie a contaminé l'Île-de-Sein probablement à partir du port d'Audierne ou  de celui de Douarnenez, frappés par le choléra dès novembre 1885.

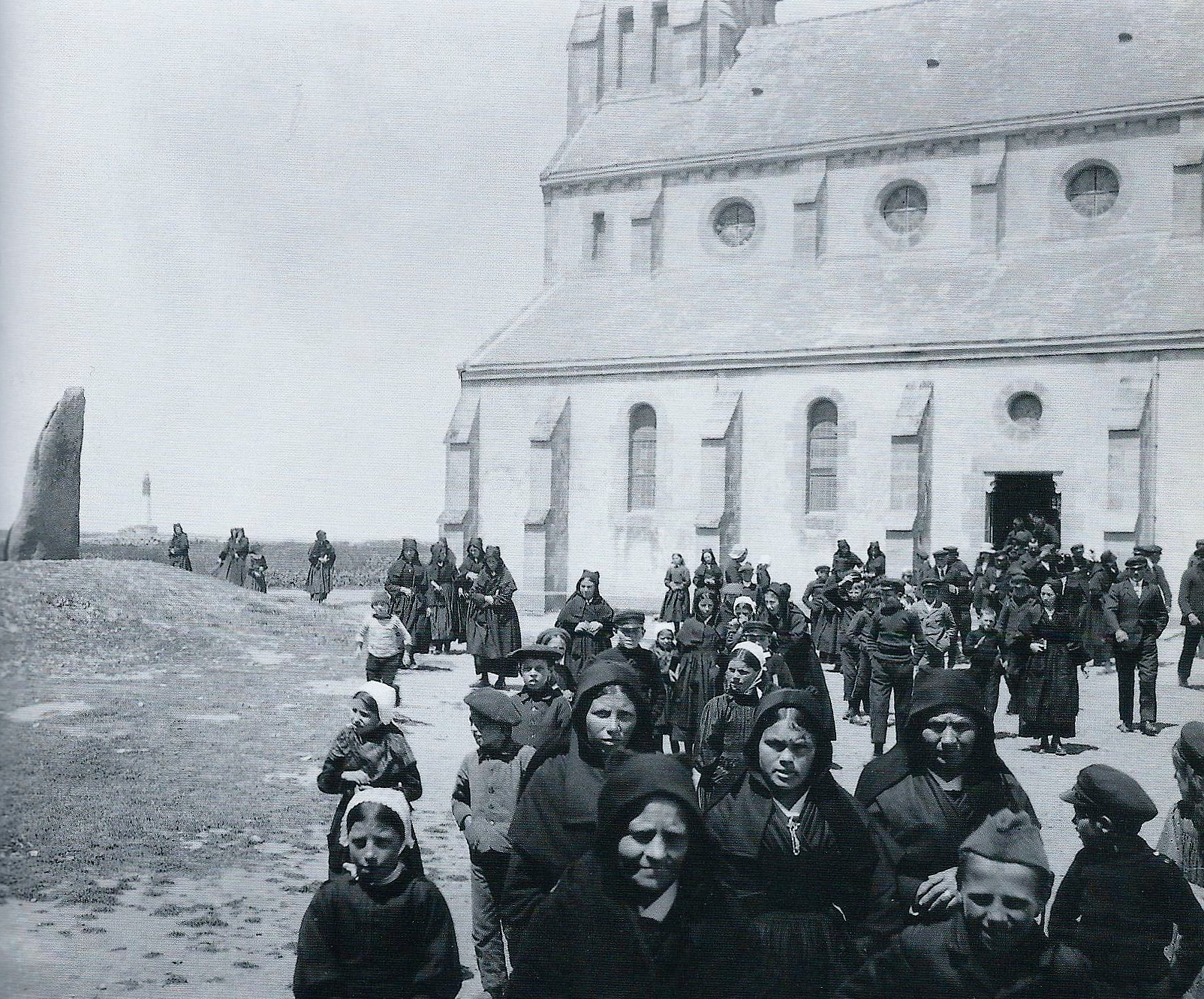
Femmes de l'Île de Sein portant la jibillinenn vers 1930 (photographie de Jacques de Thézac)

Le docteur Gouzien, médecin de l'île lors de cette épidémie, prend les mesures suivantes :

« Dès le début de la maladie, après avoir fait nettoyer avec soin les alentours des maisons, combler et ensabler plusieurs dépressions de terrain transformées en véritables mares par l'accumulation des pluies, j'ai procédé à la désinfection du village. Le chlorure de chaux a été répandu dans toutes les ruelles à l'état de bouillie épaisse. Cette désinfection a été renouvelée. L'église et l'école ont été arrosées avec une solution phéniquée et fumigées au chlorure de chaux. »

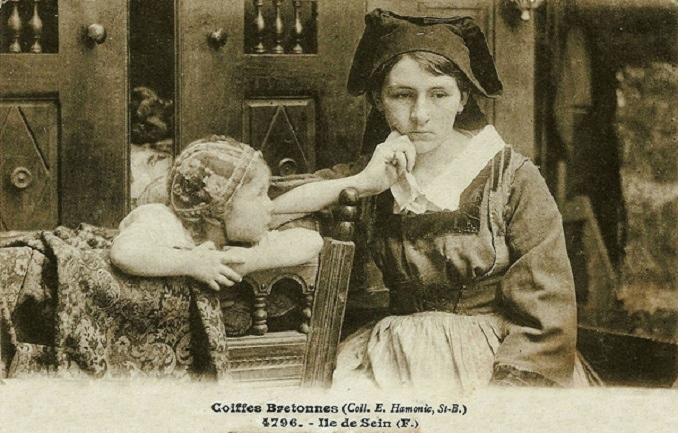
Coiffes de l'Île de Sein (début XXe siècle).

Cette épidémie de choléra coïncide avec une épidémie de suette qui frappe l'île au même moment :

« (...) Nombre de personnes en ont été atteintes. (...) Tous les malades étaient pris de véritables accès de sueur, survenant par intermittence, une fois, deux fois par jour, après une période de chaleur, plongeant certains d'entre eux dans un véritable bain de vapeur. en même temps, faiblesse extrême pouvant aller jusqu'à la syncope; céphalalgie frontale, douleur épigastrique, fourmillements nerveux souvent très désagréables aux membres, avec sensation de froid. (...) Presque personne n'en est mort. »

Le peintre Émile Renouf peint lors d'une visite dans l'île à cette époque son tableau La veuve de l'Île de Sein, qui aurait été inspiré par cette épidémie de choléra. C'est à la suite de cette seconde épidémie de choléra que les Sénanes, qui portaient jusque-là une coiffe blanche, se mirent à porter en signe de deuil une coiffe noire, dite en breton Jibilinenn ("Jobeline" en français), ainsi qu'une jupe et un châle de la même couleur.

#### L'usage du «droit de bris» et la participation aux sauvetages pendant leXIXesiècle
Lucien Boulain décrit ainsi en 1893 l'habitude du droit de bris pratiqué par les Sénans :

« Que de richesses englouties dans ces parages, bonheur du riverain, quand le douanier n'est pas là. Il guette un baril de rhum, de vin, une caisse de fromage, de dentelles quelquefois, souvent des produits exotiques, des bois de teck, des billes énormes d'acajou. Combien (...) se rappellent encore les quantités d'oranges et d'avelines que le flot apportait sur la grève et le sable, il y a de cela une vingtaine d'années. (...) Jadis, au cri de ralliement : Paze zo an od ! (« Il y a des épaves à la côte »), les riverains se hâtaient de courir à l'endroit signalé. Une espèce de syndicat était formé pour le pillage des navires, quelques vigies à l'œil exercé surveillaient à tour de rôle. Après le pillage, part égale ; les absents n'étaient pas oubliés. Que de scènes terribles et d'orgies se sont ainsi passées ? Ces faits ne remontent pas déjà si haut. Si la douane, si les gendarmes n'étaient pas là pour leur inspirer une crainte salutaire, les mêmes actes se reproduiraient. (...) « C'est la Providence qui nous envoie cela » disent-ils, et ils ne sauraient considérer ces larcins comme des vols ; pour eux, ce sont des profits licites. Un instant avant, ils auraient risqué leur vie pour sauver les équipages ; quant aux épaves, c'est autre chose. »

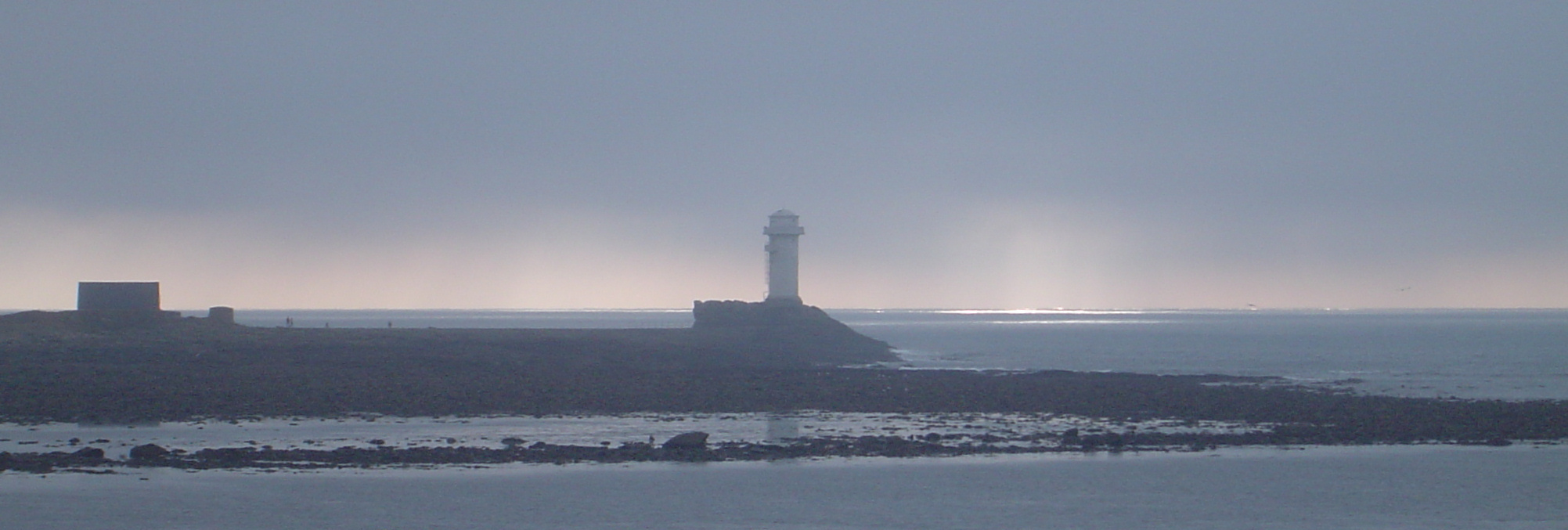
Le Guéveur, situé à la pointe sud de l'île et exposé aux vents dominants.

L'échouage le 23 juillet 1893 de La Guyenne à la suite d'une erreur de navigation sur la roche An-Amouig dans la Chaussée d'Ar-Men fut suivi d'un vol considérable. Lucien Boulain raconte aussi que lorsque les employés des Ponts et Chaussées vinrent dans l'île pour les études préliminaires à la construction du phare de l'île, les Sénans « firent un simulacre assez sérieux de révolte » car « les insulaires trouvaient une source de revenus dans les nombreux naufrages qui avaient lieu dans ces parages » et « la menace d'une répression armée put seule les faire rentrer dans l'ordre ».
Mais les Sénans continuent aussi à pratiquer le sauvetage des navires en perdition (la liste ci-après est incomplète, pour une liste plus complète, voir "Histoire de l'Île-de-Sein") :
- 1802 (nivôse an X) : échouage du lougre L'Écureuil, venant de Nantes et se dirigeant vers Brest avec 45 forçats à bord. Le bâtiment, malgré de fortes avaries, est sauvé par les Sénans.
- 1802 : le naufrage d'une canonnière dans le Raz de Sein provoque la noyade de 80 hommes d'équipage.
- 1803 : sauvetage des 280 hommes de la frégate anglaise Le Hussard, naufragée sur l'île.
- 8 février 1804 : naufrage du Hussar, une frégate anglaise, qui a talonné au sud de l'Île de Sein. Les marins anglais débarquent sur l'île, qu'ils occupent momentanément et s'embarquent dans le canot ainsi que dans 13 bateaux de pêche réquisitionnés qui gagnent Brest (Le Conquet pour l'un d'entre eux) où les marins anglais sont faits prisonniers. Un autre navire anglais est naufragé en 1806 et 5 hommes réfugiés sur un rocher sont sauvés.
- nuit du 13 au 14 avril 1809 : naufrage du navire corsaire Les Deux Amis, venant du Conquet, avec 35 hommes à bord.
- 1817 : naufrage de La Marie, navire français : un seul survivant.
- 1821 : naufrage du Bonne Mère, venant de Port-Maurice et se dirigeant vers Rouen ; les huit hommes d'équipage sont sauvés.
- 1830 : naufrage du Lion de Bruxelles ; seul le capitaine parvient, à bord d'une chaloupe, à rejoindre l'île.
- 1832 : 18 navires sont jetés à la côte lors d'une tempête.
- 1835 : naufrage du Bellissima, un brick anglais, sur les écueils de l'île ; des Sénans, dont le père Charles, curé de l'île, forment une chaîne humaine pour sauver les naufragés. Le capitaine du Bellissima a écrit dans un rapport : « Vers neuf heures, nous vîmes sur la côte des lumières portées par les personnes susdites qui, ayant entendu nos cris, se portaient à notre secours. Ces braves, Recteur en tête, formèrent la chaîne en s'attachant les uns aux autres et essayèrent de s'approcher de nous. Dans l'eau jusqu'au cou, souvent repoussés par les lames qui les rejetaient sur les rochers, ils ne cessèrent leurs efforts, mais ne purent réussir que vers minuit et demi. Alors, presque épuisés par le froid et la fatigue, nous nous laissâmes couler un à un entre leurs bras et ils nous traînèrent par-dessus les rochers que peu de nous auraient pu gagner sans leurs secours »[72].
- 1859 : naufrage de la corvette à aubes Sané, venant de Toulon et se dirigeant vers Cherbourg, près du phare d'Ar-Men. L'équipage est sauvé.
- 7 avril 1869 : naufrage du trois-mâts Auffrudy. Les 13 hommes de l'équipage sont sauvés par le canot de sauvetage Sainte-Marie.
- 11 septembre 1869 : naufrage de la bisquine La Triomphante ; quatre personnes sauvées.
- 26 février 1872 : naufrage de l'Ispahan, vapeur anglais mixte de 1221 tonneaux, venant de Bassorah et se dirigeant vers Dunkerque qui disparaît corps et biens dans les parages de l'Île de Sein (43 disparus).
- 1875 : le premier canot de sauvetage de Sein, le Sainte-Marie, construit au Havre et mis en service en décembre 1866, porte assistance au Lady Hoover, un brick anglais et parvient à sauver les 21 personnes à bord d'un autre brick anglais qui coule, le Lady Lorissa.

« Le choix de l'implantation de l'abri [pour le canot de sauvetage] fut difficile : trois stations furent construites en trois lieux différents en 1867, en 1878, puis en 1903. »

- 11 avril 1878 : naufrage du trois-mâts Alsace-Lorraine, venant de Bilbao et se dirigeant vers Cardiff chargé de minerai de fer au milieu de la Chaussée de Sein.
- 26 mars 1880 : naufrage du vapeur anglais Cerwyn, qui a heurté les rochers de la partie orientale de l'île (12 des 14 membres de l'équipage sont noyés).
- 25 mai 1880 : naufrage du Beignon, un cargo à vapeur anglais, au sud-est de Sein.
- 12 octobre 1885 : naufrage du trois-mâts norvégien Baltic ; les dix membres de l'équipage sont sauvés par le canot de sauvetage de Sein.
- 20 mars 1886 : naufrage du cargo à vapeur anglais Gardames, qui heurte les rochers de Sein à la suite d'une erreur de navigation. L'équipage de 16 hommes est sauvé.
- 1886 : naufrage du vapeur anglais Tasso, qui allait d'Anvers au Río de la Plata. Son épave a été découverte en 2003.
- 16 août 1889 : naufrage du vapeur espagnol Merqueder (ou Mesquidor) : 15 marins sauvés, trois noyés enterrés dans l'île.
- 9 septembre 1889 : échouage de la Gironde, un vapeur anglais venant de Bordeaux et se dirigeant vers Cardiff, chargé principalement de poteaux de mines. L'équipage est sauvé.
- 16 novembre 1892 : naufrage du vapeur anglais Pretoria, allant de Glasgow à Bordeaux. L'équipage est sauvé par un bateau sénan, le Père Maunoir.
- 25 décembre 1892 : naufrage du trois-mâts Joséphine Henriette. Les 10 hommes d'équipage sont sauvés par le canot de sauvetage Sainte-Marie.
- 11 janvier 1894 : naufrage du cargo anglais Allonby, de Cardiff : onze disparus. Les autres membres de l'équipage sont recueillis par le paquebot français Biscaye[97].
- 7 janvier 1895 : naufrage du lougre Jeune Eugène, de Nantes. L'équipage de 5 hommes est sauvé
- 7 février 1896 : naufrage du trois-mâts suédois Catharina sur les rochers de la presqu'île de Kalaourou. Les 10 hommes d'équipage sont sauvés.
- 11 juillet 1897 : naufrage du vapeur Charles Chagot, de Saint-Nazaire, sur les roches de Tévennec. L'équipage est sauvé.
- 9 février 1899 : naufrage du cargo à vapeur anglais Cyanus, venant de Bilbao et se dirigeant vers Glasgow, au sud-ouest de l'île. Vingt victimes sur 21 hommes d'équipage.
- 23 juillet 1899 : naufrage du Gorsedd, cargo à vapeur anglais. Les 35 hommes d'équipage sont sauvés « grâce aux prompts secours apportés aux naufragés par les insulaires »[98].

En avril 1898, un nouveau canot de sauvetage est mis en service, l'Amiral Lalande ; il resta en service à Sein jusqu'en 1904, date à laquelle il fut remplacé par l'Amiral Barrera.
De nombreuses pièces récupérées sur diverses épaves au voisinage de l'Île de Sein sont visibles dans le "Musée de l'Île de Sein".

#### La construction des phares proches de l'île
Au XIXe siècle, le développement du commerce maritime et les progrès des sciences ont entraîné la construction d'une série de phares autour de l'île de Sein. La construction du premier phare de l'île, haut de 50 m, à sa pointe ouest, pendant la décennie 1830 provoqua un mécontentement des insulaires craignant d'être privés de naufrages désormais. Ce phare fut allumé en novembre 1839. Les autres phares suivirent : le Tévennec construit à partir de 1871 et qui s'allume pour la première fois le 15 mars 1875 ; la construction du phare d'Ar-Men, édifié sur la roche qui porte son nom, commença en 1867 ; il fut allumé pour la première fois le 30 août 1881 (il fut automatisé le 10 avril 1990). Ce dernier signale l'extrémité Ouest de la chaussée de Sein aux navires qui contournent la pointe de la Bretagne pour entrer dans la Manche. Le phare de la Vieille enfin, qui est allumé le 15 septembre 1887.
C'est en 1877 que l'Île-de-Sein est reliée télégraphiquement au continent, grâce à un câble venant de la Baie des Trépassés.

#### La dévotion à Notre-Dame-du-Bon-Voyage (à Plogoff)
Selon un témoignage datant de 1856, les Îliens [de [Sein] ont une dévotion spéciale (...) pour N.-D. du Bon-Voyage [en Plogoff] (...) où de temps immémorial ils se rendent processionnellement le jour du pardon. Tout le monde se rend au port [de Sein], on entonne l' Ave Maris Stella en breton et les bateaux partent. C'est un cierge que les marins offrent ordinairement à la Vierge, ils le portent à la procession et Lee tiennent allumé pendant le Magnificat. Ils sont habillés tout en blanc ».
Les Îliens avaient aussi une dévotion spéciale pour Notre-Dame-de-Rumengol où plusieurs d'entre eux se rendaient tous les ans malgré la distance et les difficultés pour s'y rendre.

#### Les relations avec le continent et les périls de la traversée

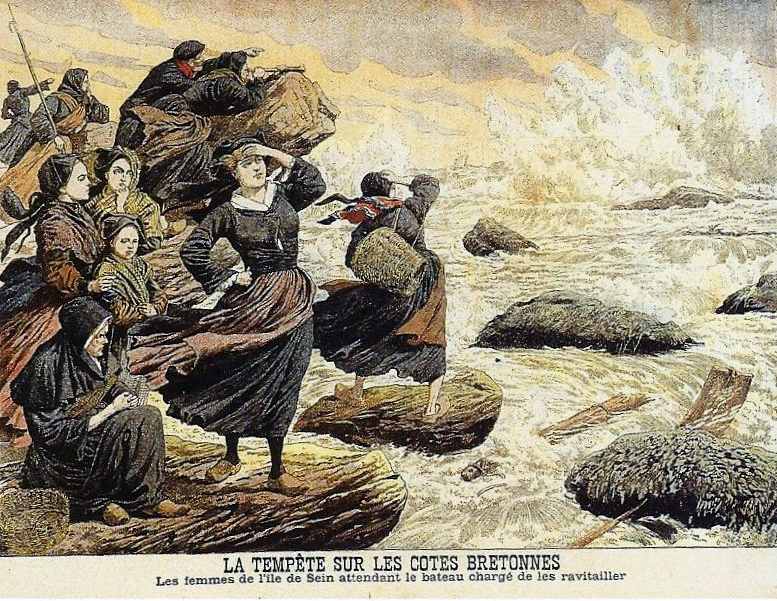
Femmes de l'Île de Sein attendant le bateau chargé de les ravitailler (dessin, Le Petit Journal, 1906)

Lucien Boulain indique en 1893 que « deux fois par semaine, hiver et été, le bateau-poste qui prend des passagers, fait la traversée d'Audierne à l'île, et vice-versa. Sur la semaine, d'autres occasions se présentent ; on profite d'un bateau venu à Audierne pour y vendre le produit de sa pêche ». Le même auteur précise plus loin, qu'avant de franchir le Raz de Sein « le patron de votre barque se découvre, vous fait signe d'en faire autant, et l'on dit une courte prière, qui peut se résumer en ces mots : [traduit du breton] Seigneur, secourez-moi au passage du Raz, la barque est petite et la mer est grande !.

#### L'immigration saisonnière des pêcheurs paimpolais
Cette immigration saisonnière estivale de pêcheurs paimpolais, venant en fait pour la plupart de Loguivy en Ploubazlanec, se produisit principalement pendant le dernier tiers du XIXe siècle. Les Îliens firent longtemps grise mine aux nouveaux venus. Selon Adolphe Paban, « Pour commencer, on refusa de céder aucun logement aux nouveaux venus ou on leur demanda des prix impossibles ; les pauvres gens furent obligés de se retirer dans leurs bateaux, d'y vivre pendant plusieurs jours et d'entamer de longs pourparlers avant que les indigènes consentissent à leur donner abri ». En 1896, Charles Le Goffic écrit : « Il y a aujourd'hui un peu moins de prévention contre eux ». Il poursuit : « Car la plupart amènent avec eux leurs femmes et leurs enfants, jusqu'à de petits êtres âgés de huit à dix jours à peine. Les femmes se rendent par terre [en fait par train] au Conquet où elles embarquent " à bord de leurs hommes" ; toute la tribu est là pour Pâques et ne s'en va qu'à la Saint-Michel [29 septembre] ». Il poursuit en précisant que chaque famille loue comme logement une pièce unique, que Paimpolais et Sénans ne se fréquentent pas et qu'il y eut, au moins jusqu'en 1878 des conflits aigus et des rixes provoquant plusieurs morts.

#### Le ramassage du goémon, la fabrication de la soude et la pêche
Depuis des siècles, le goémon a d'abord servi d'engrais. Louis Le Cunff décrit ainsi le ramassage du goémon au XIXe siècle :

« L'époque la plus fatigante pour la femme sénane était celle de la fumaison. Il n'y avait pas d'autre fumier que celui des algues qu'elles allaient quérir dans la grève et qu'elles portaient toujours sur la tête, préservée de l'osier du panier par un simple bourrelet. (...) Elles suent pour monter la rive et atteindre le lopin de terre où elles se débarrassent de leur fardeau : elles grelottent de froid en s'en retournant à la grève. Ce va-et-vient s'opère vingt et trente fois, et bien souvent elles passent de la suée au refroidissement. »

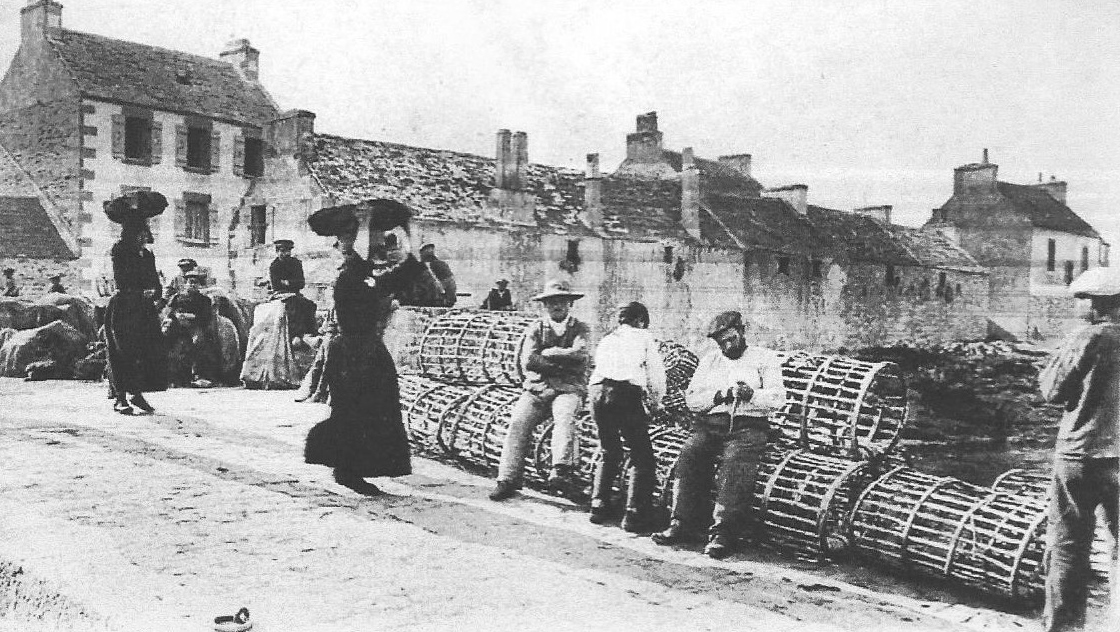
Le transport de la soude par les Îliennes au début du XXe siècle.

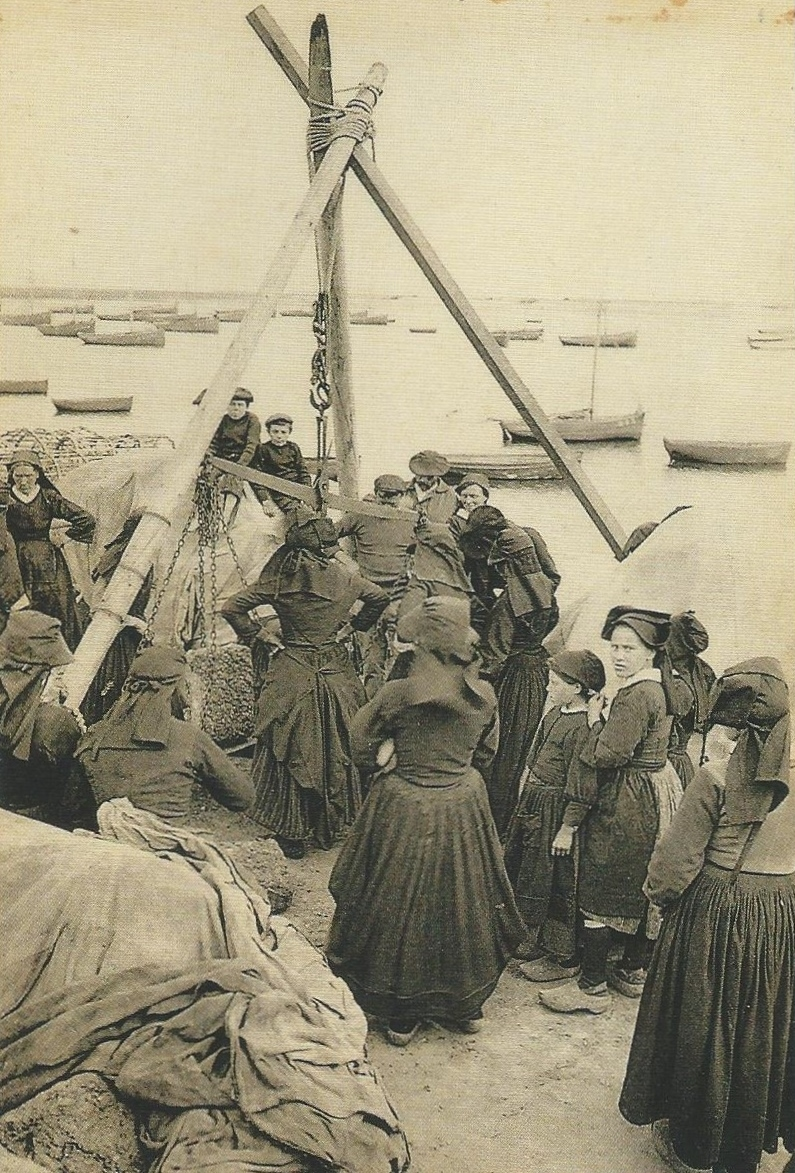
Le pesage de la soude (entre les deux guerres mondiales).

Au XIXe siècle et pendant la première moitié du XXe siècle, le varech a aussi été ramassé, mis en meule et brûlé pour les besoins de l'industrie de la soude. En 1851, L. Rosier écrit dans l'hebdomadaire L'Illustration : « Des différents côtés, nous apercevions des panaches de fumée qui s'élevaient dans l'air, pareils aux fumerolles qui se dégagent de la terre dans le voisinage des volcans. Nous apprîmes que ces colonnes de fumée étaient produites par la combustion du varech, qui forme la principale industrie des habitants ».

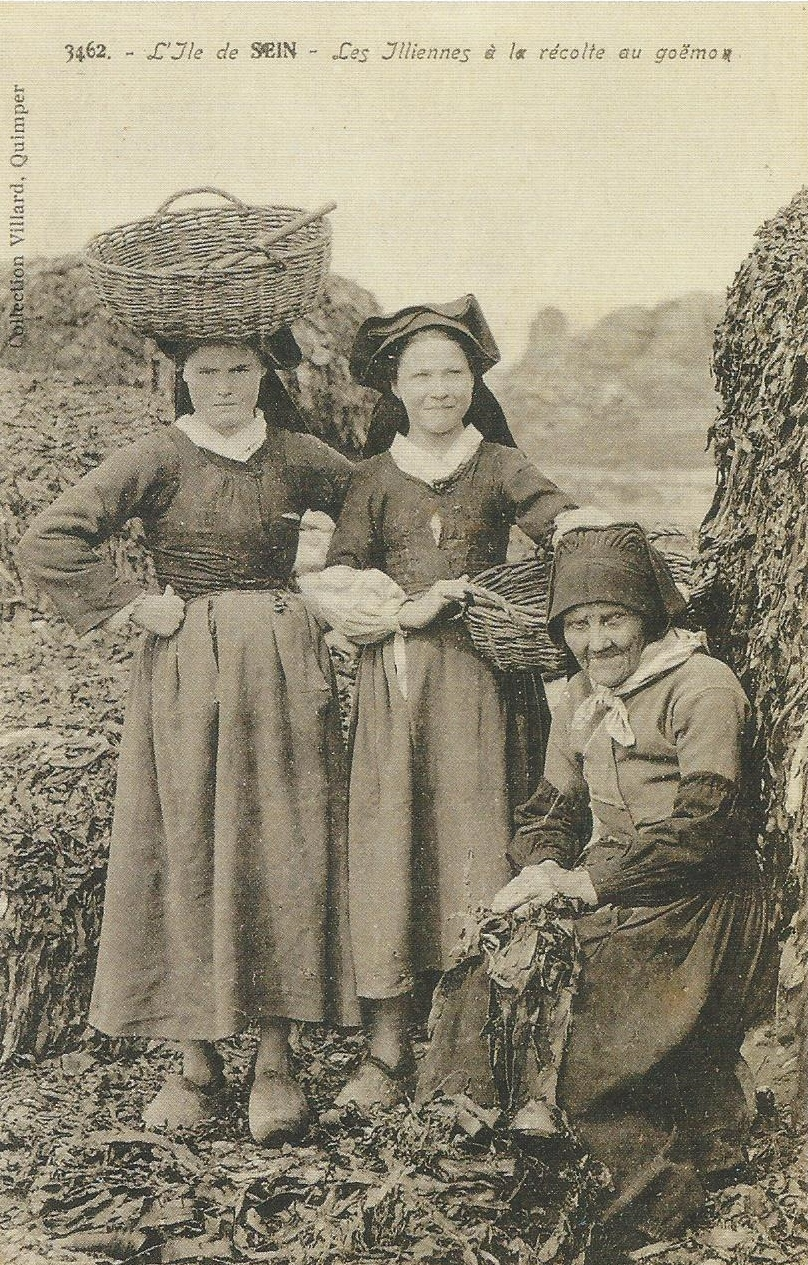
Île de Sein : femmes partant à la récolte du goémon entre les deux guerres mondiales (collection Villard).

Alice Marin décrit ainsi cette activité en 1936 :

« Les meules sont établies auprès de fosses semblables à celles où l'on descend les morts, mais moins profondes. On y place le goémon pris à la meule et on le brûle. Une fumée blanche, lourde, s'en dégage ; aussitôt elle se laisse emporter par la brise (...). Quand le vent la déplace, on peut apercevoir près du foyer une tête, un buste, qui, un instant plus tard, disparaît complètement, perdu dans la fumée. Ce sont les femmes qui, sans se voir les unes les autres, sans même distinguer leurs propres mains, brisent, avec de très lourdes pelles étroites, montées sur un long manche, les mottes qui se forment pendant la combustion. Travail fait à l'aveuglette, extrêmement pénible à cause du poids de la pelle et de la chaleur qui se dégage des fosses. (...) Le soleil touche l'horizon, la fosse est plus qu'aux trois-quarts pleine de cendre impalpable, blanche comme de l'argent. (...) Les brûleuses de varech rentrent, la pelle sur l'épaule (...). Demain, elles chargeront la cendre, tiède encore, dans leurs paniers et l'embarqueront sur un bateau qui, depuis Audierne, doit venir la prendre. Sur le continent, dans les usines, on saura en extraire l'iode et différents produits »

Une première sécherie pratiquant le salage du poisson est installée sur l'île en 1801 en raison du blocus anglais qui empêche la pêche lointaine par une granvillaise, Thérèse Lamort. La pêche au congre était également pratiquée. Elle est décrite en 1772 (mais elle se poursuit au XIXe siècle) par Fortunato Bartolomeo De Felice dans son Encyclopédie dite d'Yverdon :

« [Les pêcheurs] de l'Isle des Saints, qui partent de chez eux le lundi, n'y reviennent ordinairement que le samedi. Le nombre des  équipages d'un bateau pour faire cette pêche n'est point limité : ils sont tantôt moins, tantôt plus, et le plus souvent jusqu'à sept ou huit hommes. (...) Ceux qui achètent des congres pour les faire sécher les ouvrent par le ventre depuis la tête jusqu'au bout de la queue ; (...) on passe un bâton d'une extrémité du corps du poisson à l'autre pour le tenir ouvert, et on le pend en l'air. Quand ils sont bien secs, on en fait des paquets de deux cents livres pesant qu'on envoie à leur destination. »

À partir de 1850 environ, les Sénans, imitant les pêcheurs paimpolais, commencèrent à utiliser des casiers pour la pêche aux crustacés et la palangre pour la pêche au congre.
Le quai du port fut construit à partir de 1875, et la digue, longue de 400 m, protégeant le port, à partir de 1877.

#### La persistance des croyances légendaires
Lucien Boulain raconte qu'« en avril 1892, après les grands froids de l'hiver, un monstre marin, un morse probablement, circulait le long des côtes de l'île, il cherchait à accoster. Sa tête, le soir, se dessinait au milieu des vagues, on apercevait comme de longs cheveux, c'était disait-on, la fille du roi Gradlon, la belle Dahut, qui voulait revoir ses anciennes possessions et le théâtre de ses orgies ».

#### Descriptions de l'Île de Sein à la fin duXIXesiècle

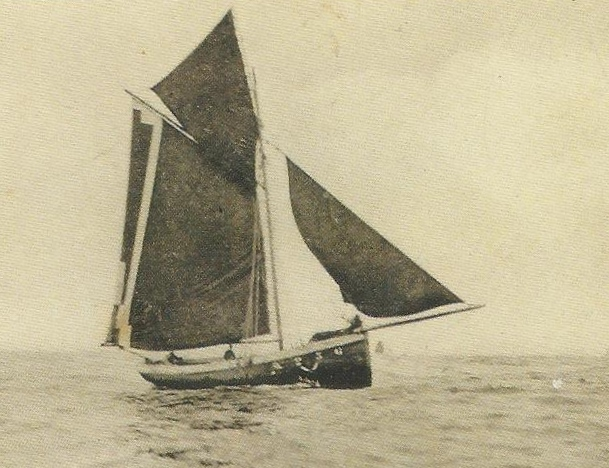
Barque de pêche traditionnelle de l'Île de Sein.

Lucien Boulain fait cette description de l'Île de Sein :

« À l'arrivée, faisant face au midi, une rangée de maisons peu élevées, mais propres, avec des ouvertures peu grandes, toutes bien garnies de persiennes peintes en blanc ; le côté de l'est, faisant face au Raz, présente le même aspect. Sur la ligne du midi, tout à fait en dehors des habitations, sont situés les bâtiments qui protègent le bateau de sauvetage et les matériaux que l'administration tient toujours en réserve. À part des deux rangées de façades, le reste est une agglomération de maisons les unes sur les autres, sans rues, car peut-on appeler rues des méandres dont le plus large n'a que 1,20 mètre. L'irrégularité des rues se justifie par l'abri qu'elle donne aux habitations dans les tempêtes, et leur étroitesse est due, d'une part à la nécessité d'avoir le plus de sol cultivable et d'autre part à un règlement local qui leur assigne comme largeur un peu plus que celle d'une barrique ordinaire. L'église est au centre surmontée d'un petit clocher ; à côté se trouve le presbytère. L'église n'est pas grande, mais propre, entourée du cimetière où dorment les parents, ce sont presque tous les mêmes noms : Thymeur, Porsmoguer, Guilcher, Milliner, Fouquet, Piton, Cuillandre. »

Le même auteur ajoute que des bateaux-viviers abritent langoustes et homards, que les crabes et les araignées de mer sont énormes (des familles viennent l'été de Paimpol pour les pêcher) ainsi que les turbots, mais qu'ils ne font pas le régal des îliens car ils sont vendus sur le continent ; les Sénans mangent le plus souvent des pommes de terre recouvertes d'un lit de poisson sec, mais aussi des vieilles qui abondent dans les rochers avoisinant l'île. Il précise aussi que Sein possède alors 24 auberges pour une population de 805 habitants.
Il décrit ainsi la campagne de l'île :

« (...) Il n'y a pas un arbuste, même rabougri. (...) Que de petits champs (...) : ce sont des mamelons convexes, de trois à quatre mètres de large sur cinq mètres de long. Chacun a son lot, et souvent la récolte s'empile dans un simple drap qui n'est pas des plus grands. (...) S'ils donnent de la convexité à leur petit lopin de terre, ce n'est pas qu'ils craignent l'humidité du sol, il y est sec et sablonneux, ils veulent seulement présenter une plus grande surface à la culture. L'engrais qu'ils apportent est toujours le même, c'est le fumier d'une à deux vaches, c'est le fumier de leur porc. Des pommes de terre alternent avec de l'orge, voilà le produit. L'orge est mise en mouture et sert à faire du pain, on consomme rarement du pain de seigle. (...) Au centre de l'île est un moulin à vent, construit par l'ancien maire, Milliner. »

Lucien Boulain précise encore que « le sol de l'île ne produit que pour trois mois de vivres en pommes de terre, céréales, etc. ».
Ce n'est que le 19 mars 1877 qu'est inauguré le moulin à vent du Nifran, qui rend inutile les braou (les anciennes meules utilisées jusque-là).
Charles Le Goffic a longuement décrit la vie de l'île en 1896 dans Quatre jours à l'île de Sein, son accueil dans l'auberge À l'abri de la tempête tenue par un certain Kernaléguen, la longue tempête survenue l'hiver précédent entre le 3 décembre 1895 et le 20 décembre 1895, envahissant maisons et champs de l'île, les mœurs et la consanguinité (« Il n'y a que 19 noms de famille à l'île » écrit-il), les vêtements, en particulier ceux des femmes (« Toutes portent la cape noire, dite jubilinen, le châle noir, la jupe noire que vous avez vue dans le célèbre tableau de Renouf : La veuve de l'Île de Sein »), les rituels des enterrements, les croyances superstitieuses et la méfiance à l'égard du médecin de l'île, la pauvreté et la vie quotidienne, la pêche et l'immigration saisonnière pendant l'été des pêcheurs paimpolais, la récolte du goémon et la fabrication des cristaux de soude vendus aux usines du continent, les secours aux naufragés et la pratique du droit de bris, etc.
Dans Sur la côte, publié également en 1896, Charles Le Goffic décrit plus brièvement Sein et ses parages en ces termes :

« La mer blanchit encore : cette fois ce sont les brisants. Ils sont là tout autour de Sein, sur dix lieues de circonférence, comme une meute de chiens enragés, bavant et jappant après le naufrage : Guelvan, Nerroth, ar Gazek, Plassou, Vaskern, Guernefan, Trouziart, Neulac'h, Janetta, et le dernier de la bande, le plus féroce, Armen (« La Pierre »), la première en effet qu'on aperçoit après le grand désert atlantique, quand on vient des États-Unis... Il faut une connaissance singulière des lieux pour louvoyer dans ces remous, entre ces gueules sournoises ou larges ouvertes. Fions-nous là-dessus au patron Ménou, et d'une façon générale à tous les îliens. Le raz est leur domaine, leur parc, leur boulevard. Ils en savent de naissance tous les écueils et, pris par la brume ou la nuit, l'oreille les dirige presque aussi sûrement que l'œil. Chaque brisant a sa rumeur particulière qu'ils reconnaissent de loin et qui les renseigne... »

« Et, tout de même, c'est une assez forte surprise, à qui débarque ici pour la première fois, sous l'impression de ses lectures, de découvrir, au lieu des misérables chaumes [chaumières] bas, sans lumière, qu'il attendait, un double amphithéâtre de maisons blanches aux volets de couleur, face à la rade et d'un étage ou deux sur rez-de-chaussée. Un grand banc de rochers, le Nerroth, vraie barricade naturelle, défend cette rade de l'est à l'ouest. La digue de Kerlaourou l'épaule vers le sud. De beaux quais, des cales, deux ou trois petits débarcadères soigneusement entretenus, achèvent de donner au visiteur une impression de bien-être matériel que ne démentira pas un examen plus attentif des lieux. Les barques sont rentrées. Uniformément grées en sloops, elles se balancent dans les deux ports naturels creusés derrière le Nerroth et que sépare une légère avancée de roches : le port du sud, réservé pendant l'été aux Paimpolais et qui a pris d'eux son nom (on l'appelait auparavant and aod meur) et le port des Îliens ou port Saint-Guénolé. »

Le premier Abri du marin de l'Île-de-Sein, ouvert en 1900.

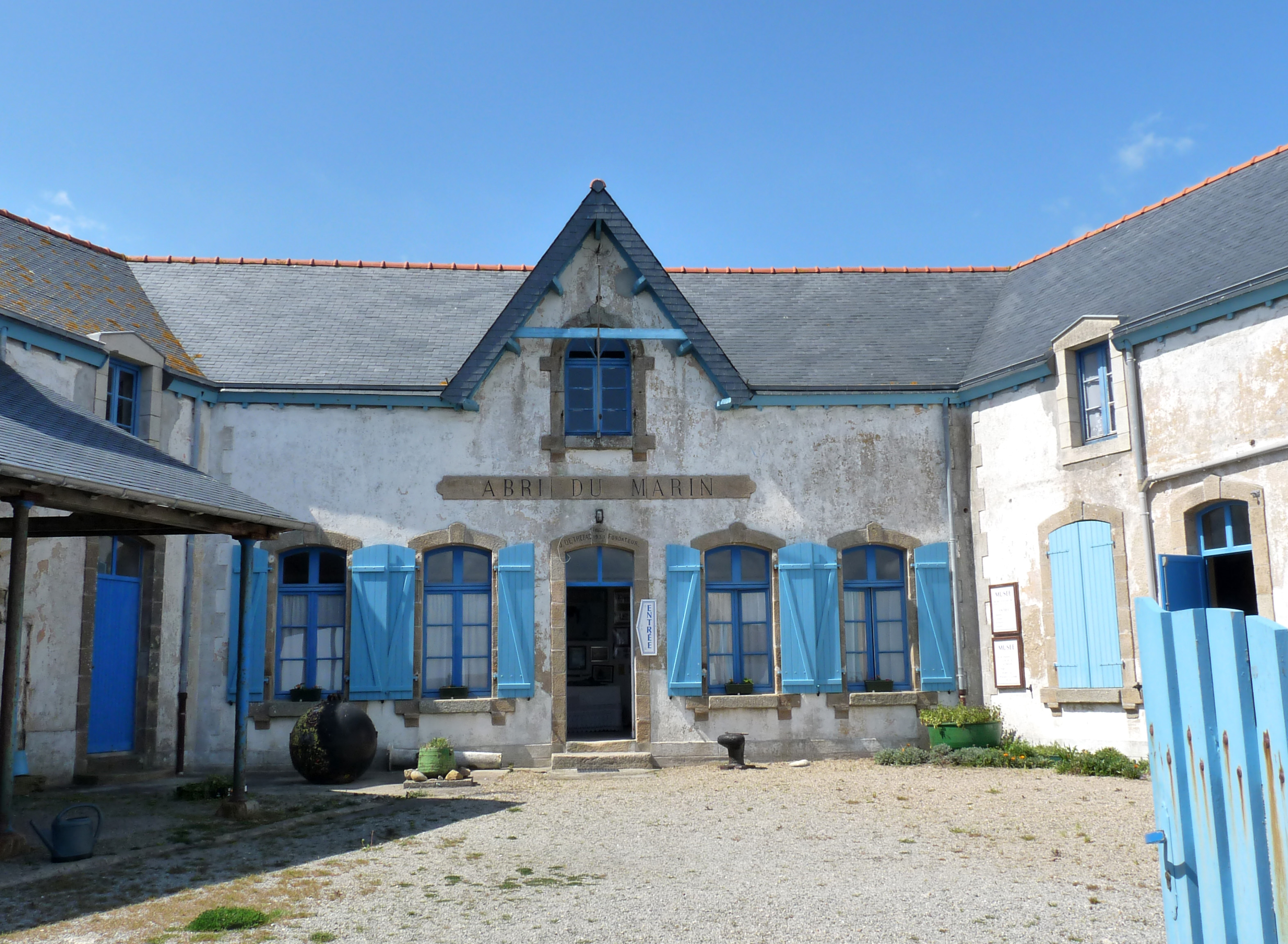
L'Abri du marin de 1906, transformé désormais en musée de l'Île-de-Sein.

Jacques de Thézac achète en 1899 à l'île de Sein une maison pour abriter les marins et fait construire en 1900 le second Abri du marin (abri de 1900), le premier ayant été construit quelques mois plus tôt au Guilvinec ; s'il a choisi cet endroit, c'est en raison de la pauvreté des insulaires et du nombre important de marins de passage à l'époque en raison de son port abrité. Confortable, accueillant, il offre le gîte et le couvert, des soins médicaux, des animations de loisirs et une formation professionnelle aux hommes de la mer. Un second Abri du marin (l'Abri de 1906) est construit dans l'île en 1906. Il ferma en 1974.

### LeXXesiècle
En 1900, le docteur Chabannes, médecin à Sein, écrit : « L'îlien va à l'église chaque matin, communie fréquemment, ne manque jamais la messe du dimanche, assiste aux vêpres et au chapelet, à toutes les prières qui se disent et suit souvent les pèlerinages et les retraites diverses ».

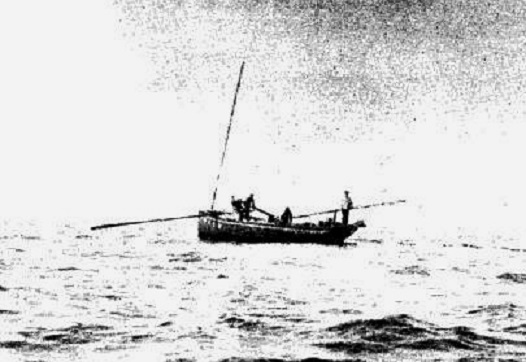
Bateau sardinier en pêche près de l'île de Sein vers 1904.

#### Les naufrages survenus auXXesiècledans les parages de Sein

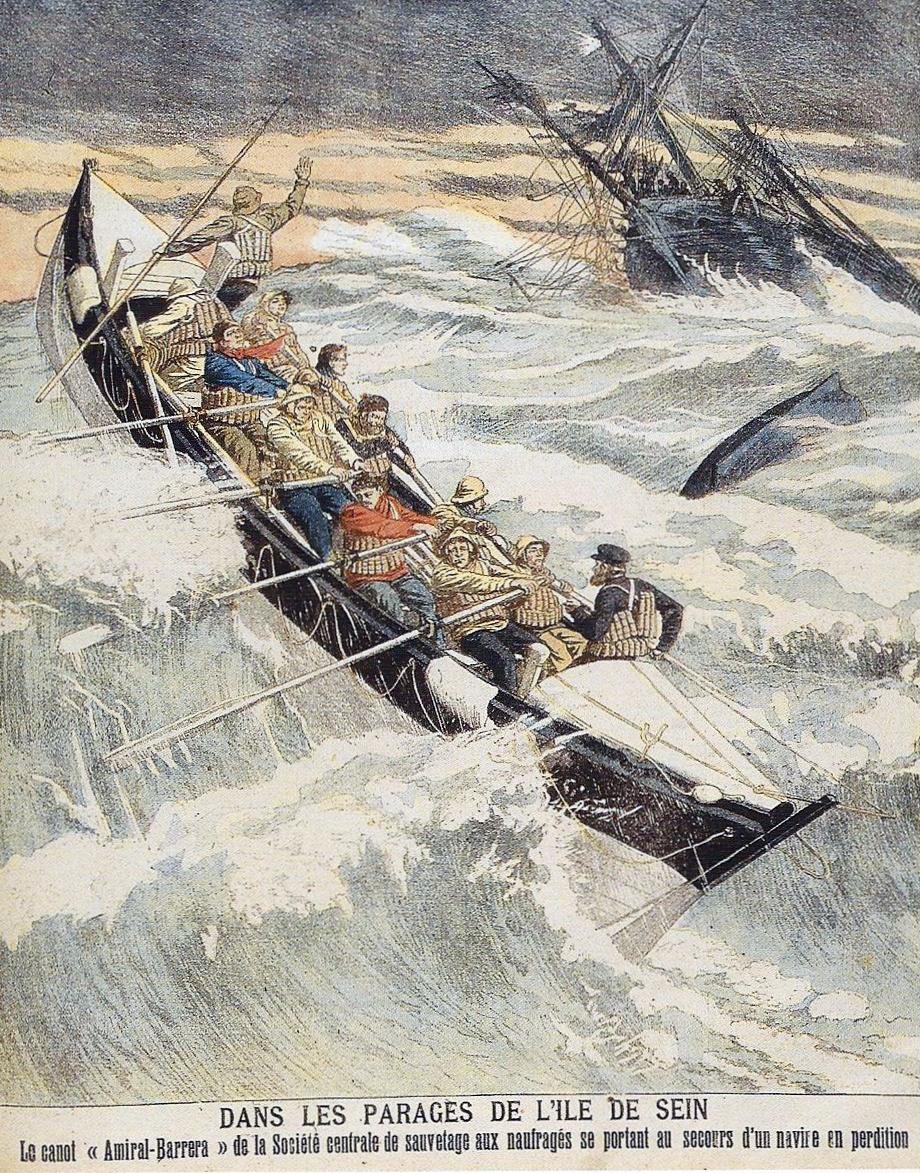
Le canot de sauvetage Amiral Barrera se portant au secours de naufragés (Le Petit Journal, supplément illustré, 1905)

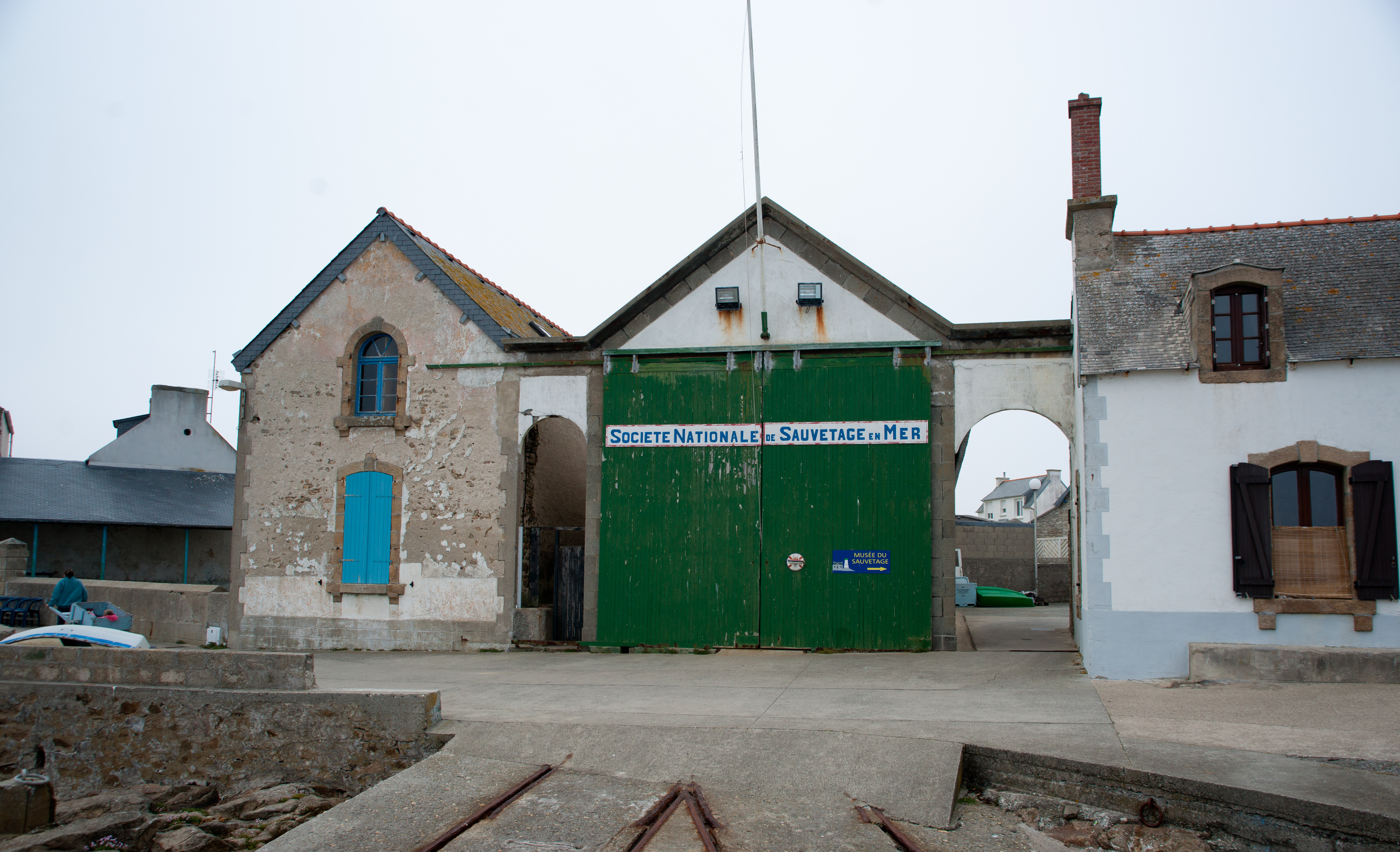
Le bâtiment de la SNSM à l'Île-de-Sein

- 22 mai 1908 : naufrage du vapeur danois Oscarshal, qui allait de Dunkerque à Nantes, sur la chaussée de Sein :

« Le navire, dont on aperçoit seulement les mâts et la cheminée, repose sur la roche Namonic, à environ deux milles en dedans du phare d'Ar-Men, sur la chaussée. (...) À marée basse, le pont du vapeur se découvre. L'avant du navire est défoncé. Le capitaine, M. Nils Œurum, interviewé, nous a assuré avoir corné pendant quatre jours, ayant toujours marché dans la brume et à très petite allure. De Dunkerque au raz de Sein, il n'a jamais vu la terre et n'a aperçu qu'un simple feu de navire à hauteur de Douvres. Dans la nuit du sinistre, il n'a même pas vu le feu d'Ar Men, ni entendu sa sirène. Les habitants de l'île de Sein ont perçu le soir du naufrage, les coups de sifflet et de corne de l'Oscarshal, de onze heures du soir à une heure du matin. Le navire avait presque traversé la chaussée de Sein (sans s'en douter) lorsque l'accident se produisit. Deux cents mètres plus loin, il était sauf. »

- 24 novembre 1910 : le vapeur espagnol Arratia, de Bilbao, s'échoue, perdu dans la brume, près de l'île de Sein et disparaît quelques jours plus tard[110].
- 15 janvier 1918 : le cargo anglais War Song fut torpillé par le sous-marin allemand U84 au sud-ouest de l'île : treize survivants furent sauvés par les îliens sur les 29 hommes d'équipage[111].
- 20 mai 1922 : naufrage du paquebot anglais Egypt, de la Peninsular Oriental Company, qui faisait route de Londres vers Bombay, à la suite d'un abordage avec le vapeur Seine dans le raz de Sein par 110 m de fond, à 28 milles au nord du phare d'Ar Men (98 morts). L'Egypt transportait entre autres de l'or et des espèces pour une valeur de plus d'un million de livres. L'épave fut repérée en 1926 et de grandes quantités d'or récupérées en 1930[112].
- 5 décembre 1929 : l'échouage du vapeur danois Hélène sur la grève de Biliog Vraz fit 4 morts et 15 rescapés. Le remorqueur Iroise du commandant Malbert tenta en vain de le sauver. Ces faits inspirèrent à Roger Vercel son roman Remorques, dont Jean Grémillon fit un film[113].

« Les passagers allaient se mettre à table lorsqu'un choc épouvantable se produisit. Le navire venait d'être abordé par bâbord, entre les deux cheminées, par le cargo français Seine, qui faisait route vers Le Havre. Ce fut aussitôt une épouvantable panique. Ceux des passagers qui n'avaient pas été blessés dans le choc remontèrent, affolés, sur le pont. Le capitaine et les officiers prenaient toutes les dispositions pour assurer leur sauvetage. Mais l'équipage, composé en bonne partie d'Hindous, s'empara des embarcations, s'opposant, revolver au poing, à ce que les femmes et les enfants y prennent place d'abord. Bien qu'éventré, l'Egypt continuait sa marche dans le brouillard et s'éloignait de plus en plus de la Seine dont les canots, qui avaient été mis immédiatement à la mer, essayaient en vain de recueillir les naufragés. Cette longue agonie du paquebot dura près de vingt minutes; et la panique était presque générale. Des passagers se jetaient à l'eau, d'autres montaient dans des embarcations déjà surchargées, faisant chavirer plusieurs d'entre elles. Grâce aux appels des sirènes du navire naufragé, la Seine put le retrouver dans la brume, au moment où il achevait de couler. En dix voyages, deux des embarcations purent sauver 29 passagers et 218 hommes d'équipage. Elles ramenèrent également quatre morts et trois blessés. (...) La Seine fit alors route sur Brest avec ses 247 rescapés. »

« Aussitôt après l'abordage, l'équipage hindou, soutiers, chauffeurs et matelots du pont, s'empara des embarcations et repoussa les passagers. Ce fut un instant de panique, mais les officiers de l'équipage remirent l'ordre énergiquement. Quatre chaloupes seulement purent être mises à la mer. Des scènes déchirantes eurent lieu : une femme se laissa couler avec ses deux enfants, ne voulant pas s'en séparer. Des hommes donnèrent résolument leur place dans les embarcations, ou leur ceinture de sauvetage. L'imprimeur du bord, M. Lenner, qui était muni d'une ceinture de sauvetage, s'apprêtait à se lancer à la mer quand, apercevant une femme affolée sur le pont et réclamant du secours, il lui passa sa ceinture et, après ce geste héroïque, disparut dans les flots. À ce moment de son récit, Miss Byne fond en larme et s'excuse de ne pouvoir continuer. La déchirure de la coque, par suite du choc, provoqua l'explosion des chaudières. Plusieurs personnes furent brûlées. Le navire coula par l'arrière. L'Egypt mesurait 160 mètres de long, 20 mètres de large environ, jaugeait près de 8 000 tonnes et calait 25 pieds en charge. (...) L'inhumation des victimes a eu lieu dans le cimetière de Kerfautras [à Brest]. »

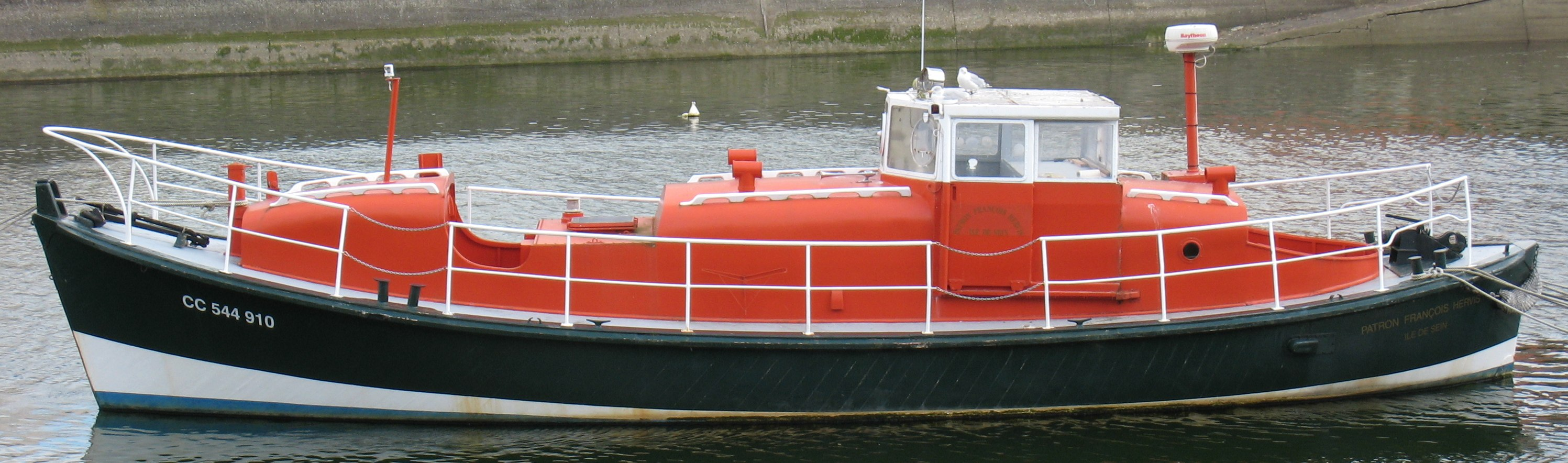
Le canot de sauvetage Patron François Hervis.

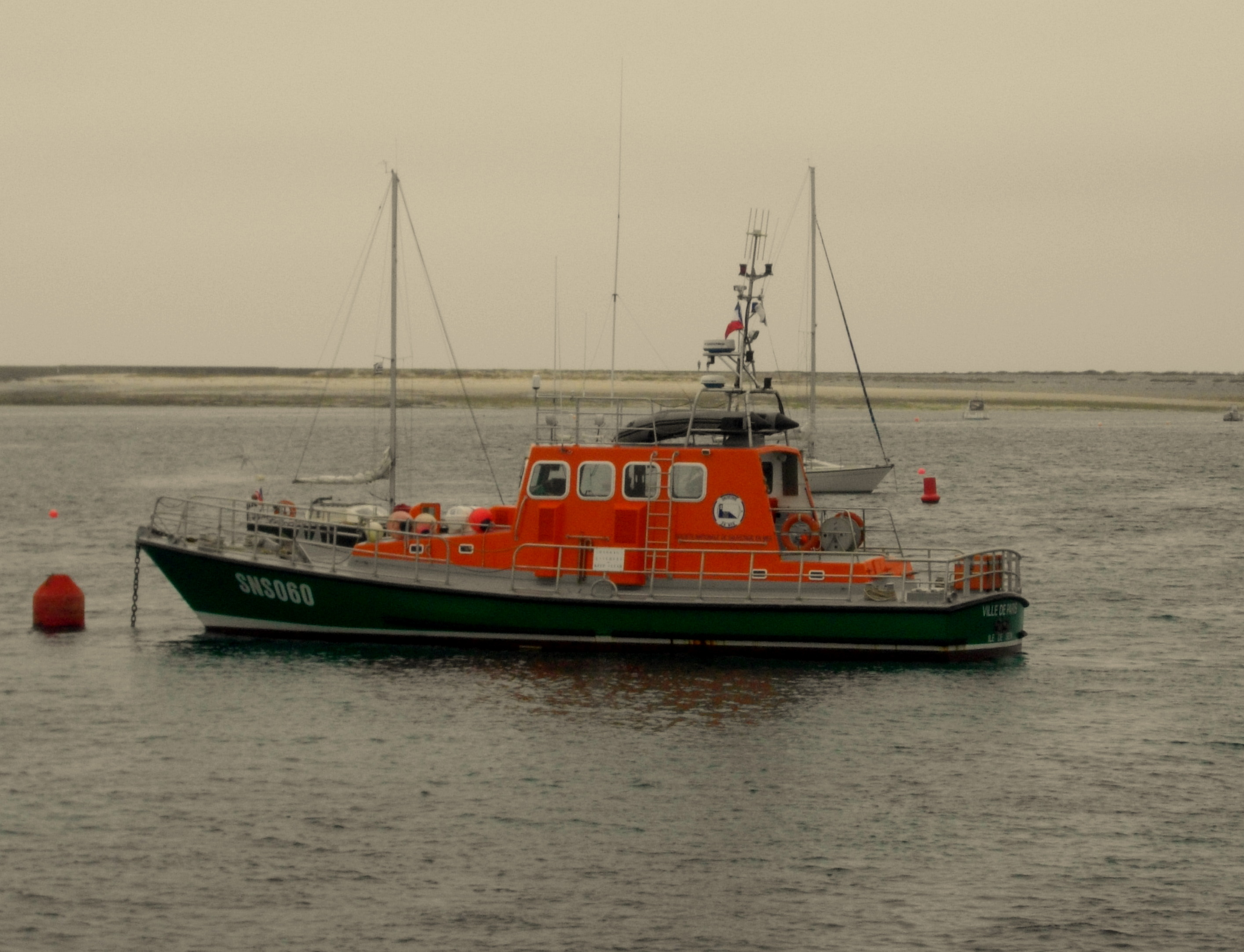
Le canot de sauvetage Ville de Paris (SNS 060), amarré à Île de Sein en 2009.

Le sauvetage en mer dans ces parages dangereux fut effectué entre 1961 et 1978 par le Patron François Hervis, qui s'illustra notamment dans la nuit du 12 au 13 janvier 1978 en portant assistance aux 217 hommes de l'escorteur d'escadre Duperré. Celui-ci, à la suite d'une erreur de navigation, s'était échoué sur la Plate en franchissant le raz de Sein. Le sauvetage en mer est désormais assuré par le canot tous temps de la SNSM, le Ville de Paris (SNS 060).

#### La construction de la nouvelle église paroissiale Saint-Collodan

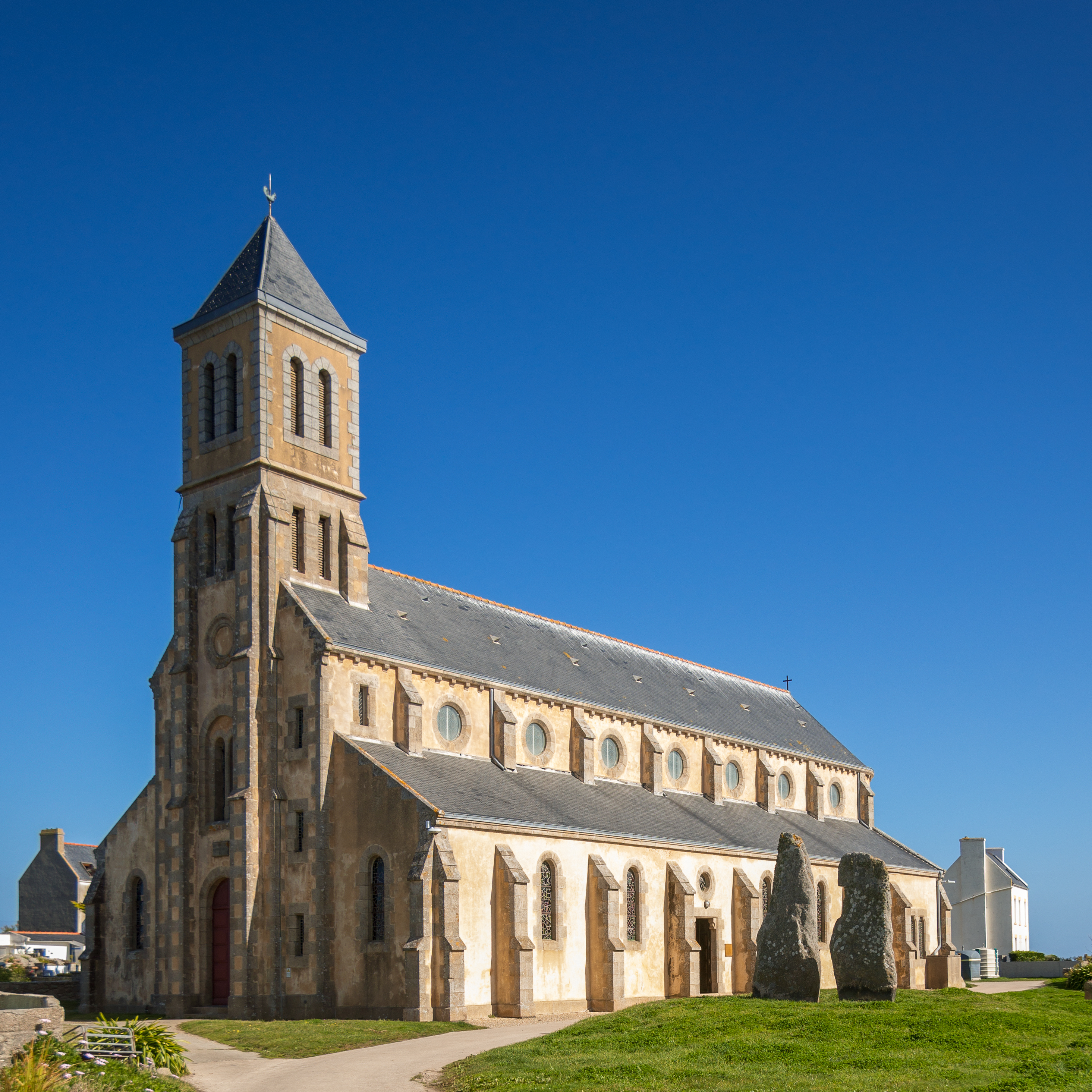
L'église paroissiale Saint-Collodan.

La seconde église de l'île (la première avait été construite par les moines de l'abbaye de Landévennec) s'avérant trop petite et son toit menaçant de s'effondrer, la construction d'une nouvelle église fut décidée en 1898 sur un nouvel emplacement situé en hauteur près des menhirs des Causeurs. La première pierre est posée en mars 1901 et l'église est construite en bonne partie par les Sénans eux-mêmes pour limiter le coût des travaux, sous la direction de l'architecte Armand Gassis. Une inscription dans l'église dit : « Les hommes ont extrait la pierre de la grève et les femmes l'ont transportée sur leur tête jusqu'ici » (traduction du breton). De style néo-roman, elle est consacrée en juillet 1902.

#### La Première Guerre mondiale

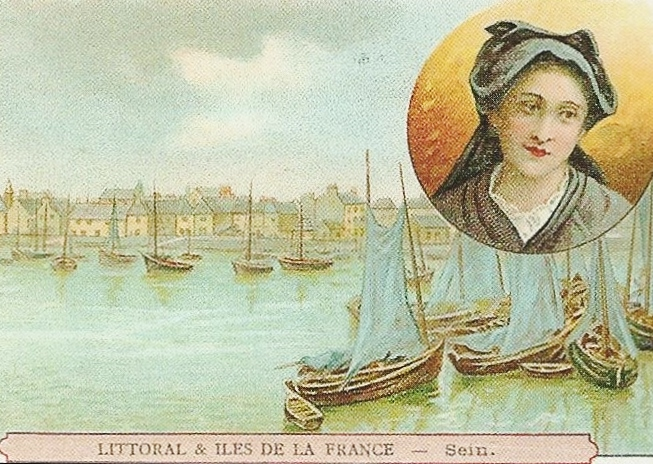
Image représentant l'Île de Sein (datant du début du XXe siècle).

Le 3 mai 1917, le sloop Marie-Hélène, un bateau de pêche sénan, parti relever des casiers aux alentours d'Ar Men, rencontre un sous-marin allemand qui avait fait surface. Les Allemands tuent trois hommes de l'équipage : Jean-Louis Guillou, Jean-François Guilcher et Jean Milliner, et en blessent gravement deux autres, avant de replonger. Le seul homme de l'équipage indemne put ramener le bateau au port. Un monument situé face à l'église paroissiale, porte l'inscription suivante : « Trois victimes civiles d'un sous-marin boche » ; cette inscription vengeresse échappa aux occupants allemands pendant la Seconde Guerre mondiale, qui ne la détruisirent donc pas. Il est très rare en France que le mot "boche" figure sur un monument.
Dans l'église paroissiale Saint-Guénolé, on peut voir un tableau représentant le bateau Star of Sea, cadeau du gouvernement britannique pour remercier les Sénans de leur courage lors du torpillage du War Song le 15 janvier 1918 par un sous-marin allemand U Boot. Une vingtaine d'hommes de l'équipage furent, dans la tempête, sauvés par les Sénans alors que leur canot s'était drossé sur les rochers de Porkaïd, jetant les hommes à la mer. Il y eut toutefois dix noyés, qui ne purent être secourus à temps et qui sont enterrés dans le cimetière communal.
24 Sénans sont morts pour la France pendant la Première Guerre mondiale. Leur liste peut être consultée sur un site Internet.

#### L'entre-deux-guerres

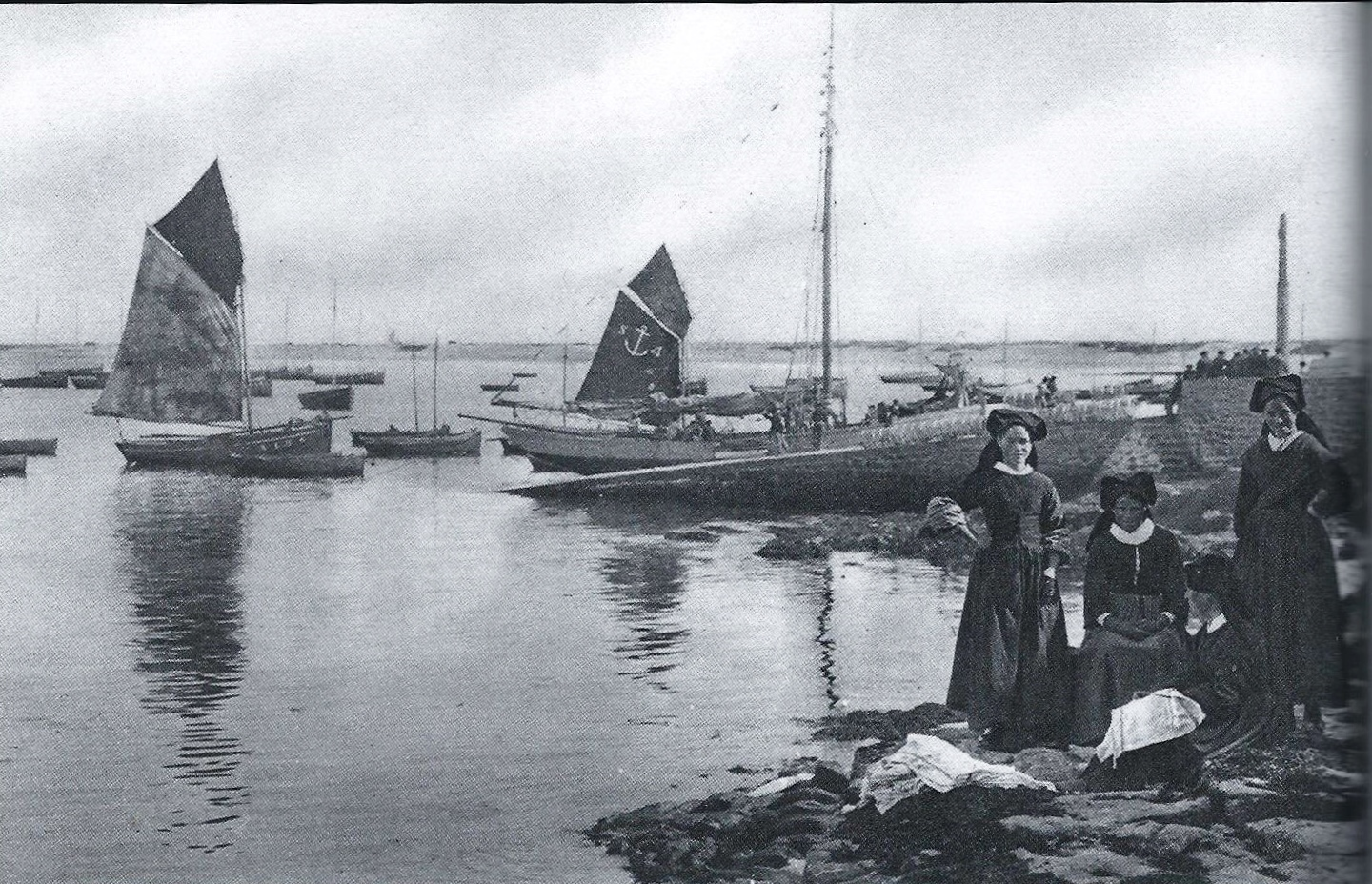
Rinçage du linge à l'eau de mer au début du XXe siècle afin d'économiser l'eau douce.

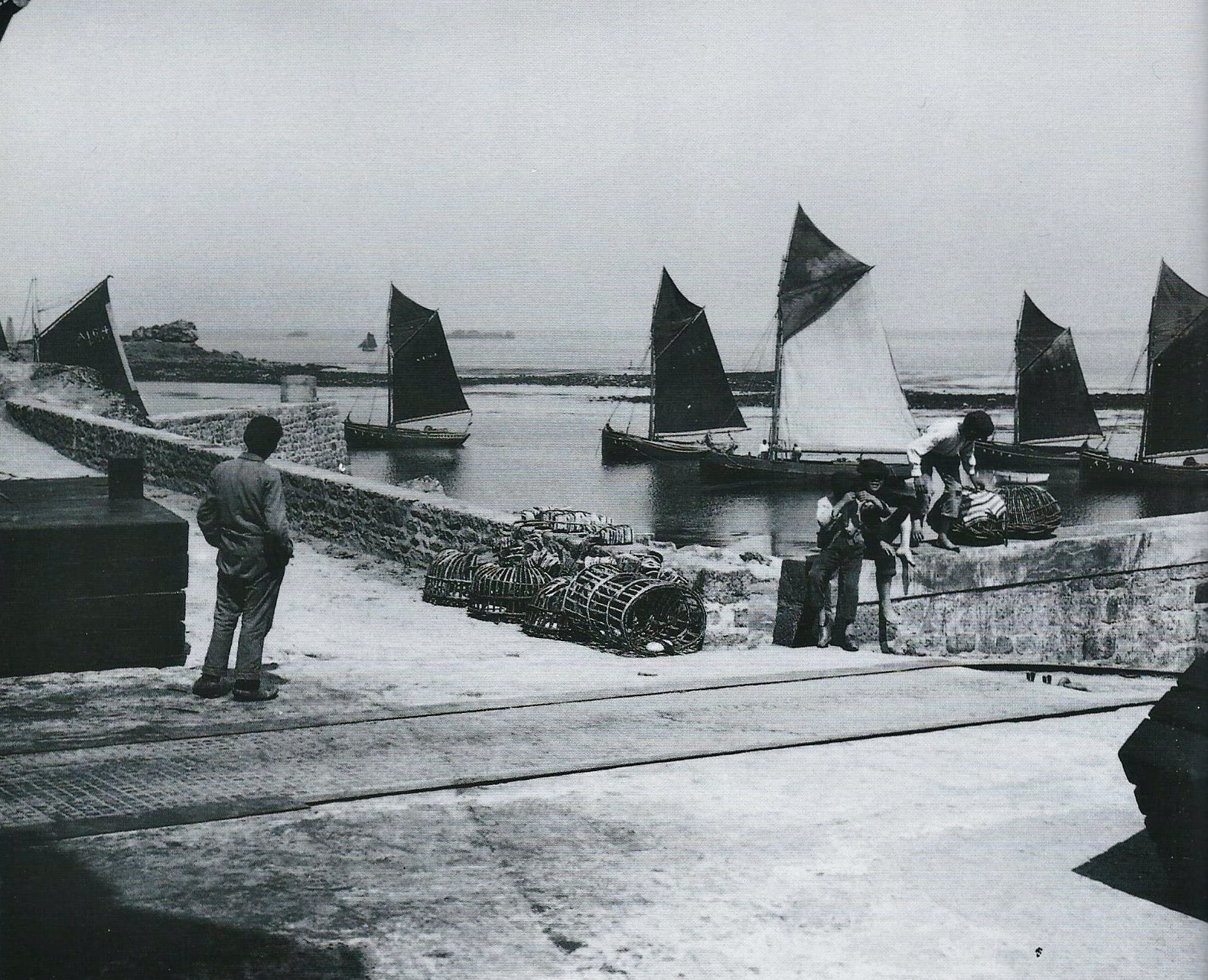
Le port de l'Île de Sein vers 1930 (photographie de Jacques de Thézac).

Le cinéaste Jean Epstein fait en 1930 cette description de l'île de Sein :

« Cette approche de Sein est émouvante. (...) Morin et moi connaissons déjà ce petit village crasseux et tassé, baignant dans l'écume et la boue ; ces Sénans timides et insolents qui tournent le dos au lieu de répondre ; cette mince lande caillouteuse, à peine émergée, au bout de laquelle se trouve le phare. C'est tout Sein. C'est un des lieux où la vie marque ses limites. De sol, il y a juste assez pour dormir dessus chaque soir et dedans pour toujours. L'Océan est un autre cimetière. Un récif n'offre pas moins aux goélands, que la terre de Sein aux deux cents foyers qui y vivent. Cette terre qui fait crever les vaches, qui supporte mal de nourrir six moutons et une chèvre, qui ne porte ni fleur, ni légume, ni feuillage d'aucune sorte ; qui possède pourtant, et à quel éclatant degré, l'essentielle vertu des plus vertueuses terres. Elle élève des hommes qui ne sont qu'à elle. J'ai vu plus tard sur la grève de Sein, si l'on peut appeler ainsi la vase du port à marée basse, couverte de détritus, deux petits enfants, dans un accoutrement indescriptible de fichus et de morceaux de voiles, s'amuser d'une boîte de conserve vide, se vautrer dans la boue, grimper aux coques des barques échouées et y tomber, tête première. Dans sept ou huit ans, pensai-je, ce seront des mousses et des Sénans. »

« Le Sénan est français "si l'on veut", comme il le dit lui-même. Mais, dans l'île, il ne reconnaît que l'autorité du Maire élu par lui, et du Curé. Les gendarmes le savent bien, qui abrègent encore leurs rares visites d'été. Au moment des inventaires, un détachement ne dut-il pas fuir, lapidé, abandonnant sur la cale son prisonnier, par crainte de représailles plus graves. Il n'y a d'autre impôt sur l'île que sur les chiens, pour ceux qui veulent bien les déclarer. Il n'y a pas de juge, pas de garde champêtre. Les Sénans se font justice eux-mêmes, sans jugement. La paix règne, secouée par de grosses saouleries. »

#### LaSeconde Guerre mondiale

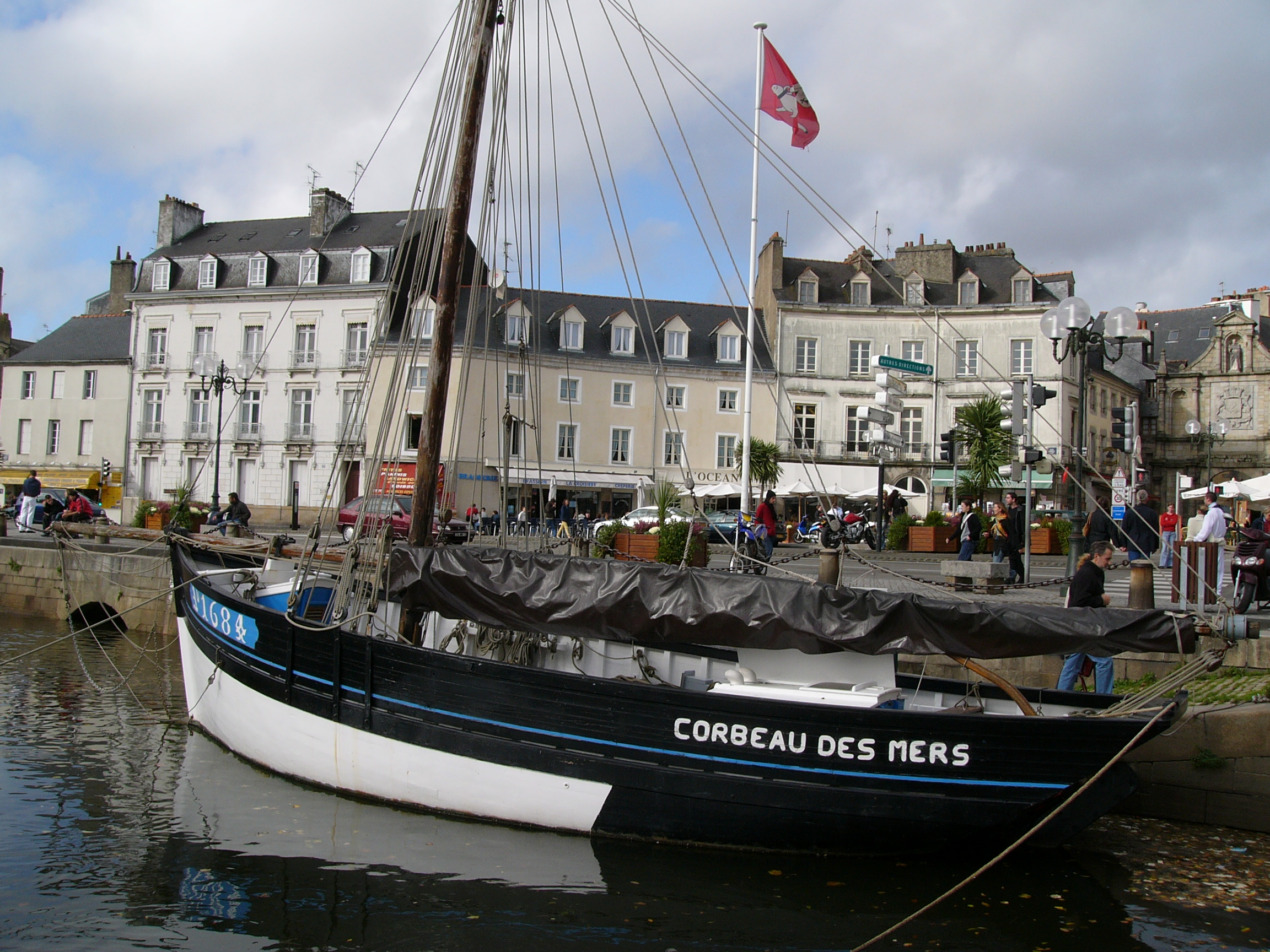
Le Corbeau des Mers, un sloop langoustier qui fut l'un des bateaux sénans ayant rejoint l'Angleterre le 26 juin 1940 (photographié dans le port de Vannes en 2006).

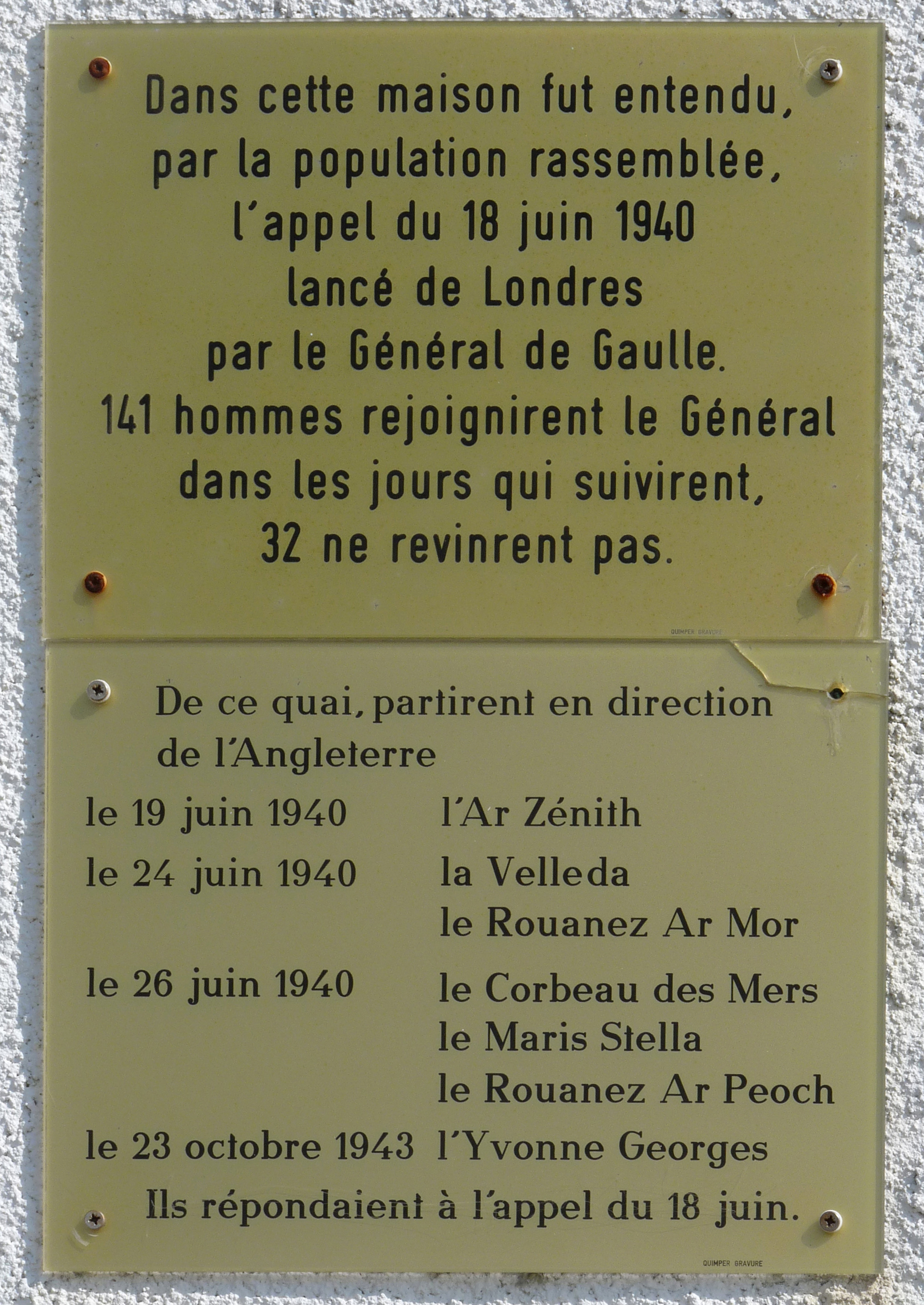
Plaques commémoratives.

Dès le 19 juin 1940, le bateau Ar Zenith, commandé par Jean-Marie Menou, qui effectuait habituellement le transport des passagers et du courrier entre Audierne et Sein, part pour Ouessant, puis gagne l'Angleterre avec à son bord 75 hommes, des militaires et des civils, dont quatre Sénans. Le 22 juin 1940, prévenus par un gardien du phare d'Ar-Men, les Sénans écoutent sur le poste de radio que Tin'ti Marie avait posé sur le rebord de fenêtre de l'Hôtel de l'Océan une retransmission de l'appel du 18 Juin 1940 du général de Gaulle. Le 24 juin 1940, à l'initiative entre autres du maire Louis Guilcher et du curé, l'abbé Louis Guillerm, deux bateaux partent à leur tour pour l'Angleterre, la Velléda de Jean-Marie Porsmoguer et le Rouanez ar Mor de Prosper Couillandre. Trois autres bateaux partent le 26 juin 1940, le Rouanez ar Peoc'h de François Fouquet, le Corbeau des Mers de Pierre Couillandre et la Marie-Stella de Martin Guilcher. En tout, les 128 pêcheurs de l'île l'ont quittée sur ces six bateaux pour répondre à l'appel du général de Gaulle. Dans l'intervalle, 4 autres Sénans partirent de Brest vers l'Angleterre le 25 juin 1940 et six autres îliens le firent individuellement. Enfin, plus tardivement, cinq marins-pêcheurs gagnèrent l'Angleterre le 3 octobre 1943.
Ces hommes furent parmi les premiers Français à gagner la Grande-Bretagne (en tout 133 civils, âgés de 16 à 54 ans, et 24 militaires de la garnison de Sein): quelques jours après l'appel du général de Gaulle, environ 25 % des Français arrivés à Londres venaient de Sein. Ce qui valut un éloge de la part du général de Gaulle, qui vint visiter l'île le 5 septembre 1946 : « L'île de Sein est un quart de la France ». L'Île-de-Sein est l'une des cinq communes françaises qui ont été faites compagnons de la Libération.
La plupart de ces volontaires furent d'abord affectés sur le Courbet, qui assurait la défense du port de Portsmouth, puis intégrés aux Forces navales françaises libres (FNFL) ; l'un d'entre eux, Joseph Guilcher, fut le 6 juin 1944 un des premiers Français du commando Kieffer à débarquer en Normandie. Vingt et un Sénans des Forces françaises libres moururent pour la France et leur liste peut être consultée sur un site Internet. Parmi eux, par exemple, Jean Pierre Couillandre, né le 10 novembre 1921 à Sein, parti de l'Île-de-Sein le 24 juin 1940 à bord du Rouanez ar Mor, affecté le 5 octobre 1941 sur la corvette-escorteur Mimosa, puis matelot-timonier à bord du sous-marin Surcouf et Jean Noël Joseph Salaun, né le 27 octobre 1920 à Sein, parti de l'Île-de-Sein le 24 juin 1940 à bord de la Velleda, matelot-cuisinier à bord du même sous-marin Surcouf, tous deux disparus en mer lors de son naufrage dans le Golfe du Mexique le 18 février 1942 ; Pierre Michel Guilcher, né le 14 septembre 1920 à Sein, parti de l'Île-de-Sein le 24 juin 1940 à bord du Rouanez ar Mor, matelot-gabier et tué à l'ennemi à Cowes le 5 mai 1942 ; tous les trois titulaires de la Médaille militaire et de la Médaille de la Résistance. En tout 32 Sénans sont morts pour la France pendant la Seconde Guerre mondiale et leurs noms sont inscrits sur le monument commémoratif inauguré le 7 septembre 1960 par le général de Gaulle, alors président de la République, lors d'une nouvelle visite dans l'île. L'Île-de-Sein est la seule commune de France à avoir plus de morts militaires pendant la Deuxième Guerre mondiale (27 morts) que pendant la Première Guerre mondiale.
Ce monument sculpté par René Quillivic a été érigé sur la côte nord, non loin du phare. Y est inscrit la devise de la Bretagne Kentoc'h Mervel (« Plutôt mourir ») et il proclame : « Le soldat qui ne se reconnaît pas vaincu a toujours raison ». En 1962, un timbre postal représentant ce monument a été émis pour commémorer cet épisode glorieux de l'histoire de l'île. Le quai où accostent tous les bateaux se nomme « quai des Français-Libres ». Une plaque y a été apposée sur la maison où fut entendu l'appel du 18 Juin. Elle rappelle les dates et les noms des bateaux qui partirent en direction de l'Angleterre.
Les Allemands occupèrent l’île de Sein dès le début de juillet 1940, y installant mines et barbelés. Une réglementation sévère fut appliquée concernant la navigation des bateaux. En 1944, le grand phare de l'île est dynamité par les Allemands ; il fut reconstruit en 1951; le Men Brial fut épargné, mais la tourelle d'Ar-Guéveur fut également détruite.
Les Tri Yann ont chanté Sein 1940 en hommage aux 128 marins partis rejoindre Londres en 1940.

#### La deuxième moitié duXXesiècle
Un Liberty ship a été baptisé Sein après la Seconde Guerre mondiale.
Un Sénan, Paul François Xavier Marie Guilcher, né le 26 janvier 1933, saint-cyrien, lieutenant du génie, est mort pour la France le 5 mars 1959 lors de la guerre d'Algérie.
François Mitterrand, alors président de la République, a visité l'Île de Sein en 1985.
Dans la deuxième moitié du XXe siècle, l'île a connu un fort déclin démographique très préoccupant pour la pérennité de la communauté, la population passant de 1 300 habitants en 1936 à 230 selon le dernier recensement (2004). Parmi les origines de ce déclin, on peut citer principalement la diminution des stocks de crustacés et de poissons dans les parages de l'île, ce qui a entraîné progressivement le départ des pêcheurs. La dureté de la vie dans l'île, le prix de l'immobilier et l'attrait croissant du continent ont également joué un rôle important.
Depuis 1945 toute activité agricole a disparu de l'île.

### LeXXIesiècle

#### Une île hostile?
Lors d'un procès civil concernant le droit de garde des enfants d'un couple séparé, qui s'est déroulé à Montpellier en août 2013, un avocat qui défendait son client habitant cette ville a déclaré que l'île de Sein est une commune « totalement isolée, sans eau courante et potable, sans électricité, à 8 km de la Pointe du Raz, en plein océan Atlantique. C'est une île dangereuse qui subit de nombreuses tempêtes. Il n'y a pas de voitures, c'est une île dangereuse et hostile. Il y a cent habitants en hiver et ces derniers  se déplacent avec de petites charrettes. Au mieux, on rejoint le continent en une heure de traversée, en bateau, par temps calme ». Le juge aux affaires familiales, sans retenir toute cette argumentation, a toutefois débouté la mère, soulignant dans son ordonnance que l'île « peut être assurément regardée comme étant un lieu de vie relativement hostile pour les enfants ». Le maire déclare : « Je rappelle que nous disposons ici d'une école primaire et d'un collège, d'un cabinet médical et de plusieurs commerces. Très rares sont les jours où le bateau ne peut pas passer. (...) Et en cas d'urgence, je pense qu'il est préférable d'être pris en charge à l'Île-de-Sein, car l'hélicoptère ne met que 20 minutes pour se poser au CHU de Brest. La continuité territoriale est pleinement assurée pour les adultes et les enfants. Et ces derniers s'épanouissent parfaitement dans l'île. Au moins, ici, ils peuvent se rendre seuls à l'école sans craindre de faire une mauvaise rencontre ».

## Langue bretonne
Le breton est parlé à Île-de-Sein depuis le Haut Moyen Âge voire l'Antiquité tardive et l'installation progressive de colons bretons sur l'île. Le breton, longtemps resté l'unique langue employée par les Sénans jusqu'à la seconde moitié du XXe siècle, s'est relativement bien maintenu jusqu'à nos jours. L'ensemble de la population est aujourd'hui bilingue mais la langue est toujours largement employée chez les personnes âgées. Le breton de l'île de Sein est cependant de moins en moins pratiqué et reste, à l'instar du breton continental, menacé de disparition.
Le breton de l'île de Sein présente quelques particularités par rapport au breton du cap Sizun tout proche. L'une de ses originalités les plus remarquables est la disparition du son /z/ à l'intérieur des mots, remplacé par le /d/. Le mot brezhoneg (« langue bretonne ») se prononce ainsi « bredonèk ».
En 2024, Sein a accueilli le prologue de la Redadeg, la course de relai pour la langue bretonne.

## Politique et administration
Sur le plan administratif, la commune de l’Île-de-Sein fait partie du pays du Cap Sizun en Cornouaille et  du canton de Douarnenez. Elle est en revanche exemptée à titre dérogatoire d'être rattachée à une intercommunalité à fiscalité propre.
L'île de Sein est une des îles du Ponant  qui regroupent Ouessant, Molène, Sein, Groix, Batz, Arz, Houat, Hœdic et  Belle-Île.
L'île de Sein fait partie du parc naturel régional d'Armorique, du parc naturel marin d'Iroise et de l'association des îles du Ponant.

### Liste des maires
| Période | Période  | Identité                   | Étiquette | Qualité  |
| ------- | -------- | -------------------------- | --------- | -------- |
| 1803    | 1813     | Jean-François Thymeur      |           |          |
| 1813    | 1834     | Paul Goardon               |           |          |
| 1834    | 1860     | Noël Salaün                |           |          |
| 1860    | 1868     | Jean-Pierre Hervis         |           |          |
| 1868    | 1875     | Louis Guilcher             |           |          |
| 1875    | 1881     | Jean-Pascal Milliner       |           |          |
| 1881    | 1888     | Jean-Noël Guilcher         |           |          |
| 1888    | 1889     | Jean-Pascal Milliner       |           |          |
| 1889    | 1896     | Barthélémy Porsmoguer      |           |          |
| 1896    | 1903     | Jean-Pascal Milliner       |           |          |
| 1903    | 1904     | Jules Fouquet              |           |          |
| 1904    | 1910     | Jean-Noël Guilcher         |           |          |
| 1910    | 1929     | Jules Fouquet              |           |          |
| 1929    | 1935     | Louis Guilcher             |           |          |
| 1935    | 1937     | Joseph Guilcher            |           |          |
| 1937    | 1943     | Louis Guilcher             |           |          |
| 1943    | 1944     | Jean-François Guilcher     |           |          |
| 1944    | 1947     | Jean-Noël Marzin           |           |          |
| 1947    | 1948     | Jean-Marie Menou           |           |          |
| 1948    | 1952     | Louis Guicher              |           |          |
| 1952    | 1959     | Jean Guilcher              |           |          |
| 1959    | 1971     | Marguerite Kerloc'h-Hervis |           |          |
| 1971    | 2008     | Alain Le Roy               |           |          |
| 2008    | 2014     | Jean-Pierre Kerloc'h       |           |          |
| 2014    | 2020     | Dominique Salvert          | SE        | Retraité |
| 2020    | En cours | Didier Fouquet             | SE        |          |

## Population et société

### Démographie
L'île et la commune possèdent toutes deux le même nombre d'habitants. En effet, les îlots du territoire communal sont inhabités. Dès le Néolithique, l'île est habitée. En 1720, la population de l'île se monte à 350 habitants et 412 en 1741. L'évolution du nombre d'habitants depuis 1793 est connue à travers les recensements de la population effectués à Île-de-Sein depuis cette date :
L'évolution du nombre d'habitants est connue à travers les recensements de la population effectués dans la commune depuis 1793. Pour les communes de moins de 10 000 habitants, une enquête de recensement portant sur toute la population est réalisée tous les cinq ans, les populations de référence des années intermédiaires étant quant à elles estimées par interpolation ou extrapolation. Pour la commune, le premier recensement exhaustif entrant dans le cadre du nouveau dispositif a été réalisé en 2004.

En 2022, la commune comptait 280 habitants, en évolution de +14,75 % par rapport à 2016 (Finistère : +2,16 %, France hors Mayotte : +2,11 %).
| 1793 | 1800 | 1806 | 1821 | 1831 | 1836 | 1841 | 1846 | 1851 |
| ---- | ---- | ---- | ---- | ---- | ---- | ---- | ---- | ---- |
| 327  | 349  | 363  | 437  | 468  | 425  | 462  | 440  | 482  |

| 1856 | 1861 | 1866 | 1872 | 1876 | 1881 | 1886 | 1891 | 1896 |
| ---- | ---- | ---- | ---- | ---- | ---- | ---- | ---- | ---- |
| 509  | 611  | 654  | 650  | 727  | 792  | 805  | 842  | 907  |

| 1901 | 1906  | 1911  | 1921  | 1926  | 1931  | 1936  | 1946  | 1954  |
| ---- | ----- | ----- | ----- | ----- | ----- | ----- | ----- | ----- |
| 990  | 1 038 | 1 072 | 1 077 | 1 128 | 1 254 | 1 328 | 1 144 | 1 131 |

| 1962  | 1968 | 1975 | 1982 | 1990 | 1999 | 2004 | 2006 | 2009 |
| ----- | ---- | ---- | ---- | ---- | ---- | ---- | ---- | ---- |
| 1 094 | 835  | 607  | 504  | 348  | 242  | 239  | 238  | 202  |

| 2014 | 2019 | 2022 | - | - | - | - | - | - |
| ---- | ---- | ---- | - | - | - | - | - | - |
| 230  | 260  | 280  | - | - | - | - | - | - |

Si l'île n'est désormais habitée que par 120 habitants environ pendant l'hiver (le recensement indique davantage, mais surestime le nombre des habitants permanents car certains îliens résidents secondaires se déclarent résidents permanents), sa population monte jusqu'à 1 500 personnes l'été en raison de l'afflux des résidents secondaires et des touristes.

### Économie

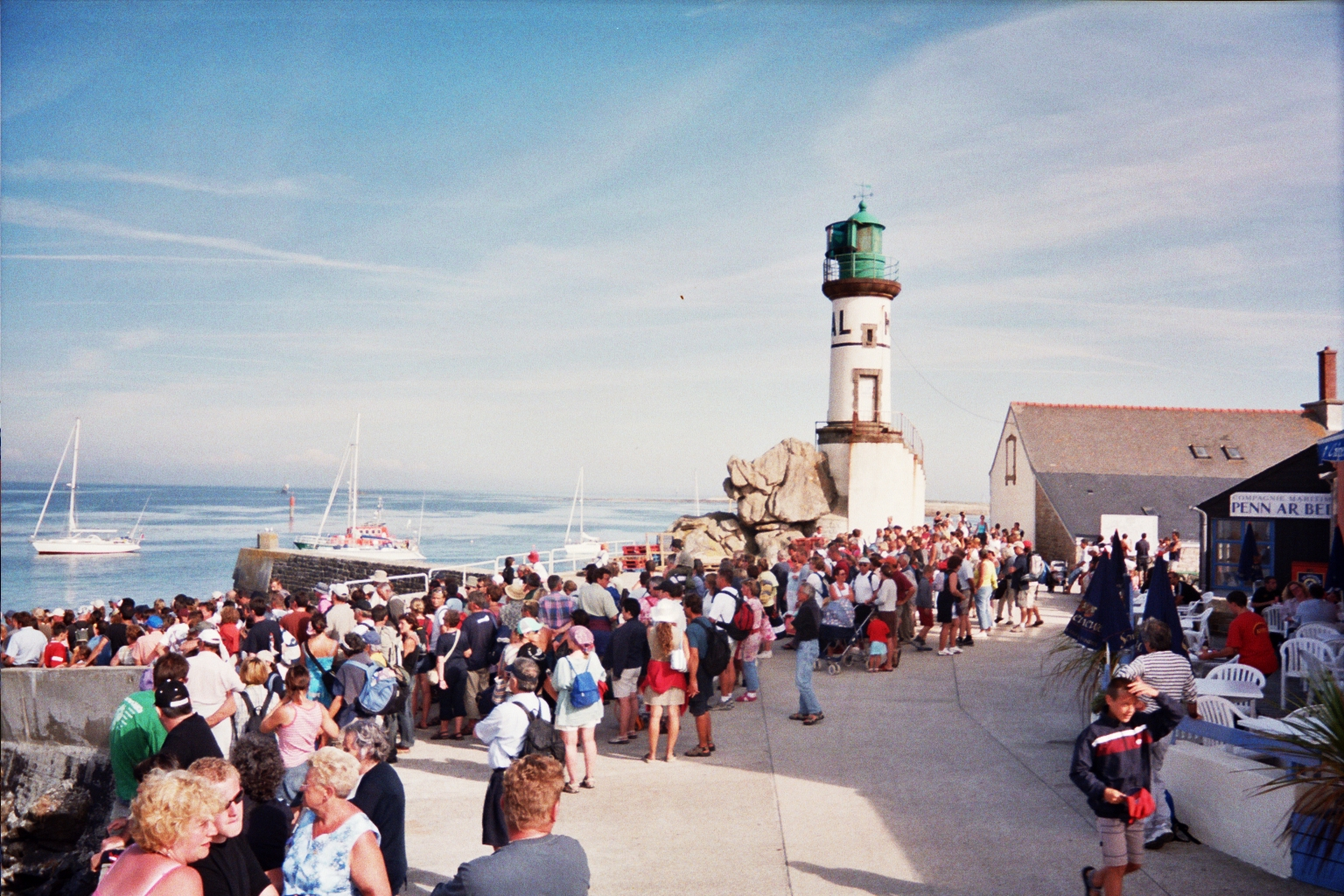
Touristes sur le port, devant le phare de Men Brial, été 2005.

L'île est occupée par environ 100 habitants en hiver et 1 500 en été. L’usage de bicyclettes ou d’automobiles étant interdit en juillet et août dans le village par arrêté municipal, les Sénans se déplacent exclusivement à pied et possèdent de petites charrettes pour les courses ou objets encombrants. Hormis les bateaux de pêche et de plaisance, quelques véhicules sont néanmoins utilisés comme une camionnette-citerne pour le transport du fioul ou de petits engins de manutention…
L'île de Sein est isolée du réseau électrique continental. Elle produit son électricité localement dans une centrale thermique, localisée dans le phare de l'île. Les groupes électrogènes de la centrale alimentent en électricité environ 300 logements et quelques commerces (épicerie, cafés, restaurants). L'eau sanitaire est produite par un système de pompage et de dessalement de l'eau de mer par osmose inverse. Ce système est aussi alimenté par la centrale électrique.
L’activité principale de l’île est le tourisme : plusieurs dizaines de milliers de visiteurs débarquent sur l’île chaque année, principalement en saison estivale. Le tourisme permet de faire vivre des cafés, hôtels, restaurants et des résidences secondaires.

#### Exonération d'impositions foncières
Seules trois communes françaises n'ont pas de bases locales fiscales :
Les habitants d'Île-Molène et d'Île-de-Sein sont exonérés de taxe d'habitation et de taxe foncière,. Par extension les biens immobiliers sis sur la commune que posséderait un non-résident seraient exonérés de ces taxes. Une telle situation n'est pas sans conséquences sur le budget de la commune. Jusqu'en 1957, les résidents étaient dispensés de l'impot sur le revenu des personnes physiques.
La troisième commune est Suzan, de l'Ariège en raison de l'absence de cadastre et de délimitation communale.

## Culture locale et patrimoine
L'île de Sein a fait partie de l'association Les Plus Beaux Villages de France, association indépendante visant à promouvoir les atouts touristiques de petites communes françaises riches d'un patrimoine de qualité, mais n'est plus labellisée à ce jour.
L'île abrite deux petits musées. « L'Abri du marin » évoque la vie quotidienne d'autrefois à aujourd'hui, ainsi que les événements survenus pendant la Seconde Guerre mondiale. La « Station de sauvetage en mer » rend hommage aux sauveteurs et expose des objets récupérés dans les épaves.
À l'ouest de l'île, non loin du phare, une petite chapelle isolée entourée d'un muret est dédiée à saint Corentin, premier évêque de Cornouaille, qui évangélisa la région. La chapelle Saint Corentin fut bénie le 13 août 1972. Une plaque rappelle le rôle que joua l'abbé Yves Marzin (1920-1999), recteur à l'île de Sein entre 1968 et 1975, dans la reconstruction de la chapelle sur l'emplacement des anciennes ruines. Selon la tradition, les veuves de l'île, en cas de maladie grave, se rendaient ensemble à la chapelle avec un cierge et du pain, pour implorer saint Corentin.

### Légendes
De nombreuses légendes se rapportent à l'Île de Sein :
- la Légende du diable (qui tente saint Guénolé) ;
- la Légende des Arbres (qui « explique » la quasi-absence d'arbres à Sein) ;
- la Légende de la Ville d'Ys ;
- la Légende de l'Ankou ;
- la Légende des Barques Sorcières ;
- la Légendes des Korrigans ;
- la Légende des neuf vierges ;
- la Légende du Roi Arthur ;
- la Légende de l'Enfer de Plogoff : connue sous le double titre L'enfer de Plogoff ou Légende de l'Île-de-Sein, elle conte l'histoire d'un jeune noble, M. de Kerglaz, tombé amoureux d'une jeune fille de l'Île de Sein. La jeune îlienne étant refusée par la famille du noble, celui-ci voulut la reconduire dans son île, mais en raison d'une tempête provoquée par la malédiction divine, la barque s'engouffra dans une faille de la Pointe du Raz connue depuis comme le « Trou de l'Enfer » ou « L'Enfer de Plogoff »[148].

Toutes ces légendes sont contées sur un site Internet.
- Des Marie Morgane (sirènes bretonnes) auraient vécu dans les eaux de l'Île de Sein.

### L'île et la peinture
De nombreux artistes sont venus dans l'île, « attirés par l'âpre beauté de l'endroit ». Parmi eux, Emmanuel Lansyer visite l'île en 1868 et Émile Renouf peu après. Au XXe siècle, l'île inspire les peintres  Henri Royer (qui peint par exemple Jeune femme de l'Île de Sein en 1906), Charles Cottet, Jean Rigaud (1912-1999), peintre officiel de la Marine nationale, et son ami Maurice Boitel (1919).

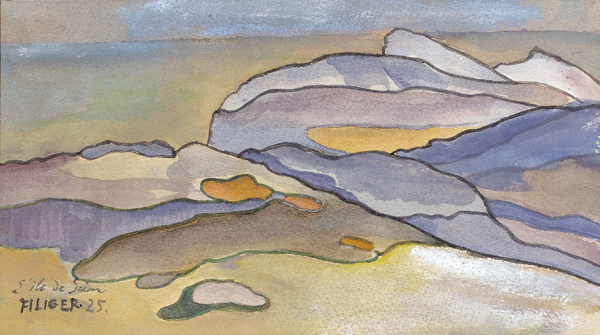
Charles Filiger : L'Île de Sein (vers 1895).
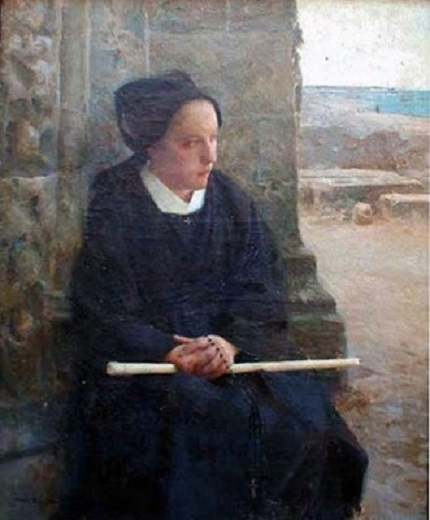
Henri Royer : Jeune femme de l'Île de Sein (1906).
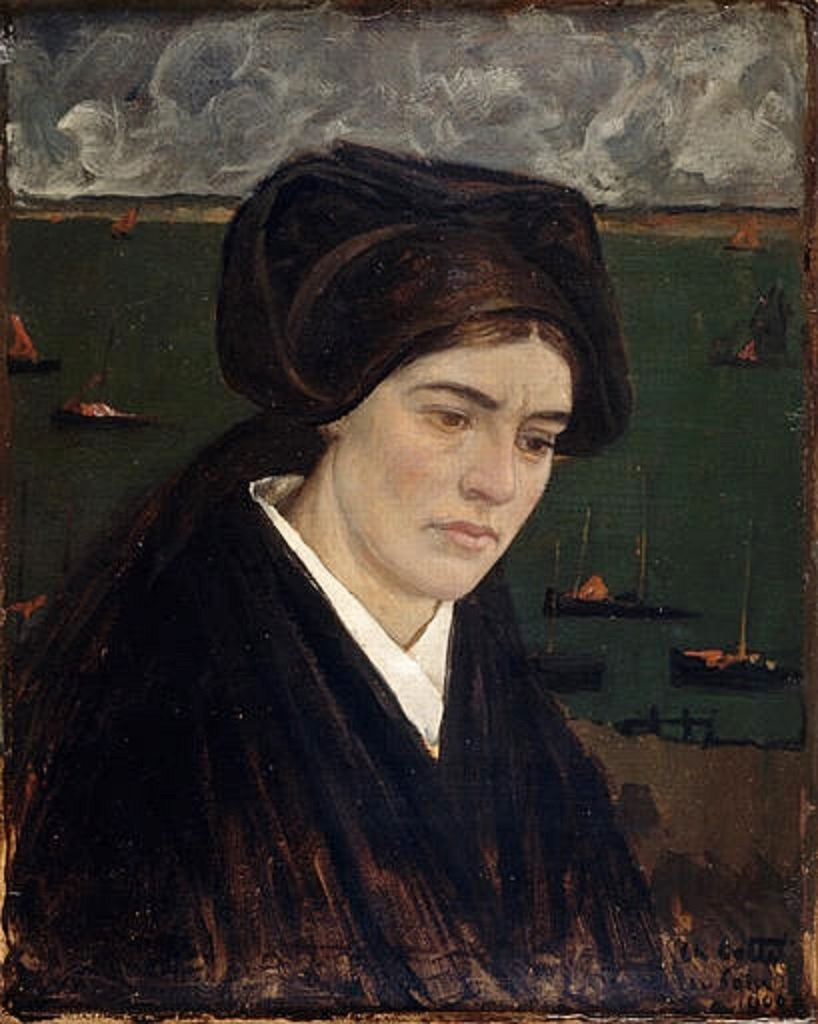
Charles Cottet : Jeune fille de l'Île de Sein (1909, musée d'Arts de Nantes).

### L'île et la chanson
Elle a été chantée par Louis Capart (de mère sénane) dans les chansons Marie-Jeanne-Gabrielle et Héritage sénan. La première a été reprise par le groupe Tri Yann dans son album Marines. Ce groupe écrira également la chanson Sein 1940 qui se veut le récit du départ des hommes de l'Ile pour l'Angleterre en juin 1940, à la suite de l'Appel du 18 Juin.
Les chansons Marie-Jeanne-Gabrielle et Sein 1940 ont été interprétées en concert par Tri Yann et l'Orchestre national des Pays de la Loire et sont présentes sur l'album enregistré à cette occasion.
Elle a été chantée également par un auteur inconnu qui a laissé une chanson fort appréciée des îliens : Ma p'tite îlienne.
Elle est évoquée dans la chanson 'Souvenirs de naufrageurs' du groupe de rock progressif Mona Lisa.

### L'île et la littérature
- Hippolyte Violeau : Amice du Guermeur, 1853
- Charles Le Goffic : Quatre jours à l'île de Sein, 1896) et Ceux de la côte, 1896.
- Anatole Le Braz fit paraître en 1900 un roman Le gardien du feu qui a pour sujet le phare dit de Gorlebella car posé sur le rocher du même nom, l'intrigue se déroule sur le phare de la Vieille où va se jouer toute une intrigue amoureuse qui se terminera de manière tragique.
- Henri Queffélec a écrit deux romans sur l'île de Sein (voir bibliographie plus bas). Un feu s'allume sur la mer raconte la construction du phare d'Ar-Men et évoque la société de l'île de Sein de l'époque (années 1860).
- Jeanne Nabert : L'Îlienne, Paris, Librairie celtique, 1946 (roman qui a pour cadre l'Île de Sein).
- Marie-Claude Gay : Le défi de Solenn, éditions J.C. Lattès, 2005 [ (ISBN 2709627175)]
- Michel Bataillard : Histoire de l'île de Sein, Ed. Empreintes, juillet 2012  [ (ISBN 978-2-918515-10-4)]
- Jany Saint-Marcoux : Le château d'algues, Éditions G.P., Édition Souveraine, date de parution 1 janvier 1957, librairie Hachette, Idéale-bibliothèque,1969, 186 pages. Littérature jeunesse. Roman ayant pour cadre l'Ile de Sein.

### L'île et le cinéma
- Mor vran (1931), de Jean Epstein, y a été tourné.
- Dieu a besoin des hommes est un film français en noir et blanc de Jean Delannoy sorti en 1950 d'après le livre d'Henri Queffélec intitulé : Un recteur de l'Île de Sein.
- La seconde partie du film Élisa de Jean Becker se déroule sur Île-de-Sein.
- La mer et les jours est un film de Raymond Vogel et de Alain Kaminker tourné à Sein en 1958. Il retrace la vie des Sénans durant une journée sur l'île : vie quotidienne, relève des gardiens de phares, pêche et sauvetage en mer. Alain Kaminker a perdu la vie lors du tournage de ce film, emporté par une vague sur le canot de sauvetage.

### Héraldique
| Armes d’Île-de-Sein | Les armes d’Île-de-Sein peuvent se blasonner ainsi : D'azur à un besant d'argent chargé d'une moucheture d'hermine, accompagné de trois homards d'or appointés en pairle. Voir l'armorial des créatures aquatiques |

### Patrimoine historique
Deux menhirs, Les Causeurs, sont classés aux monuments historiques depuis 1901. Deux abris du marin sont inscrits aux monuments historiques depuis 2007 (l'ancien abri du marin construit en 1900 et l'ancien abri du marin construit en 1906).
Différents objets sont inscrits à l'inventaire général du patrimoine culturel :
- la croix du Nifran ;
- le moulin du Nifran ;
- le phare de l'Île de Sein ;
- le phare d'Ar-Men ;
- la chapelle Saint-Corentin ;
- le phare de Men Brial.

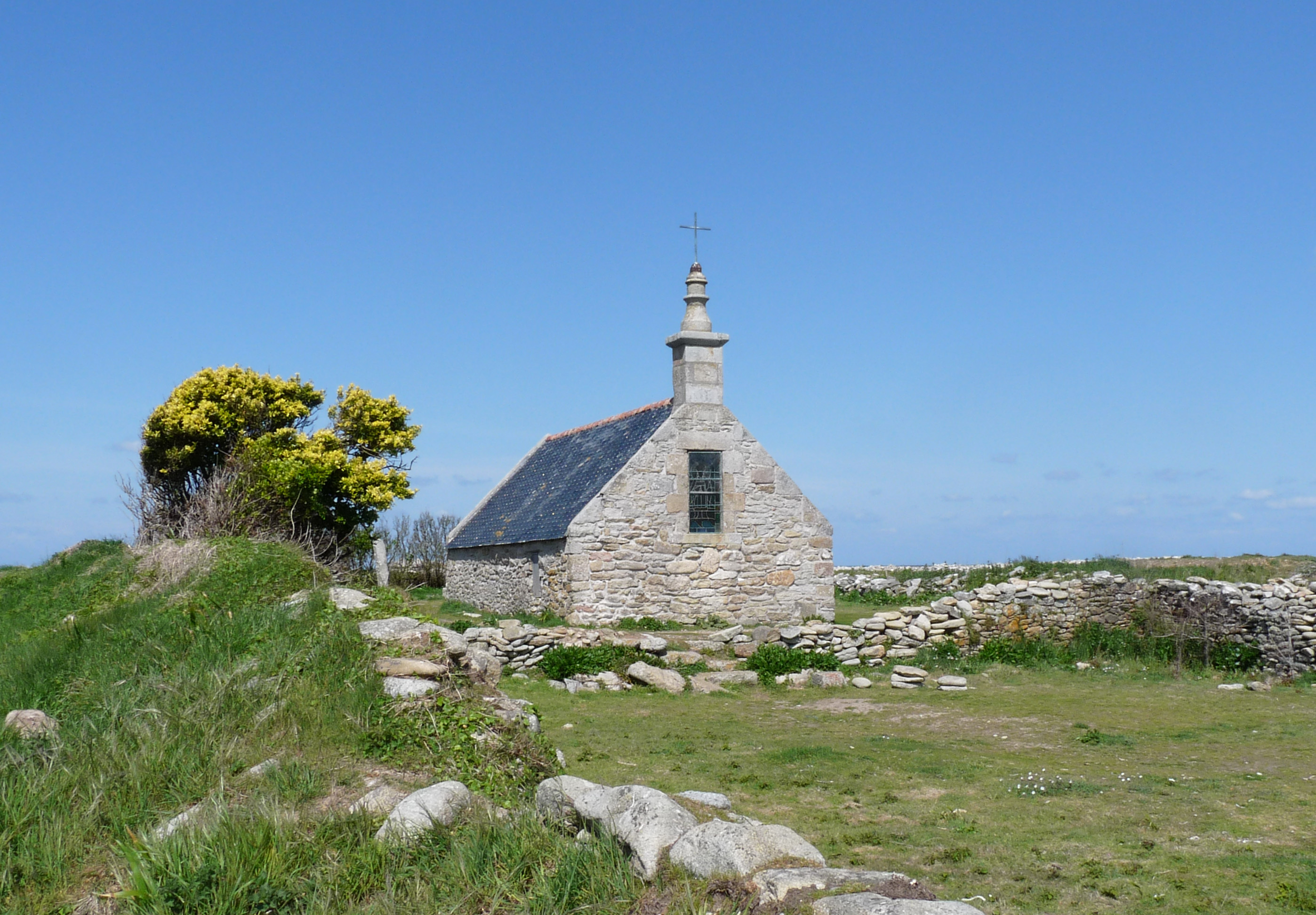
La chapelle Saint-Corentin.
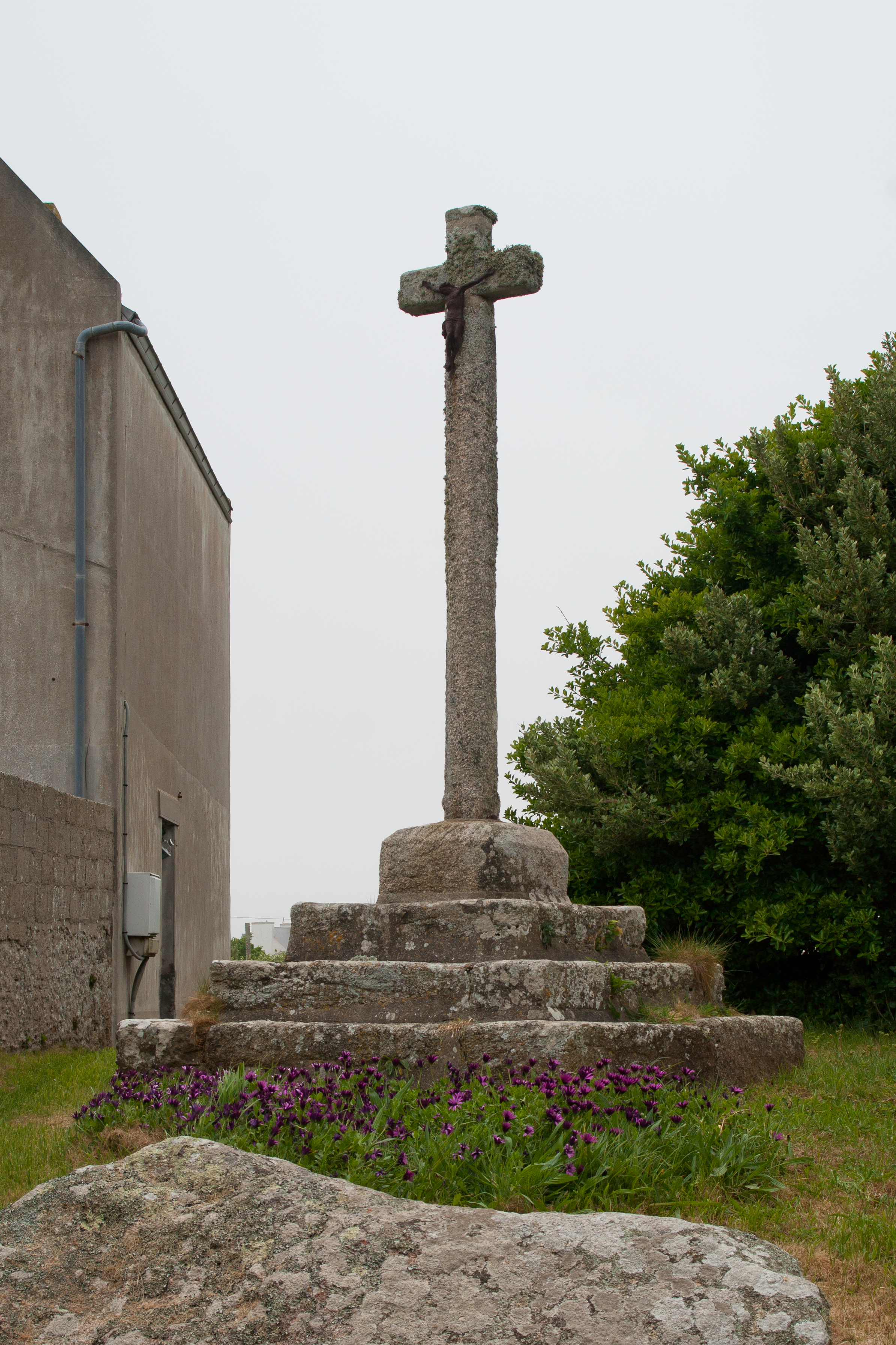
La croix du Nifran.
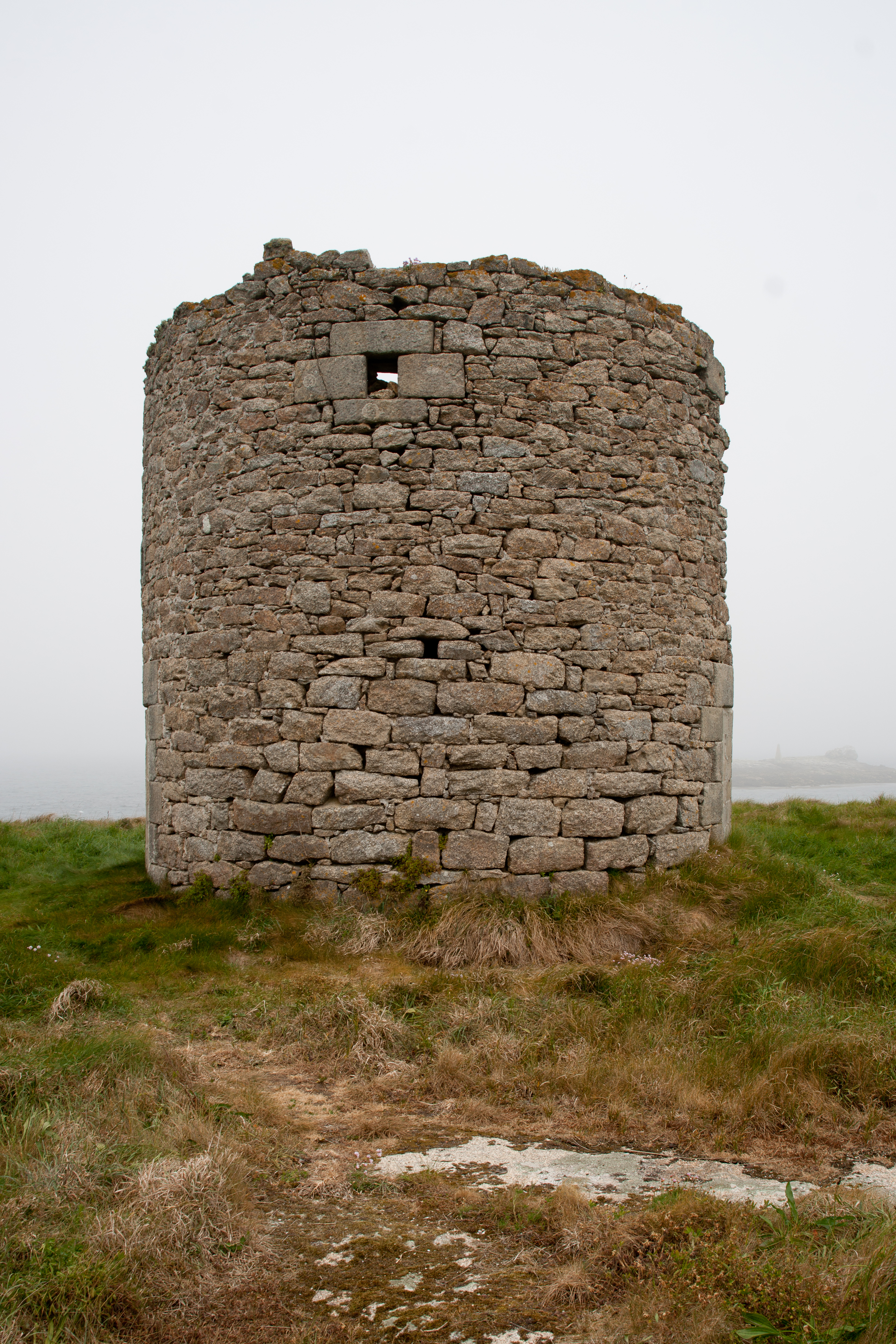
Le moulin du Nifran.
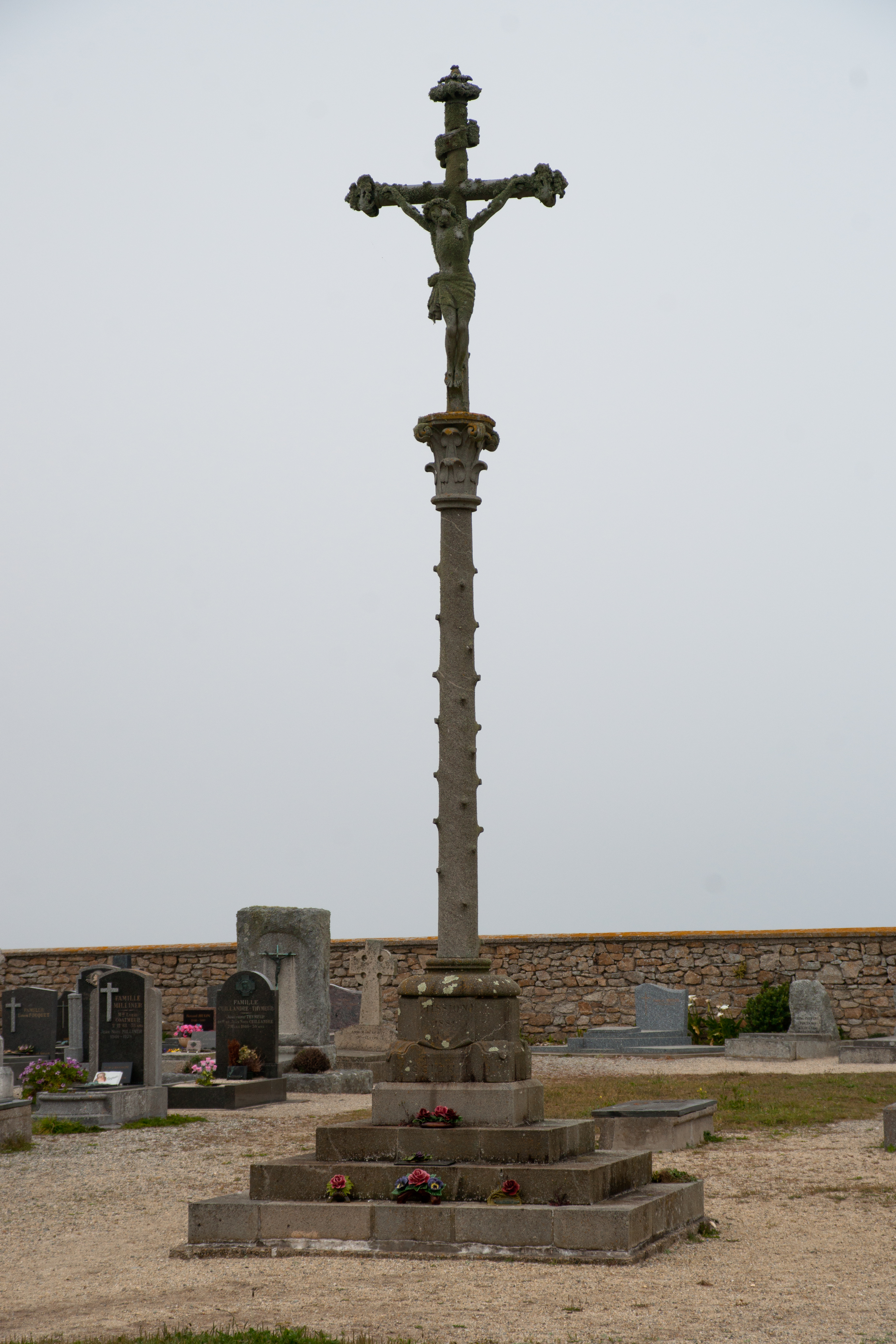
La croix du cimetière.
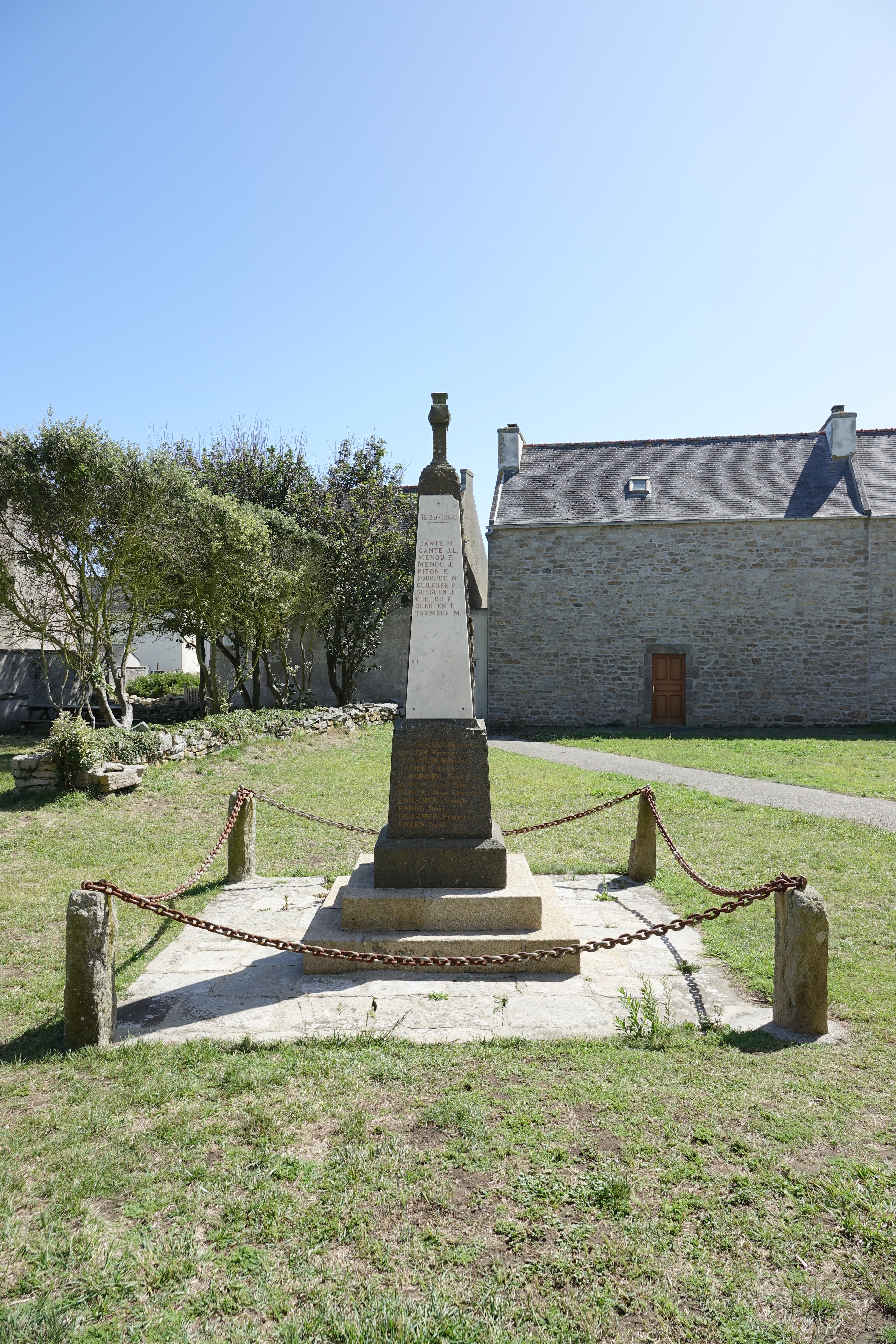
Monument aux morts de la Seconde Guerre mondiale.

## Personnalités liées à la commune
- Désiré-Joseph-Marie Milliner, né le 6 décembre 1877 à l'Île-de-Sein, devint curé de la cathédrale Sainte-Lucie de Colombo. Il est décédé le 3 avril 1932 au Sri Lanka.

- André Guilcher né le 19 mai 1913 à Brest et professeur d’Université.